# قرون وسطی

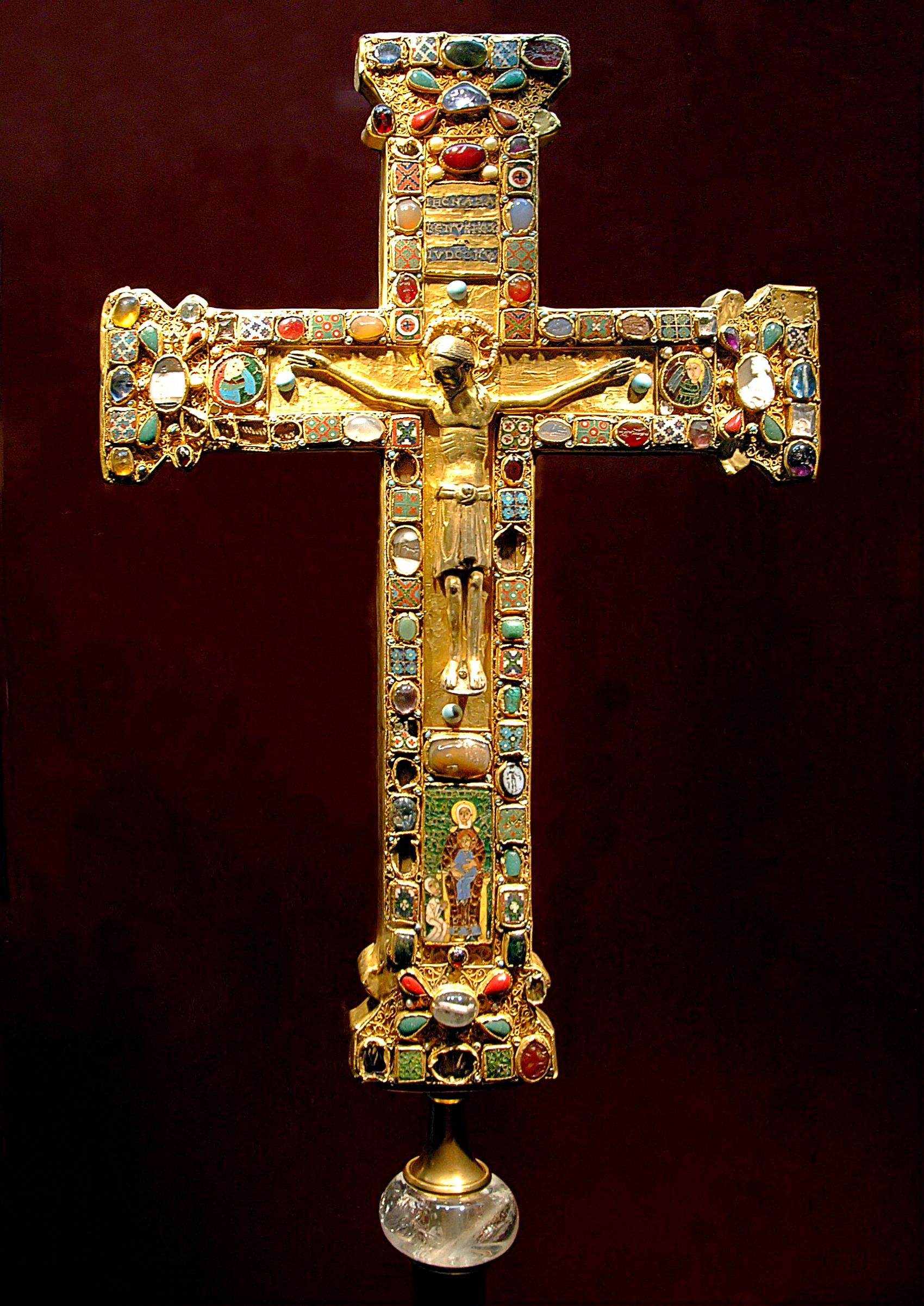
صلیب ماتیلدا، این صلیب برای ماتیلدا، رئیس صومعهٔ اسن (۹۷۳–۱۰۱۱) ساخته شد. این شمایل مسیح احتمالاً در کلن یا اسن ساخته شده است.

قُرون وُسطی یا سده‌های میانی به دوره‌ای از تاریخ اروپا از سده پنجم تا سده پانزدهم میلادی (۵۰۰–۱۵۰۰) گفته می‌شود. معمولاً آغاز این دوران سقوط امپراتوری روم غربی در سال ۴۷۶ میلادی در نظر گرفته می‌شود و فرجام آن دوران رنسانس و عصر کاوش‌ها شناخته شده است. تقسیم‌بندی فرهنگی تاریخ اروپا به ترتیب شامل عصر باستان، قرون وسطی و دوران مدرن است. خود دوران قرون وسطی نیز به سه عصر قرون وسطای آغازین، قرون وسطای میانی و قرون وسطای متأخر بخش‌بندی می‌شود.
در دوران باستان متأخر طی سده‌های سوم تا پنجم میلادی بتدریج امپراتوری روم غربی دچار جنگ‌های داخلی، اختلال در نظام تجاری و اداری، کاهش جمعیت، پراکندگی جمعیت شهرها، تهاجمات گسترده اقوام بیابانگرد و سکونت جمعیت گسترده‌ای از آنها شد. این رخدادها نهایتاً به سقوط امپراتوری روم غربی انجامید. سپس قرون وسطی آغازین (سده پنجم تا دهم) فرارسید. در ابتدای قرون وسطی آغازین (سده‌های پنج تا هفت) در اثر خلأ نظام سیاسی-اداری روم غربی و گسست شبکه تجاری، روندهای یادشده تشدید گردید. حرکت جمعیت‌های مهاجر در دورهٔ مهاجرت‌ها، از جمله تیره‌های مختلف ژرمن‌ها منجر به تأسیس پادشاهی‌های تازه‌ای بر روی باقی‌مانده‌های امپراتوری روم غربی گردید. از سوی دیگر، امپراتوری بیزانس که ادامه دهندهٔ راه امپراتوری روم بود، توانست در شرق مدیترانه به حیاتش ادامه دهد و یک قدرت بزرگ باقی بماند و دوره‌ای از شکوه اقتصادی و سیاسی را در سده ششم به‌خصوص تحت حاکمیت ژوستینین یکم تجربه کند. اما جنگ طولانی مدت با ساسانیان و سپس فتوحات مسلمانان در آسیا و شمال آفریقا، این امپراتوری را به شدت تضعیف کرد. طی این دوره حیات اقتصادی اجتماعی پررونقی در بیزانس استمرار داشت و مجدداً در پایان این دوره در زمان باسیل دوم به اوج رسید. غربِ اروپا، گرچه دستخوش تغییرات اساسی در ساختارهای سیاسی و اجتماعی گردید، اما میراث دوران باستان متاخر به‌طور کلی نابود نشد. بیشتر پادشاهی‌ها نهادهای باقی‌مانده از دوران امپراتوری روم را با یکدیگر ترکیب و حفظ نمودند. صومعه‌ها و راهب‌ها به مسیحی‌سازی کافران اروپایی بدون توقف ادامه دادند. فرانک‌ها توانستند تحت حکومت دودمان کارولنژی‌ها امپراتوری کوتاه مدت کارولنژی را در سده هشتم و اوایل سده نهم میلادی برپا کنند. غرب اروپا بتدریج توان اقتصادی و اجتماعی خود را بازیافت و رنسانس کارولنژی منجر به رونق دوباره علوم و هنرها گشت. این امپراتوری بیشتر مساحت اروپای غربی را به زیر سلطه خود درآورد، ولی کمی بعدتر بخاطر فشار جنگ‌های داخلی و یورش‌های مهاجمان خارجی همانند: وایکینگ‌ها از شمال، مجارها از شرق، و سارازن‌ها از جنوب، از پای درآمد و نابود شد. در خاتمه این دوره غرب اروپا میان مجموعه ای از دوک‌نشین‌ها و دولت‌شهرها تقسیم شده بوده و قدرت اصلی معنوی و سیاسی در اختیار پاپ قرار داشت.
در طول قرون وسطی میانی (سدهٔ یازدهم تا سیزدهم) جمعیت اروپا به سرعت رو به افزایش نهاد. در غرب اروپا توسعهٔ اختراعات در زمینه‌های فناوری و کشاورزی اجازهٔ رشد تجارت را داد. دوران گرمایشی قرون وسطی که باعث تغییرات آب‌وهوایی گردیده بود، باعث افزایش میزان بازده محصولات شده بود. ارباب‌منشی، روستائیان را در روستاها سازماندهی می‌نمود تا دارایی‌ها و خدمات کارشان را به اشراف ارائه دهند و فئودالیسم، ساختاری سیاسی بود که به‌وسیلهٔٔ آن شوالیه‌ها و اشراف دون‌پایه، خدمات نظامی‌شان را در مقابل حقی از زمین‌ها به سروران‌شان ارائه می‌دادند؛ این دو روشی بود که جامعهٔ دوران قرون وسطای متأخر را سازماندهی می‌کرد. نظام‌نامهٔ قانونی امپراتوری، به نام بدنه قانون مدنی یا «نظام‌نامهٔ ژوستینین» در ایتالیای شمالی و در سال ۱۰۷۰ دوباره کشف شد. کلیسا در اوج قدرت قرار داشت اما کلیسای واتیکان و کلیسای ارتدوکس از هم جدا شدند. فرارسیدن سلجوقیان از آسیای میانه به آناتولی و شام باعث تضعیف امپراتوری بیزانس گردید. در مقابل، واتیکان جنگ‌های صلیبی را به راه انداخت و در پی آن اروپایی‌های مسیحی غربی برای بازپس‌گیری سرزمین مقدس از مسلمانان از سال ۱۰۹۵ به مدت دو سده به شام و شمال آفریقا لشکر کشیدند و همچنین در شبه‌جزیره ایبری برای بازپس‌گیری اندلس کوشیدند. جنگ‌های صلیبی در برابر مسلمانان در بلندمدت دستاوردی برای کلیسا و شاهان اروپا نداشت اما بر رونق تجارت دولت‌شهرهای ایتالیایی افزود. جنگ صلیبی چهارم با غارت قسطنطنیه امپراتوری بیزانس را به‌شدت تضعیف کرد و قدرت و ثروت سرشاری را نصیب جمهوری ونیز نمود و باعث انتقال میراث کلاسیک به اروپای لاتین شد. در شمال اروپا، اقوام بت‌پرست وایکینگ و لیتوانیایی مسیحی شدند. تأسیس و گسترش پادشاهی فرانسه، پادشاهی انگلستان و امپراتوری مقدس روم باعث تجمیع قدرت سیاسی و کاهش آمار جرم و جنایت و خشونت گردیدند، اما از سوی دیگر نیز ایدهٔ متحد ساختن تمام جهان مسیحیت را با چالش جدی مواجه ساختند. حملات امپراتوری مغول دولت‌های اسلاو حاکم بر دشت‌های روسیه و پادشاهی مجارستان را درهم کوبید. انتقال دانش و فناوری مسلمانان به نوزایی سده دوازدهم کمک کرد و مروج تأسیس دانشگاه‌ها و توسعه فلسفه مدرسی جهت پیوند دادن دین و عقل گردید. خداشناسی توماس آکویناس، نقاشی‌های جوتو دی بوندونه، شعرهای دانته آلیگیری و جفری چاسر، سفرهای مارکو پلو، و معماری گوتیک کلیساهای جامع همانند کلیسای جامع شارتر در میان دستاوردهای برجستهٔ اواخر این دوره و نیز دوره قرون وسطای متأخر بوده‌اند. در این دوره طریقت‌های مسیحی متعددی نظیر فرقه فرانسیسکن و شوالیه‌های مهمان‌نواز پدیدار شد.
دوران قرون وسطای متأخر (سده‌های چهاردهم و پانزدهم) همراه با فجایع بزرگ و بحران شدید برای اروپا بود به طوری که قحطی، طاعون و جنگ که باعث کاهش جمعیت قارهٔ اروپا گردید و میان سال‌های ۱۳۴۷ و ۱۳۵۰، مرگ سیاه باعث کشته شدن یک سوم کل جمعیت قارهٔ اروپا در آن زمان شد. ستیزها، بدعت‌گذاری‌ها و جدایش غرب در کلیسای کاتولیک همزمان با مناقشات میان ایالتی، نزاع‌های مدنی و شورش دهقانان سراسر پادشاهی‌های گوناگون را درنوردیدند. جنگ صدساله خسارات فراوان برای فرانسه و انگلستان به بار آورد، اما همزمان باعث رشد ملی‌گرایی شد. امپراتوری عثمانی بیزانس را فتح کرد و مسلمانان بر اروپای شرقی چیره شدند، اما همزمان اندلس را از دست دادند. با تضعیف کشاورزی، نظام فئودالیسم به‌شدت افول کرد و شوالیه‌ها قدرت خود را در برابر دولت مرکزی از دست دادند. طبقه جدیدی از شهرنشینان به‌خصوص در ایتالیا و فلاندر برآمدند که به صنعت و تجارت اشتغال داشتند و پایه‌گذار رنسانس شدند. دولت‌شهرهای ایتالیایی یک شبکه تجاری وسیع در مدیترانه ایجاد کردند و بانکداری رونق یافت. صنایع ریخته‌گری و ساعت‌سازی به‌خصوص در اروپای مرکزی رشد کرد و منجر به توسعه کاربرد سلاح گرم و ادوات نظامی شد. با توسعه دریانوردی، پایه‌های عصر کاوش در شبه‌جزیره ایبری و ایتالیا گذاشته شد. از اواخر این دوره با توسعه فناوری‌های جدید از جمله ماشین چاپ، نهادها، اصناف و فرهنگ شهرنشینی، مکتب انسانگرایی، گسترش دانشگاه‌ها و هنرها، نهادهای پولی و انباشت ثروت، ایجاد شبکه تجاری درون و بیرون قاره که عمدتاً به نام رنسانس خوانده می‌شود، سبب شد اروپا آماده ورود به دوران مدرن نخستین شود.

## واژه‌شناسی و دوران‌شناسی
قرون وسطی یکی از سه دورهٔ اصلی در تقسیم‌بندی تاریخ اروپا محسوب می‌گردد. این سه دوره شامل دوران‌های تمدن‌های باستانی یا اروپای عصر باستان؛ قرون وسطی و دوران مدرن می‌باشد (سده‌های پنجم تا هفتم).
نویسندگان قرون وسطایی تاریخ را به دوران‌هایی همانند «شش دوران» یا «چهار امپراتوری» تقسیم می‌نمودند و در این تقسیم‌بندی، دوران خود را آخرین دوره پیش از پایان جهان در نظر می‌گرفتند. آن‌ها هنگام اشاره به دوران خود از واژه «مدرن» استفاده می‌نمودند. در دهه ۱۳۳۰ م، انسان‌شناس و شاعری به نام فرانچسکو پترارک، زمان‌های پیش از ظهور مسیح را به عنوان، آنتیکوآ (و یا باستان) و دوران مسیحی را به عنوان دوران نُووآ (و یا نو) تقسیم نمود. لئوناردو برونی نخستین تاریخ‌نگاری بود که از دوره‌های سه‌گانه در کتابش به نام تاریخ مردم فلورانسی (۱۴۴۲ م) استفاده نمود. برونی و تاریخ‌نگاران بعدی با این استدلال که ایتالیا از هنگام پترارک تغییر نموده و بهبود یافته، دورهٔ سومی به دو دوره‌ای که پترارک نام برده بود، افزودند. واژه «قرون وسطی» برای نخستین بار در اسناد لاتینی سال ۱۴۶۹ م و به عنوان media tempestas یا «فصول میانی» ظاهر گردید. در نخستین مواردی که این واژه بکار رفته است، تفاوت‌های زیادی موجود است همانند medium aevum یا «سده میانی» که نخستین بار در ۱۶۰۴ م ثبت شده و media saecula یا «قرون وسطی» که نخستین بار در ۱۶۲۵ م ثبت گردیده است. لفظ جایگزین medieval (و یا گاهی mediaeval یا mediæval) از واژهٔ medium aevum مشتق گردیده است. دوره‌بندی سه‌گانه پس از تاریخ‌نگاری آلمانی در سده هفدهم به نام کریستوف کلاریوس، به مرسوم گردید و رواج یافت و بر طبق آن تاریخ به سه دورهٔ باستان، میانی و مدرن تقسیم گردید.
نقطه آغاز قرون وسطی به‌طور عام در حدود سال ۵۰۰ میلادی پذیرفته شده است، با تاریخ دقیق سال ۴۷۶ م که نخستین بار به‌وسیلهٔٔ برونی تعیین گردید. تاریخ‌های دیگری که برای سرآغاز این دوران، اغلب در مناطق پیرامونی اروپا تعیین شده‌اند. در کل تاریخ پایان قرون وسطی برای اروپا سال ۱۵۰۰ م در نظر گرفته می‌شود، اگرچه هیچ توافق جهانی برای تعیین این تاریخ وجود ندارد. گاهی بسته به نوع اتفاقات، زمان وقوع رویدادهایی همانند سقوط قسطنطنیه به‌وسیلهٔٔ ترکان عثمانی در ۱۴۵۳ م، نخستین سفر دریایی کریستف کلمب به قاره آمریکا در ۱۴۹۲ م، یا آغاز فرایند اصلاحات پروتستانی در ۱۵۱۷ م به عنوان تاریخ پایان قرون وسطی در نظر گرفته شده است. تاریخ‌نگاران انگلیسی اغلب رویداد نبرد بازورث فیلد، در ۱۴۸۵ را برای پایان این دوره در نظر می‌گیرند. برای اسپانیا، تاریخ‌هایی که معمولاً استفاده می‌شوند شامل: مرگ پادشاه فرناندوی دوم، پادشاه آراگون در ۱۵۱۶ م، مرگ ملکه ایزابلای یکم در ۱۵۰۴ یا تسخیر گرانادا در ۱۴۹۲ هستند. تاریخ نگاران کشورهایی که در آن‌ها گویش‌وران رومی زندگی می‌کنند تمایل دارند تا دوران قرون وسطی را به دو قسمت تقسیم نمایند؛ آنان قسمت‌نزدیکتر را «پسین» و دیگری را «اولیه» نام‌گذاری کردند. تاریخ‌نگاران انگلیسی زبان، همانند همتایان آلمانی‌شان، عموما قرون وسطی را به سه بخش تقسیم می‌کنند: «آغازین»، «میانه» و «متأخر». در سده نوزدهم، سراسر قرون وسطی را اغلب با نام «دوران تاریکی» مورد اشاره قرار می‌دادند، اما با رواج تقسیم‌بندی سه‌گانه، استفاده از این واژه در میان تاریخ‌نگاران، منحصر به قرون وسطی آغازین گشت. با این وجود، کریس ویکام، تاریخ‌دان انگلیسی، با ذکر دلایل مختلفی از جمله عدم سلطه امپراتوری روم بر مناطق شمالی، شرقی و بیشتر نواحی مرکزی اروپا، بقای طولانی مدت امپراتوری روم شرقی در جنوب شرقی این قاره، تأثیر اندک سلطه ترکان عثمانی بر قسطنطنیه بر شرایط اروپا، نبود تأثیر آنی در کشف قاره آمریکا و سایر عواملی که موجب یکپارچگی بین بخش‌های بزرگی از این دوره با زمان‌های قبل و بعد آن می‌شود، قرار دادن نقطه آغاز و پایان قرون وسطی در سال‌های ۵۰۰ و ۱۵۰۰ و دسته‌بندی این دوره به عنوان یک واحد یکپارچه تاریخی را «مصنوعی» می‌داند. با این حال، او نقطه تمایز آغاز این دسته‌بندی متداول تاریخی را تغییرات عمده سیاسی و اقتصادی در کنار ادامه شرایط فرهنگی و مذهبی پیشین و انتهای آن را با تغییرات عمده فرهنگی و مذهبی در کنار ادامه شرایط سیاسی و اقتصادی پیشین توصیف می‌نماید.

## زوال و سقوط امپراتوری روم

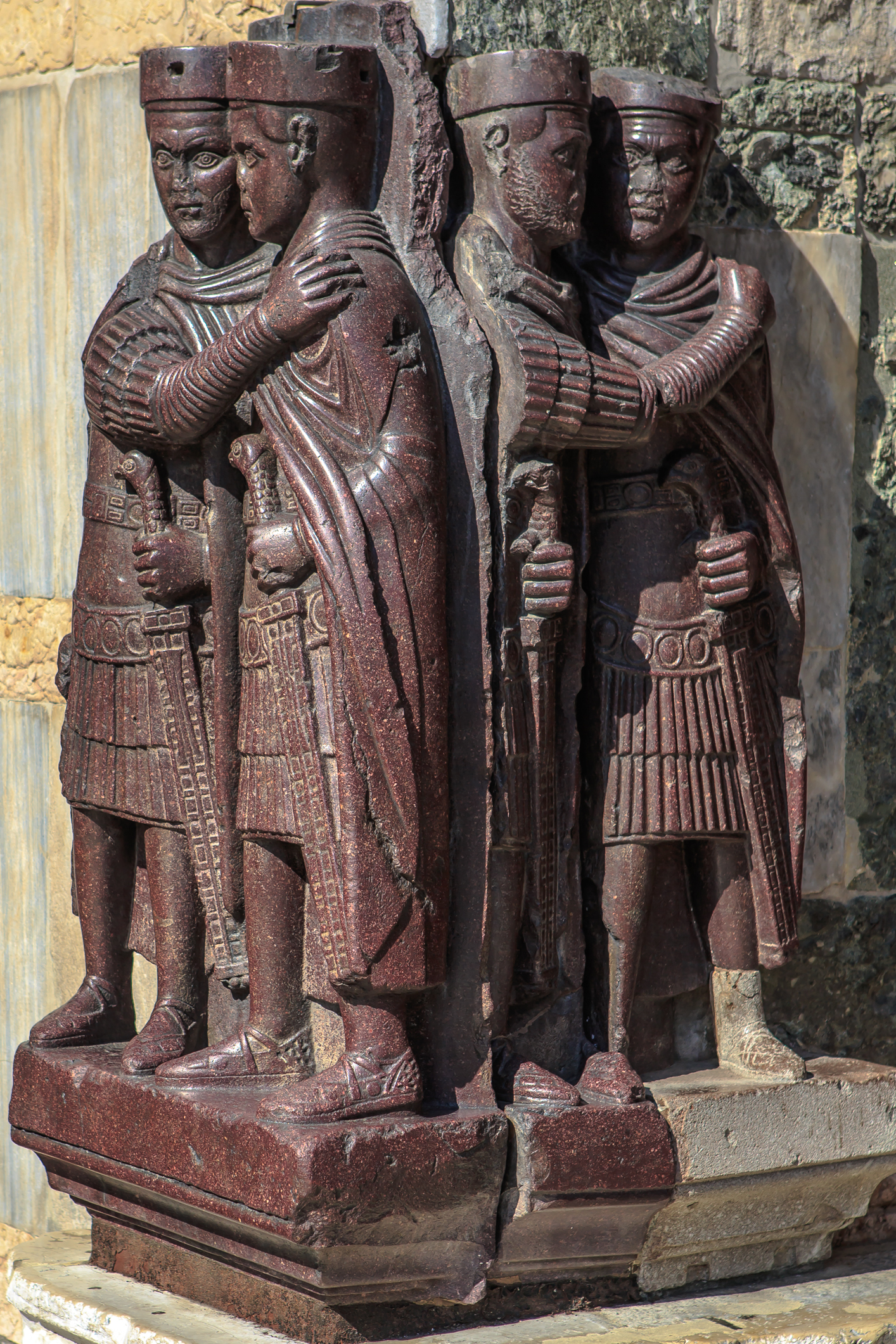
یک مجسمه از اوخر دوران روم که در آن حکومت چهار فرمانروایی به نمایش درآمده است. اکنون در ونیز

در طول سده دوم میلادی، امپراتوری روم توانست به اوج گستردگی سرزمینی خود دست‌یابد؛ روم در دو سدهٔ پسین، کاهش قدرت و توانایی ادارهٔ مناطق دورافتاده‌ترش را تجربه نمود. جنگ داخلی، مشکلات اقتصادی همانند تورم و فشارهای خارجی بر مرزهای امپراتوری باعث بروز بحران سده سوم در امپراتوری گردید، در این بحران امپراتورهایی که بر تخت می‌نشستند پس از اندک زمانی به‌وسیلهٔ غاصبی از قدرت برکنار می‌گردیدند. در طول سده سوم میلادی مخارج نظامی پیوسته افزایش می‌یافت، که یکی از دلایل اساسی آن جنگ با شاهنشاهی ساسانی بود که در میانهٔ سده سوم تجدید نیرو نموده بود. شمار سپاهیان دو برابر گشت و واحدهای کوچک نظامی و سواره‌نظام‌ها جای لژیونرهای رومی را به‌عنوان واحدهای تاکتیکی سپاه امپراتوری، گرفتند. نیاز به درآمد بیشتر منجر به برقراری مالیات‌های سنگین‌تری گردید و باعث تباهی شمار و طبقهٔ خانواده‌های سرمایه‌دار یا ملک‌داران گردید و شمار افرادی از آنان را که حاضر به قبول مسئولیتی حکومتی و اداری در شهرهای خودشان بودند، به شدت کاهش داد. کارمندان بیشتری برای برآورده کردن احتیاجات سپاه در ادارات مرکزی مورد نیاز بود که موجب دادخواهی شهروندان گردید مبنی بر اینکه شمار جمع‌آوری کنندگان مالیات در امپراتوری از شمار مالیات‌دهندگان بیشتر است.
برای حل بحران سده سوم، امپراتور دیوکلسین (۲۸۴–۳۰۵ در قدرت)، امپراتوری را در سال ۲۸۶ به دو بخش اداری و اجرایی نیمه شرقی و نیمه غربی تقسیم کرد؛ اما این تقسیم‌بندی به‌وسیلهٔ ساکنان و فرمانروایان این بخش‌ها در نظر گرفته نمی‌شد. از آنجایی که تمامی فرمان‌های قانونی و اجرایی یک بخش در بخش دیگر نیز معتبر شناخته می‌شد. اصلاحات دیوکلیسین بدون اینکه منجر به جنگ داخلی گردد، دیوان‌سالاری حکومتی را تقویت کرد، سیستم مالیاتی را اصلاح کرد و سپاه امپراتوری را قدرتمندتر کرد، این اصلاحات برای دوام امپراتوری زمان بیشتری فراهم کرد، اما نتوانست مشکلاتی که پیش روی امپراتوری قرار می‌گرفت را حل نماید؛ از این مشکلات می‌توان به این موارد اشاره کرد: مالیات‌های سنگین، کاهش میزان زادوولد، فشار بر روی مرزهای امپراتوری و …. در سال ۳۳۰ م و پس از دورهٔ جنگ‌های داخلی، کنستانتین بزرگ (۳۰۶–۳۳۷ در قدرت) شهر بیزانتیوم را به عنوان پایتخت قسمت شرقی و نام تازهٔ کُنستانتینوپول بنیان نهاد. جنگ و درگیری داخلی میان امپراتورهای رقیب به کاری رایج در میانه سده چهارم میلادی بدل شده بود و باعث گشت تا سربازان و نیروهایی که باید در مرزهای امپراتوری به‌سر می‌بردند، سرگرم این کار گردند و دست متجاوزان و صحرانشینان مهاجم برای حملاتشان باز شود. در بیشتر سده چهارم میلادی جامعه رومی، بر گونهٔ حکومت شرقی که با مدل دوران باستان متفاوت بود، استوار گردید و باعث افزایش شکاف طبقاتی میان ثروتمند و فقیر و همچنین کاهش و زوال قدرت و سرزندگی در میان شهرهای کوچک گردید. تغییر دیگری که به وقوع پیوست مسیحی‌سازی و تغییر دین رسمی امپراتوری به مسیحیت در روندی تدریجی بود که از سده دوم تا سده پنجم میلادی به درازا انجامید.

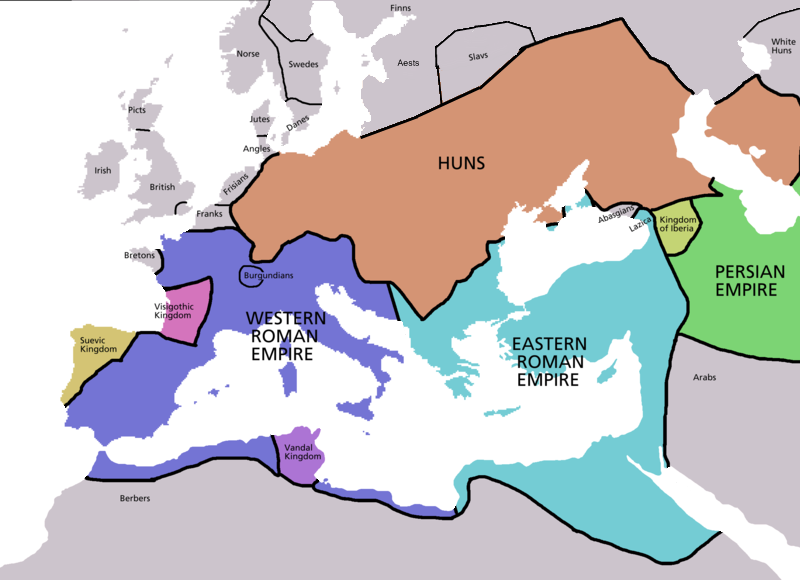
نقشهٔ تقریبی مرزهای اروپا در حدود سال ۴۵۰ میلادی

در سال ۳۷۶ م گوت‌ها، که از هون‌ها فرار می‌کردند، اجازه‌نامه‌ای از امپراتور والنس دریافت نمودند (۳۶۴–۳۷۸ م در قدرت) تا در ایالت رومی تراکیه واقع در شبه‌جزیره بالکان ساکن گردند. این اسکان یافتن به راحتی صورت نپذیرفت و هنگامی که افسران رومی نتوانستند مشکلات به وجود آمده را برطرف نمایند، گوت‌ها به تاخت و تاز و غارت در مناطق امپراتوری مبادرت ورزیدند. والنس که در تلاش برای از بین بردن این وضعیت وخیم بود در نبرد آدریانوپل در ۹ اوت ۳۷۸ م به‌دست گوت‌ها کشته‌شد. در کنار تهدیدهای کنفدراسیون‌های قبایل از شمال، خود امپراتوری نیز به دو قسمت روم شرقی و روم غربی تقسیم شد، مخصوصاً کلیسای مسیحی که مشکلاتی را به وجود آورد. در سال ۴۰۰ م ویزیگوت‌ها به امپراتوری روم غربی هجوم بردند و اگرچه مدتی عقب رانده شدند اما سرانجام در ۴۱۰ م شهر رم را غارت کردند. در سال ۴۰۶ م آلان‌ها، وندال‌ها و سوئبی‌ها به سرزمین گل رسیدند؛ و پس از سه سال در تمام گل پخش شده و در ۴۰۹ م از کوهستان پیرنه گذشتند و بجایی که امروزه اسپانیا نامیده می‌شود، قدم گذاشتند. دوره مهاجرت‌ها با حرکت دسته‌های گوناگون مردم مختلف آغاز گشت و از نخستین گروه‌ها تعداد بسیار زیادی از مردم ژرمن بودند که از میان اروپا گذشتند. فرانک‌ها، آلامان‌ها و بورگوندی‌ها در شمال سرزمین گل متوقف شدند و در همان هنگام آنگل‌ها، ساکسون‌ها و جوت‌ها در بریتانیا ساکن شده و وندال‌ها از تنگهٔ جبل الطارق گذشته و ایالت رومی آفریکا را تسخیر نمودند. در دهه ۴۳۰ م هون‌ها هجوم به امپراتوری را آغاز کردند؛ فرمانروایشان آتیلا (۴۳۴–۴۵۳ در قدرت) تهاجم‌ها به بالکان در سال ۴۴۲ م و ۴۴۷ م، به سرزمین گل در ۴۵۱ م و به ایتالیا در ۴۵۲ م را رهبری می‌کرد. تهدیدات هون‌ها تا هنگام مرگ آتیلا در ۴۵۳ م پابرجای بود؛ تنها پس از مرگ او بود که کنفدراسیون هونی که او بینان نهاده و رهبری می‌کرد از هم پاشید. این یورش‌های بزرگ قبایل مختلف، طبیعت سیاسی و بافت فرهنگی و مردمی، آنچه را که پیش از آن، امپراتوری روم غربی نامیده می‌شد را یکسره دگرگون ساخت.
با پایان سده پنجم میلادی قسمت غربی امپراتوری به واحدهای کوچکتری تجزیه شده بودند و که به‌وسیلهٔٔ قبایل مهاجمی در ابتدای همین سده به آنان یورش برده بودند، اداره می‌شدند. عزل آخرین امپراتور غرب، رومولوس آگوستولوس، در ۴۷۶ م به عنوان تاریخ پایان امپراتوری روم غربی رایج گشته است. در سال ۴۹۳ م شبه جزیره ایتالیا به‌وسیلهٔٔ اوستروگوت‌ها تسخیر شد. امپراتوری روم شرقی که بیشتر امپراتوری بیزانس نامیده می‌شود پس از فروپاشی همتای غربی‌اش، توانایی و نیروی کمی در اختیار داشت تا بتواند ادعاهایش بر مناطق غربی را برآورده ساخته و آنان را زیر کنترل خود دربیاورد. درحالی که هیچ‌یک از پادشاهان جدید در غرب جرئت ادعا و احیای مقام پیشین امپراتوری غربی را به خود راه نمی‌دادند، امپراتوران بیزانس همچنان ادعایشان را بر روی سرزمین‌های غربی حفظ کرده و بر آن تأکید می‌نمودند ولی کنترل بیزانس بر مناطق غربی نمی‌توانست به چیزی فراتر از کنترلی موقتی بدل گردد. بازپس‌گیری نواحی ساحلی دریای مدیترانه و شبه‌جزیره ایتالیا (جنگ گوتی) در هنگام امپراتوری ژوستینین یکم (۵۲۷–۵۶۵ در قدرت) تنها تلاش بیزانس و اقدامی موقتی بود و می‌توان آن را یک استثنا نامید.

## قرون وسطای آغازین

### سده‌های پنجم تا هفتم

#### اجتماعات نوپدید
با پایان یافتن وحدتی که امپراتوری روم غربی ایجاد کرده بود، ساختار سیاسی اروپای غربی دست‌خوش تغییراتی گشت. گرچه جنبش‌های مردمی که در این دوره روی داد را اغلب با نام یورش‌های صحرانشینان می‌شناسند اما در حقیقت، این رویداد به اردوکشی‌های نظامی محدود نبود و جمعیت بسیار زیادی به سرزمین‌های امپراتوری مهاجرت نمودند. یکی از دلایل تقویت این جنبش‌ها، دوری ورزیدن نجیب‌زادگان و سرشناسان روم غربی برای کمک مالی به سپاه امپراتوری و پرداخت نکردن مالیات برای سرکوب کردن این مهاجرت‌ها بوده است. امپراتوران سدهٔ پنجم در بیشتر اوقات به‌وسیلهٔٔ سران نظامی قدرتمند همانند ستیلیچو (درگذشتهٔ ۴۰۸)، فلاویوس آییتیوس (درگذشتهٔ ۴۵۴)، آسپار (درگذشتهٔ ۴۷۱)، رسیمر (درگذشتهٔ ۴۷۲)، یا گوندوباد (درگذشتهٔ ۵۱۶)، کنترل می‌شد که بیشترشان هم یا رومی نبودند یا پیشینهٔ رومی شدنشان کوتاه بوده است. با از میان رفتن خط وراثت امپراتوران روم غربی، بسیاری از پادشاهان هم که جایگزینشان گردیدند همین ویژگی را دارا بودند و کم‌کم ازدواج میان پادشاهان تازه و نجیبان رومی به کاری رایج بدل شد. این کار باعث درهم‌آمیختگی فرهنگ رومی با فرهنگ قبایل مهاجم گشت و باعث شد اعضای مرد قبایل در مجالس مردمی بیشتر از هنگامی که دولت رومی پابرجا بود، در مورد مشکلات سیاسی مداخله کنند.

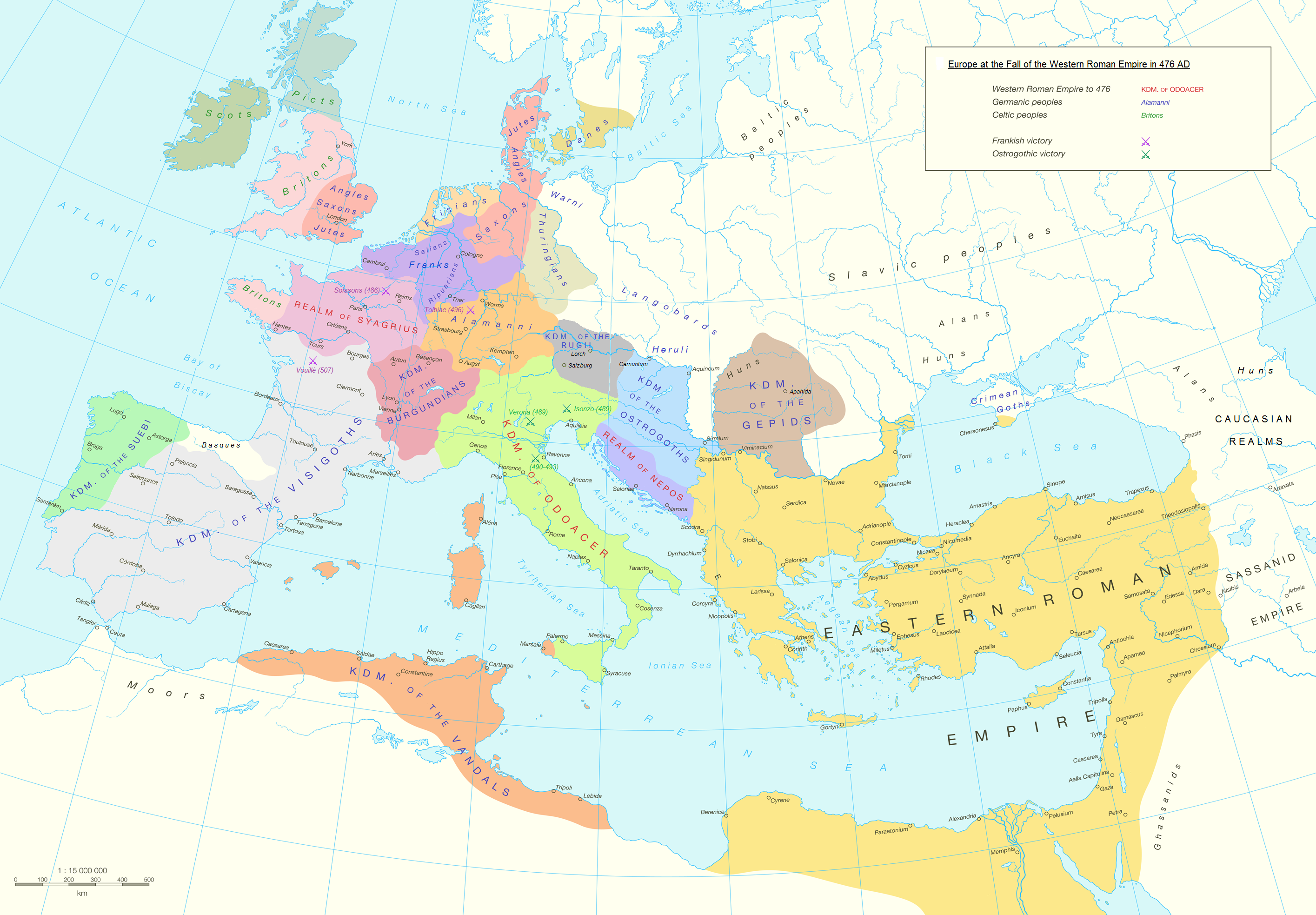
قبایل و پادشاهی‌های اقوام مهاجر پس از انقضای امپراتوری روم غربی

این تهاجمات باعث شدند تا گروهای قومی کوچک زیادی نیز به اروپا منتقل شوند، هر چند این گروه‌های تازه به صورت متناسب در همه اروپا مستقر نگردیدند و بعضی مناطق سهم بیشتری از مناطق دیگر نصیبشان گردید. برای نمونه در سرزمین گل، مهاجمان به‌طور گسترده‌ای در شمال و شرق بیشتر از جنوب و غرب سکونت گزیدند. اسلاوها در اروپای مرکزی و اروپای شرقی و همچنین در شبه‌جزیره بالکان سکونت گزیدند. این موج ساکن شدن گروه‌های مختلف با تغییرات زبانی مناطق، همراه گردید. زبان لاتین، که زبان ادبی امپراتوری روم غربی محسوب می‌شد، رفته‌رفته جایش را به زبان‌های محلی‌ای داد که ریشه در لاتین داشته و تکامل یافته اش محسوب می‌گردید ولی از لاتین نیز فاصله گرفته بود؛ این زبان‌ها به نام زبان‌های رومی‌تبار شناخته می‌شوند. این تغییر لاتین به زبان‌های تازه، چندین سده به طول انجامید. یونانی زبان امپراتوری بیزانس باقی ماند، اما مهاجرت اسلاوها نیز باعث اضافه گردیدن زبان‌های اسلاوی به اروپای شرقی گردید.
مصنوعات مادی برجای مانده از رومی‌ها و مهاجمان در بیشتر اوقات شبیه به یکدیگرند و همچنین اشیای قبیله‌ای نیز براساس سبک ساخت کالاهای رومی، شکل داده شده‌اند. بسیاری از نوشته‌های اندیشمندانه و فرهنگ مکتوب پادشاهی‌های تازه برپاشده نیز بر پایهٔ عادت‌های فکری رومی استوار شدند. یک تفاوت مهم این بود که سیاست‌های جدید باعث کاهش یافتن تدریجی میزان درآمدهای مالیاتی گردید. در نتیجه بسیاری از جوامع سیاسی نتوانستند هزینه‌های سپاهیانشان را با مالیات‌ها تأمین نمایند و در عوض تأمین مالی سپاهیان بر پایهٔ اعطای زمین یا به کرایه دادنش استوار گردید. در پی این رویداد میزان وابستگی و نیاز به درآمدهای مالیاتی روبه کاهش نهاد و همین باعث فاسد شدن سیستم‌های مالیاتی گردید. جنگ‌های داخلی و جنگ میان پادشاهی‌های گوناگون به رواج یافت و در نتیجهٔ کمبود مواد غذایی، برده‌داری منسوخ گشت و جامعه هرچه بیشتر به‌سوی روستایی شدن رانده شد.

#### پادشاهی‌های تازه

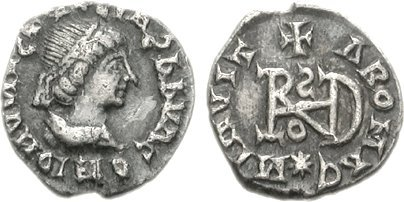
یک سکه از تئودریک بزرگ، رهبر اوستروگوت‌ها، ضرب شدهٔ میلان متعلق به حدود سال ۴۹۱–۵۰۱ میلادی

در میان سده‌های پنجم تا هشتم، فضای خالی سیاسی ناشی از نبود امپراتوری متمرکز روم به‌وسیلهٔٔ ملت‌های جدیدی پُر گردید. در اواخر سده پنجم، اوستروگوت‌ها که قبیله‌ای گوتی محسوب می‌شدند در ایتالیای روم ساکن گردیدند و آنان که در زیر فرمانروایی تئودوریک بزرگ (درگشتهٔ ۵۲۶ م) قرار داشتند، یک پادشاهی مشترک با همکاری ایتالیایی‌ها و اوستروگوت‌ها برپا نمودند که تنها مدت اندکی پس از مرگ تئودریک دوام آورد. بورگوندی‌ها در گُل ساکن شدند و پس از آنکه نخستین فرمانروایی شان در سال ۴۳۶ م به دست هون‌ها نابود گردید، پادشاهی دیگری در دهه ۴۴۰ میلادی برپا نمودند. این پادشاهی در سده پنجم و اوایل سده ششم و در میانه شهر ژنو امروزی و لیون به رشد خود ادامه داد و سرزمین بورگوندی ایجاد گردید. در نقطه دیگری از سرزمین گُل، فرانک‌ها و بریتون‌های سلتی حکومت‌های سیاسی کوچکی را برپا کردند. پادشاهی فرانک در شمال سرزمین گل متمرکز شد که شیلدریک یکم (درگذشتهٔ ۴۸۱) به عنوان نخستین پادشاه آن شناخته می‌شود. آرامگاه او که در ۱۶۵۳ م کشف گردید، بخاطر همراه داشتن مقدار زیادی اثاثیه قبر، شامل سلاح‌های مختلف و مقدار زیادی طلا بسیار مورد توجه قرارگرفته است. پادشاهی فرانک در هنگام فرمانروایی پسر شیلدریک، کلوویس یکم (۵۰۹–۵۱۱ در قدرت) که بنیان‌گذار دودمان مروونژی‌ها نیز محسوب می‌شود، گسترش یافت و همچنین به دین مسیحیت درآمد. بریتون‌ها، که از بومیان بریتانیا محسوب می‌شدند و در منطقه‌ای که امروزه به نام برتانی شناخته می‌شود، ساکن گردیدند. پادشاهی‌های دیگری همانند پادشاهی ویزیگوت در شبه‌جزیره ایبری، سوئبی در شمال‌غربی ایبری و پادشاهی وندال در آفریقای شمالی نیز برپا گردیدند. در سده ششم، لمباردها در ایتالیای شمالی ساکن شده و شماری از دوک‌هایشان گاه و بیگاه پادشاهی را برای فرمانروایی بر خودشان انتخاب می‌کردند و به این ترتیب پادشاهی اوستروگوت‌ها را از میان برداشتند. در اواخر سده ششم میلادی، این روند انتخابی و موقتی با پادشاهی همیشگی پادشاهی لومبارد جایگزین گردید.

#### پایداری و ارتقای بیزانس

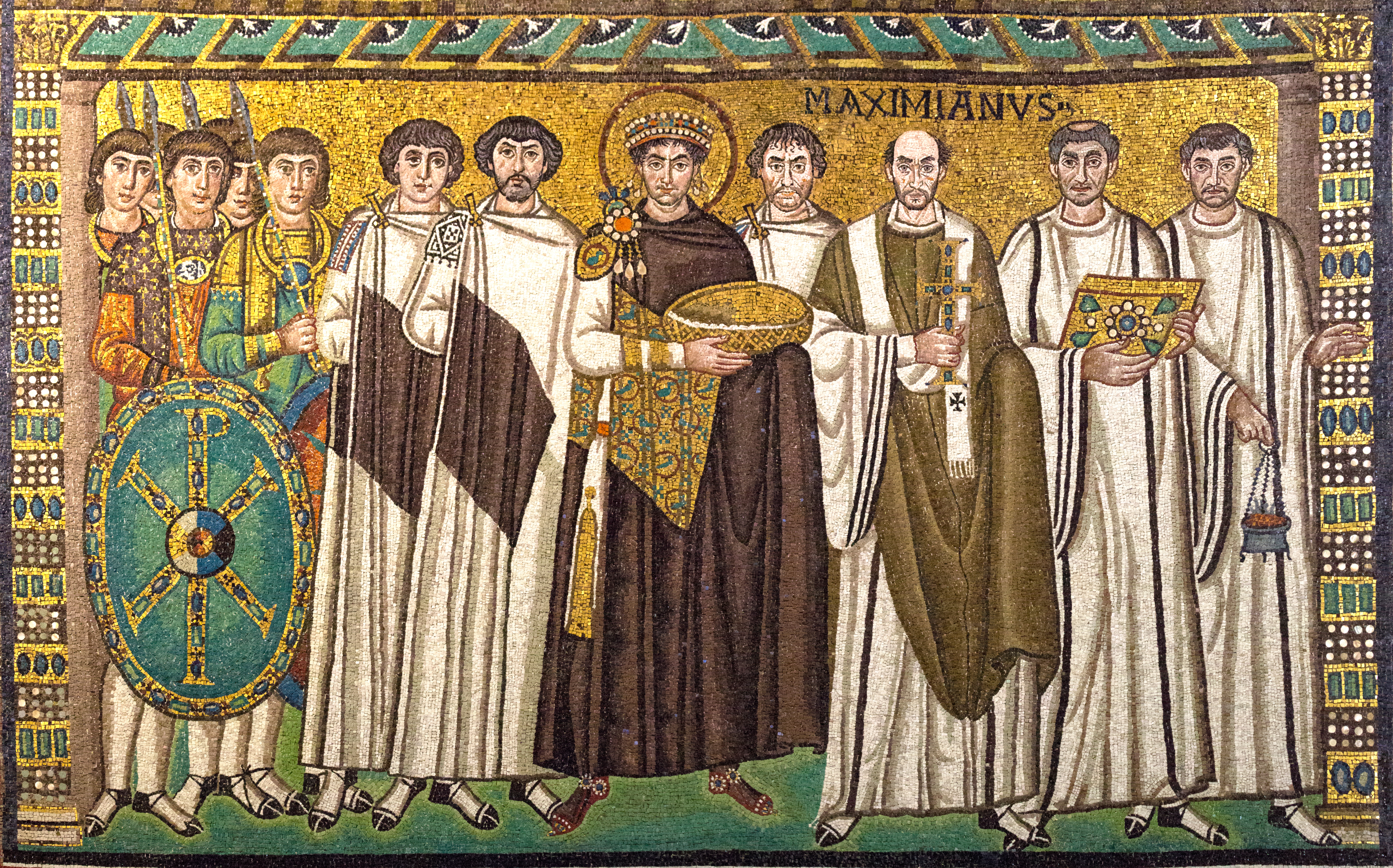
یک موزائیک که ژوستینین یکم را همراه با اسقف راونا، نگهبانان و ندیمه‌ها نشان می‌دهد.

در همین وضعیت که اروپای غربی شاهد برپایی پادشاهی‌های تازه‌ای بود، امپراتوری روم شرقی دست نخورده ماند و تا سرآغاز سده هفتم میلادی دوره‌ای از بازیاب اقتصادی را تجربه نمود. تهاجم‌های کمتری به سرزمین امپراتوری شرقی صورت پذیرفت و آن اندک تهاجم‌ها نیز تنها به شبه‌جزیره بالکان محدود شد. صلح با شاهنشاهی ساسانی، که دشمن سنتی روم محسوب می‌گردید در بیشتر سال‌های سده پنجم پابرجا ماند. امپراتوری شرقی همواره با روابط تنگاتنگ سیاست دولتی و کلیسای مسیحی شناخته‌می‌شد، و نقش آموزه‌های مذهبی در سیاست‌های امپراتوری بیزانس از اهمیت بسیار بالایی برخوردار بود و این چیزی بود که در غرب اروپا رایج نبود. پیشرفت‌های قانونی و حقوقی منجر به تدوین حقوق روم گردید؛ نگارش نخستین دستاورد آن — مجموعه قوانین تئودوسیانوس — در سال ۴۳۸ تکمیل گردید. همچنین در هنگام حکومت امپراتور ژوستینین (۵۲۷–۵۶۵ در قدرت)، گردآوری نوشتار دیگری به نام بدنه قانون مدنی روی داد. ژوستینین بر ساخت ایا صوفیه در کنستانتینوپل همت گمارد و به بازپس‌گیری شمال آفریقا از وندال‌ها و ایتالیا از اوستروگوت‌ها، به‌وسیلهٔٔ فرماندهی ژنرالش بلیساریوس (درگذشتهٔ ۵۶۵) پرداخت. فرایند تسخیر ایتالیا با وقوع طاعونی بزرگ متوقف گردید. این طاعون کشنده در سال ۵۴۲ شیوع یافت و باعث شد تا ادامهٔ فرمانروایی ژوستینین به‌جای کشورگشایی‌های بیشتر، بر روی مسائل دفاعی متمرکز شود.
در هنگام مرگ امپراتور، بیزانسی‌ها کنترل بیشتر ایتالیا، شمال آفریقا و جای پاهای کوچکی در اسپانیا را در دست داشتند. بازپس‌گیری سرزمین‌های پیشین به‌وسیلهٔٔ ژوستینین که منجر به گسترش قلمرو وی گردید مورد نکوهش تاریخ‌نگاران قرار گرفته است و همچنین این اقدامات زمینه را برای فتوحات مسلمانان فراهم ساخت. از سوی دیگر جانشینان ژوستینین با مشکلات زیادی روبرو گردیدند که تنها به مالیات‌های بیش از اندازه او برای تأمین مالی نیازهای جنگی‌اش مربوط نبود بلکه اساساً ماهیت غیرنظامی جامعهٔ امپراتوری، شرایط سربازگیری را دشوار می‌ساخت.
نفوذ تدریجی اسلاوها در بالکان مشکلات بیشتری را در امپراتوری شرقی و برای جانشینان ژوستینین فراهم کرد. این روند به آهستگی آغاز گردید، اما در اواخر دهه ۵۴۰ م قبیله‌های اسلاو ساکن در تراکیه و ایلیریکوم، در سال ۵۵۱ م موفق گردیدند که در نزدیکی آدریانوپل سپاه امپراتوری را شکست دهند. در دهه ۵۶۰ م، آوارها توسعهٔ نفوذ و قلمروی خود را از پایگاهشان در ساحل شمالی رود دانوب، آغاز نمودند. در پایان سده ششم میلادی، آوارها به یکی از قدرت‌های اصلی اروپای مرکزی بدل شدند و قادر بودند تا پیوسته امپراتوران بیزانس را مجبور به پرداخت باج نمایند. قدرت آوارها تا سال ۷۹۶ م دوام آورد.
مشکل بزرگ دیگری که امپراتوری با آن روبرو شد در نتیجهٔ دخالت امپراتور موریس (۵۸۲–۶۰۲ در قدرت) در سیاست ساسانیان و هنگامی روی داد که او در مناقشه جانشینی خسروپرویز وارد گردید. این کار دوره‌ای از صلح را با خود به ارمغان آورد، اما درست هنگامی که موریس از تخت امپراتوری پایین کشیده‌شد هجوم ساسانیان آغاز گردید و در مدت امپراتوری هراکلیوس (۶۱۰–۶۴۱ در قدرت) کنترل قسمت‌های بزرگی از امپراتوری همانند مصر، سوریه، و آناتولی، به‌دست ساسانیان افتاد، که تا هنگام ضدحملهٔ موفقیت‌آمیز هراکلیوس به درازا انجامید. معاهدهٔ صلحی که در ۶۲۸ امضا گردید، تمامی این مناطق از دست رفته را به امپراتوری بازگرداند.

#### فتوحات مسلمانان

فتوحات مسلمانان
گسترش در زمان محمد، ۶۲۲–۶۳۲
گسترش در زمان خلفای راشدین، ۶۳۲–۶۶۱
گسترش خلافت بنی‌امیه، ۶۶۱–۷۵۰

در اواخر سده ششم و سده هفتم میلادی، باورهای مذهبی در امپراتوری بیزانس و ایرانشهر دستخوش تغییرهای گوناگونی شد. یهودیت دینی جذاب بود که پیروان تازه‌ای میافت و حتی یکی از فرمانروایان عرب نیز به آن گروید. همچنین در میان مسیحیان و پیروان ایرانی مزدیسنا نیز در جذب هرچه بیشتر ساکنان شبه‌جزیره عربستان برای گرویدن به دینشان، رقابت تنگاتنگی وجود داشت. همهٔ این رقابت‌ها با پیدایش اسلام در هنگام زندگانی محمد بن عبدالله (درگذشتهٔ ۶۳۲ م) در عربستان به پایان رسید. پس از مرگ او، نیروهای مسلمانان بر امپراتوری بیزانس و ایرانشهر تاختند و بسیاری از سرزمین‌هایشان را تسخیر نمودند؛ آنان سوریه را در ۶۳۴–۶۳۵، مصر را در ۶۴۰–۶۴۱، ایرانشهر را در میان سال‌های ۶۳۷ تا ۶۴۲، شمال آفریقا در اواخر سده هفتم و همچنین شبه‌جزیره ایبری را در سال ۷۱۱ م تسخیر نمودند. در سال ۷۱۴، نیروهای مسلمان بیشتر شبه‌جزیره ایبری را به کنترل خود درآورده و نام آن را اندلس نهادند.
فتوحات اسلامی در میانهٔ سده هشتم میلادی به نقطه اوج خود رسید. شکست سپاهیان مسلمان در نبرد تور در سال ۷۳۲ م باعث شد تا فرانک‌ها جنوب فرانسه را از مسلمانان بازپس گیرند اما دلیل اصلی توقف روند فتوحات اسلامی در اروپا به دلیل انقراض خلافت اموی و جایگزین آن با خلافت عباسی بوده است. عباسیان، پایتخت خود را به بغداد بردند و توجهشان بیشتر به درگیری‌های خاورمیانه معطوف گشت تا به اروپا، و همچنین کنترل قسمت‌هایی از سرزمین‌های اسلامی را هم از دست دادند. وارثان بنی‌امیه به حکومتشان در شبه‌جزیره ایبری ادامه دادند و اغلبیان کنترل شمال آفریقا را به‌دست آورده و همچنین طولونیان نیز به فرمانروایان مصر بدل گردیدند. در میانهٔ سده هشتم میلادی، شرکای جدید اقتصادی‌ای در مدیترانه پدیدار گردیدند و تجارت میان عرب‌ها و فرانک‌ها جایگزین اقتصاد رومی پیشین گشت. تجارت فرانک‌ها برپایهٔ مبادلهٔ الوار، خز، شمشیر و برده را در برابر ابریشم و انواع دیگر پارچه، ادویه و فلزات قیمتی با عرب‌ها بنا شده بود.

### اروپای کارولنژی

نقشه سرزمین‌های تسخیر شده به‌وسیلهٔ فرانک‌ها در میان سال‌های ۴۸۱ تا ۸۱۸ میلادی

در میان سده‌های ششم و هفتم، پادشاهی فرانک‌ها در شمال سرزمین گل شامل سه پادشاهی به نام‌های اوسترازیا، نوستریا و بورگوندی می‌گردید، که همهٔ آنان تحت فرمانروایی خاندان مروونژی قرار داشت که همگی آنان از جانشینان و وارثان تاج و تخت کلوویس یکم محسوب می‌گردیدند. سدهٔ هفتم دورانی آشفته از جنگ‌های میان اوسترازیاییها و نوستریاییها بود. این نبردها باعث قدرت‌گیری پپن یکم (درگذشتهٔ ۶۴۰ م) و تبدیل شدن او به عنوان شهردار کاخ و خوان‌سالار بزرگ اوسترازیا گردید و قدرت او تا آنجا افزایش یافت که به قدرتمندترین نیروی پشت تاج‌وتخت اوسترازیا بدل شد. پس از او، فرزندانش در این جایگاه قرار گرفتند و برای مدت‌ها عنوان‌های نمایندگی پادشاه و مشاوران او را در اختیار داشتند. یکی از نوادگان او، شارل مارتل (درگذشتهٔ ۷۴۱) توانست در سال ۷۳۱ سپاه مسلمانانی را که از رشته‌کوه پیرنه گذر کرده بودند را در نبرد تور درهم بکوبد. بریتانیای کبیر به ایالت‌های کوچکی تقسیم شده‌بود که بیشتر آن‌ها زیر فرمانروایی پادشاهی‌های نورثامبریا، مرسیا، وسکس و آنگلیای شرقی قرار داشتند. اینان همگی از نسل فرزندان مهاجمان انگلوساکسون به‌شمار می‌آمدند اما همچنان پادشاهی‌های کوچکتری که امروزه ولز و اسکاتلند نامیده می‌شوند در کنترل بریتون‌های محلی و پیکت‌ها باقی ماندند. ایرلند نیز به واحدهای سیاسی بسیار کوچکتری تکه‌تکه شده‌بود که اغلب به عنوان پادشاهی‌های قبایلی شناخته شده‌اند و به وسیلهٔ پادشاهان اداره می‌گردیدند. تخمین زده می‌شود که در حدود ۱۵۰ پادشاه با درجه اهمیت‌ها و میزان قدرت‌های مختلفی در ایرلند حکومت می‌کردند.

خاندان کارولنژی که به عنوان وارثان شارل مارتل شناخته مشدند توانستند در سال ۷۵۳ و در جریان کودتایی به رهبری پپن کهتر (فرمانروا در ۷۵۲–۷۶۸ م)، پادشاهی‌های اوسترازیا و نوستریا را رسماً به کنترل خود درآورند. در یک رویدادنامه هم‌دورهٔ او، ادعا شده است که پپن اجازه و اختیار برای این کودتا را از طرف پاپ استفان دوم دریافت نموده‌بود. این جابجایی قدرت با تکیه بر پیروزی‌های شارل مارتل و معرفی حاکمان مروونژی به عنوان پادشاهانی ستمگر به‌دست آمد. در سال ۷۶۸ و با مرگ پپن، پادشاهی او در دستان دو پسرش کارل (در قدرت ۷۶۸–۸۱۴) و کارلمان یکم (در قدرت ۷۶۸–۷۷۱) قرار گرفت. با مرگ طبیعی کارلمان، کارل جلوی بر تخت نشستن پسر او را مسدود کرد و خود را به عنوان پادشاه اوسترازیا و نوستریای متحد معرفی نمود. کارل که اغلب با عنوان کارل کبیر یا شارلمانی شناخته می‌شود در سال ۷۷۴م برنامهٔ توسعهٔ برنامه محور قلمروی خود را آغاز نمود و توانست بیشتر قسمت‌های اروپا را که شامل فرانسه، شمال ایتالیا و آلمان امروزی هستند را به کنترل خود درآورد. در سری جنگ‌هایی تا پس از سال ۸۰۰م به درازا کشید او همواره متحدانش را با تقسیم غنیمت‌های جنگی و اعطای زمین به آنان، پاداش می‌داد. شارلمانی در ۷۷۴ به لومبارد یورش برد و با تصرف آن، سایه تهدید گسترش طلی لومباردها را از سر پاپ کم نمود و قلمرو و قدرت ایالات پاپی را گسترش داد.

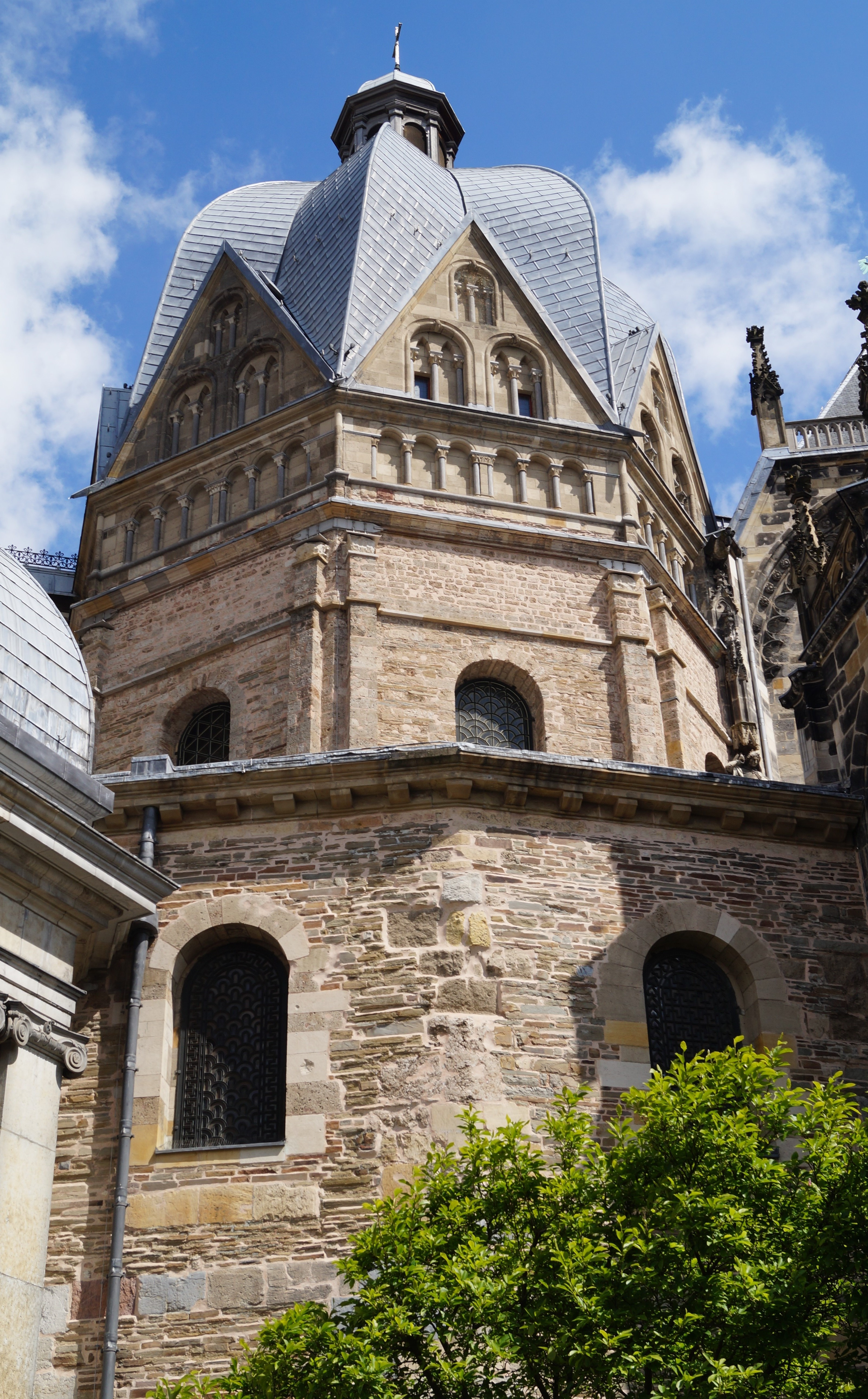
کلیسایی در شهر آخن که در سال ۸۰۵ میلادی به اتمام رسید.

تاجگذاری شارلمانی در در روز کریسمس سال ۸۰۰ میلادی به عنوان امپراتور به عنوان نقطه تحولی در تاریخ قرون وسطی ثبت گردید و نشانی از بازگشت امپراتوری روم غربی نامیده شد زیرا امپراتور جدید توانسته بود بر بیشتر سرزمین‌هایی که پیش از این امپراتوری روم غربی نامیده می‌شد، فرمانروایی یابد. این رویداد همچنین باعث ایجاد دگرگونی در روابط میان شارلمانی با امپراتوری بیزانس گردید، از آنجایی که در اختیار گرفتن عنوان امپراتور به‌وسیلهٔ کارولنژی‌ها، آنان را هم ردیف دولت بیزانسی قرار می‌داد. چندین تفاوت میان امپراتوری تازه بنیان کارولنژی با دو امپراتوری روم غربی و امپراتوری بیزانس وجود داشت. سرزمین‌های فرانکی ماهیتی روستایی داشت که تنها شهرهای کوچکی در آن وجود داشتند. بیشتر مردم، دهقانانی بودند که در مزارع کوچک سکونت داشتند. میزان تجارت بسیار اندک بود و به جزایر بریتانیا و اسکاندیناوی محدود می‌گردید؛ در مقایسه با امپراتوری روم که دارای شبکه بزرگ تجاری به محوریت دریای مدیترانه بود.

#### رنسانس کارولنژی
دربار شارلمانی در آخن به مرکز نوزایی فرهنگی بدل گشت که در تاریخ با نام رنسانس کارولنژی شناخته می‌شود. میزان باسواد گسترش یافت و دنبالش هنر، معماری و فقه نیز پیشرفت نمودند و همچنین باعث گسترش مطالعه بر روی کتاب مقدس و مذهب مسیحی گریدید. راهبی انگلیسی به نام آلکوئین (درگذشتهٔ ۸۰۴) به آخن دعوت‌شد تا مطالعات و نوشتارهای تحقیقی در کلیساهای نورثامربریا را به آنجا بیاورد. دفترخانهٔ شارلمانی شروع به استفاده از دبیره‌ی تازه‌ای نمود که امروزه با نام دبیره کارولنژی شناخته می‌شود، که به عنوان یک سبک نوشتاری تازه و مشترک در بیشتر سرزمین‌های اروپایی پذیرفته شد که باعث بهبود ارتباطات میان آنان گردید. یکی از مهم‌ترین فعالیت‌های پژوهشگران در این دوران تصحیح، کپی‌برداری و انتشار آثار اساسی و پایه‌ای در موضوعات مذهبی و غیرمذهبی بود که با هدف ترویج و تشویق به یادگیری صورت می‌گرفت و همچنین آثار و نوشته‌های تازه‌ای در مورد موضوعات مذهبی و کتاب‌های درسی تولید می‌شد. ساختار زبان‌شناسی این دوران باعث تحول و اصلاح زبان لاتین گردید و لاتین کلاسیک امپراتوری روم را به شیوه‌ای انعطاف‌پذیرتر و مناسب با نیازهای کلیسا و حکومت تغییر داد. با فرمانروایی شارلمانی و تحولات زبانی، لاتین کلاسیک دگرگون گردید که بعدها با نام لاتین قرون وسطی شناخته شد.

#### فروپاشی امپراتوری کارولنژی
نقشهٔ شارلمانی بر آن بود تا طبق سنت فرانک‌ها سرزمین‌اش را میان فرزندانش تقسیم نماید ولی موفق به انجام این نقشه نگردید؛ زیرا تا سال ۸۱۳ میلادی تنها یکی از فرزندان او به نام لویی پارسا (۸۱۴–۸۴۰ در قدرت) زنده ماندند. کمی پیش از مرگ شارلمانی در ۸۱۴، او لویی را به عنوان جانشین خود معرفی نمود. درازای ۲۶ سال فرمانروایی لویی با بخش‌بخش شدن امپراتوری در میان پسران او شناخته شده است و پس از ۸۲۹ شعله جنگ داخلی در میان اتحادهای پیشین پدر و پسران بر سر کنترل بخش‌های گوناگون امپراتوری زبانه کشید. سرانجام لویی بزرگ‌ترین پسرش لوتار یکم (درگذشتهٔ ۸۵۵) را به عنوان امپراتور به رسمیت شناخت و ایتالیا را به او واگذار کرد. لویی باقی‌ماندهٔ امپراتوری را نیز میان لوتار و پسر جوانتر وی شارل تاس (درگذشتهٔ ۸۷۷)، تقسیم نمود. لوتار فرانک خاوری، را تا سرحد کرانهٔ غربی راین به تصرف خود درآورد و فرانک باختری و هرآنچه در آنسوی راینلند و آلپ قرار داشت را به شارل واگذار نمود. لویی ژرمن (درگذشتهٔ ۸۷۶)، فرزند میانی لویی که سر به شورش گذاشته‌بود، اجازه یافت تا کنترل باوریا را به شرط فرمانبرداری از برادر بزرگترش نگه دارد. این تقسیم‌بندی مورد اختلاف قرار گرفت. پپن دوم آکیتن (درگذشته پس از ۸۶۴)، نوهٔ امپراتور برای گرفتن کنترل آکیتن شورش نمود درحالی که لویی ژرمن تلاش نمود تا فرانک شرقی را به تصرف خود درآورد. درحالی که هرج و مرج امپراتوری را فرا گرفته‌بود، لویی پارسا در ۸۴۰م درگذشت.
درپی مرگ او سه سال جنگ داخلی درگرفت. در پیمان وردون (۸۵۳)، یک پادشاهی در سرزمین‌های میان رودهای راین و رون برای لوتار ایجاد گردید و همراه با سرزمین‌هایش در ایتالیا به او تعلق گرفت و عنوان امپراتوری‌اش نیز به رسمیت شناخته گردید. لویی ژرمن کنترل باوریا و مناطق شرقی آلمان امروزی را به‌دست گرفت. شارل تاس سرزمین‌های فرانک غربی و آنچه که امروزه فرانسه خوانده می‌شود، را دریافت کرد. همهٔ نوه‌ها و نتیجه‌های شارلمانی بر طبق سنت سرزمین‌هایشان را میان فرزندانشان تقسیم کردند که نتیجهٔ آن از بین رفتن انسجام و یکپارچگی خاندان گردید. در سال ۹۸۷ میلادی و در سرزمین‌های غربی خاندان کارولنژی با تاج‌گذاری هوگو کاپه (در قدرت ۹۸۷–۹۹۶) به عنوان پادشاه از میان رفت. این خاندان در سرزمین‌های شرقی خیلی زودتر از میان رفته بود، هنگامی که در سال ۹۱۱ لویی بچه درگذشت، و کنراد یکم (در قدرت ۹۱۱–۹۱۸) به عنوان پادشاه بر تخت تکیه زد.
از میان رفتن امپراتوری کارولنژی با یورش‌ها، مهاجرت‌ها و تازش دشمنان خارجی همراه گردید. سواحل شمالی اروپا و اقیانوس اطلس مورد چپاول وایکینگ‌ها قرار گرفت. آنان همچنین جزایر بریتانیا را نیز مورد تاخت و تاز قرار دادند و همانند ایسلند در آنجا مستقر شدند. در ۹۱۱، فرماندهٔ وایکینگ‌ها، رولو (درگذشتهٔ ۹۳۱) وعده‌هایی از پادشاه فرانک‌ها شارل ساده (در قدرت ۸۹۸–۹۲۲) دریافت نمود تا مردمش را در سرزمین نورماندی ساکن نماید. بخش‌های شرقی پادشاهی فرانک مخصوصاً آلمان و ایتالیا مورد هجوم و حملات مداوم مجارها قرار داشت تا هنگامی که سرانجام مهاجمان در نبرد لشفلد در سال ۹۵۵ شکست خوردند. با از میان رفتن خلافت عباسیان در شرق، جهان اسلام به بخش‌های سیاسی کوچکتری تقسیم گردید که برخی از در سیسیل و ایتالیا شروع به گسترش قلمرو خود نمودند و همچنین پیشروی‌هایی در آنسوی کوه‌های پیرنه و در سرزمین‌های جنوبی فرانک‌ها صورت پذیرفت.

### سده‌های نهم و دهم: کشورهای جدید و بازیابی بیزانس

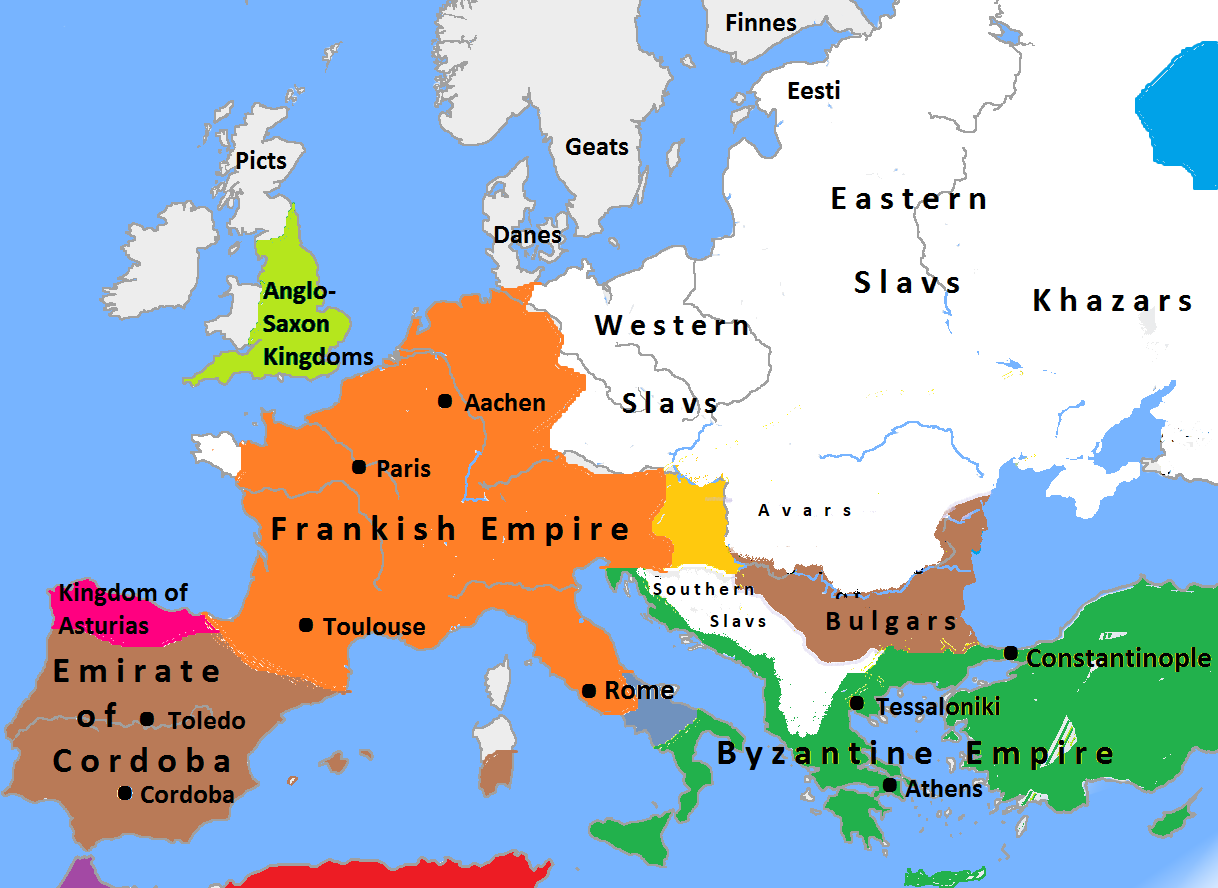
اروپا در ۸۱۴ میلادی

تلاش پادشاهان محلی برای مبارزه با مهاجمان منجر به ایجاد موجودیت‌های سیاسی تازه‌ای گردید. در انگلستان عهد آنگلوساکسون‌ها، پادشاه آلفرد بزرگ (در قدرت ۸۷۱–۸۹۹) تفاهم‌نامه‌ای را در اواخر سده نهم با مهاجمان وایکینگ برقرار نمود که نتیجه آن اسکان دانمارکی‌ها در نورثامبریا، مرسیا و بخش‌هایی از انگلیای خاوری بود. در میانه سده دهم میلادی، جانشینان آلفرد توانستند نورثامبریا را تسخیر کنند و کنترل انگلیسی‌ها در بر بیشتر بخش‌های جنوبی بریتانیای کبیر بازیابی نمایند. در بریتانیای شمالی کنث مک‌آلپین (درگذشتهٔ ۸۶۰) توانست پیکت‌ها و مردم اسکاتلندی را تحت عنوان پادشاهی آلبا متحد نماید. در ابتدای سده دهم دودمان اتونی توانست پادشاهی آلمان را بنیان نهند و سرگزم عقب راندن مجارها شوند. تلاش‌های آنان در سال ۹۶۲ و تاج‌گذاری اتوی یکم (در قدرت ۹۳۶–۹۷۳) به عنوان امپراتور مقدس روم به اوج خود رسید. در ۹۷۲، او با به ازدواج درآوردن پسرش اتوی دوم (در قدرت ۹۶۷–۹۸۳) با تئوفانو (درگذشتهٔ ۹۹۱)، دختر امپراتور تازهٔ بیزانس، رومانوس دوم (در قدرت ۹۵۹–۹۶۳) توانست به عنوان خود مشروعیت بخشد و آن را استوارتر سازد. در اواخر سده دهم میلادی ایتالیا پس از پشت سر گذاشتن دوره‌ای از بی‌ثباتی به زیر نفوذ دودمان اتونی درآمد. اتوی سوم (در قدرت ۹۹۶–۱۰۰۲) بیشتر عمر کوتاه خود را به عنوان پادشاه گذراند. پادشاهی فرانک غربی بیشتر دچار فروپاشی گردیده بود و گرچه پادشاه به‌طور اسمی در جایگاهش قرار داشت اما بیشتر قدرت سیاسی در دست لُردهای محلی قرار گرفته بود.
اعزام مبلغان مسیحی به اسکاندیناوی در طول سده نهم و دهم به نیرومند شدن رشد پادشاهی‌هایی همانند سوئد، دانمارک و نروژ کمک نمود و باعث قدرتمند شدن و به دست آوردن قلمروهای بیشتر برای آنان گردید. تا سال ۱۰۰۰ میلادی برخی از پادشاهان آن مناطق به مسیحیت گرویدند. همچنین اسکاندیناویایی‌ها درون خاک اروپا نیز دست به گسترش و ایجاد مستعمره‌هایی برای خود نمودند. در کنار سکونت در ایرلند، انگلیس و نورماندی آنان در مناطقی که بعدها روسیه و ایسلند نام گرفت نیز ساکن گردیدند. تجار و مهاجمان سوئدی از راه رودهای استپ روسیه به سوی جنوب سرازیر گردیدند و حتی در سال‌های ۸۶۰ و ۹۰۷م تلاش نمودند تا قسطنطنیه را به تصرف خویش درآورند. مسیحیان اسپانیا که در ابتدا به قسمت‌های شمالی شبه‌جزیره ایبری محدود گردیده بودند، توانستند به آهستگی قلمروی خود را به سمت جنوب گسترش داده و در سده‌های نهم و دهم دو پادشاهی آستوریاس و پادشاهی لئون را پایه‌ریزی نمودند.

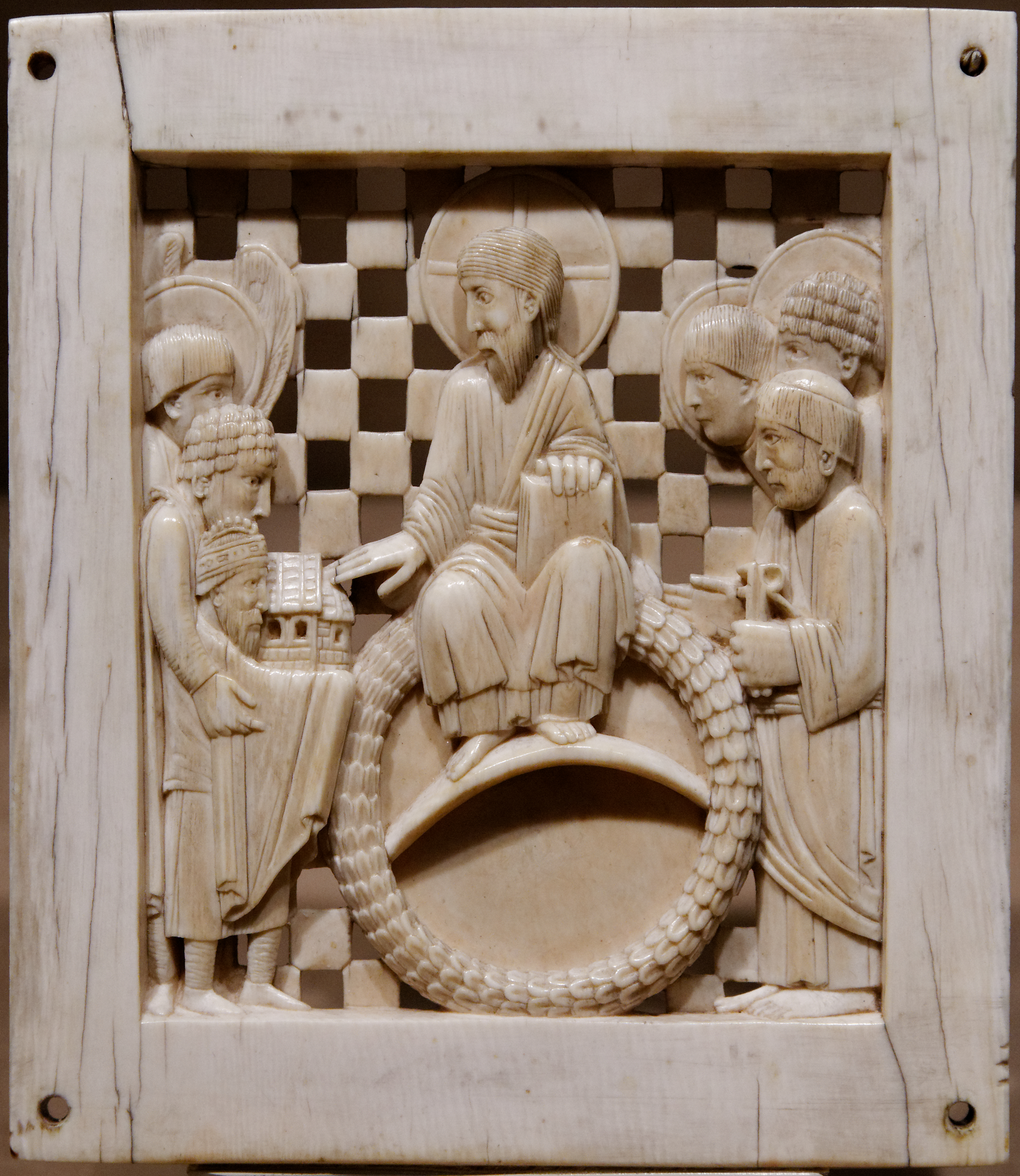
یک کنده‌کاری بر روی عاج از هنر دودمان اتونی، مربوط به سده دهم میلادی که مسیح را در حال پذیرش یک کلیسا از اتوی یکم نشان می‌دهد.

در اروپای شرقی، بیزانس توانست قدرت و ثروت خود را زیر فرمانروایی باسیلیوس یکم (در قدرت ۸۶۷–۸۸۶) و جانشینانش لئوی ششم (در قدرت ۸۸۶–۹۱۲) و کنستانتین هفتم (در قدرت ۹۱۳–۹۵۹)، که از اعضای دودمان مقدونیه‌ای بودند، بازیابی نماید. تجارت از سر گرفته شد و امپراتوران تلاش کردند تا سیستم یکسانی را برای ادارهٔ همهٔ مناطق پیاده‌سازی نمایند. قدرت نظامی امپراتوری دوباره سازماندهی گردید که این توانایی را به امپراتوران ژان یکم (در قدرت ۹۶۹–۹۷۶) و باسیل دوم (در قدرت ۹۷۶–۱۰۲۵) بخشید تا بتوانند مرزهای امپراتوری را در تمامی جبهه‌ها گسترش دهند. دربار امپراتوری مرکز احیای فراگیری آموزه‌های کلاسیک گردید که این فرایند به نام رنسانس مقدونیه‌ای معروف گشت. نویسندگانی همانند جان گئومترز (اوایل سده دهم) آثاری همانند سرود و شعر و غیره از خود برجای گذاشتند. تلاش مبلغان هر دو کلیسای شرقی و غربی باعث گسترش مسیحیت در میان مردم موراویایی، بلغارها، بوهمی‌ها، لهستانی‌ها، مجارها و اسلاوهای ساکن روس کیِف گردید. این تغییر دین‌ها باعث ایجاد واحدهای سیاسی تازه‌ای در سرزمین‌های این مردمان گردید که از آنان می‌توان به موراویای بزرگ، بلغارستان، بوهم، لهستان، مجارستان و روس کیف، اشاره نمود. بلغارستان، که در حدود سال ۶۸۰ پایه‌ریزی گشته بود، به بزرگ‌ترین وسعت خود رسید که که مرزهایش از بوداپست تا دریای سیاه و از رود دنیپر در اوکراین امروزی تا دریای آدریاتیک می‌رسید. در سال ۱۰۱۸، آخرین نجیب‌زادگان بلغار، به امپراتوری بیزانس تسلیم گردیدند.

### سیاست و حاکمیت
حاکمیت در تمامی طول قرون وسطی بر دوپایه عمل می‌کرد؛ یکی قانون و عدالت و دیگری جنگ. وفاداری سیاسی افراد بر مبنای تمایل افراد به جنگیدن برای حاکمان سنجیده می‌شد؛ در نتیجه نجیب‌زادگان زمین‌دار تقریباً همواره از آموزش و هویت نظامی ویژه‌ای برخوردار بودند. حاکمانی که دارای موفقیت‌های نظامی و برقراری عدالت بودند مایه شکوفایی سرزمین خود پنداشته می‌شدند؛ درحالی‌که برای رشد اقتصادی مسئولیتی متوجه آن‌ها نبود. چنین مسئولیت‌های محدود و پیوند نزدیک عمل حاکمان به روابط شخصی، سبب شده است برخی تاریخ‌دانان کاربرد عنوان «حکومت» برای دستگاه سیاسی آن‌ها را نامناسب تلقی کنند.

### جامعه
ارزش‌هایی که برای ادبیات لاتین و آموزش آن قائل بودند، ناپدید شد و اگرچه سوادآموزی همچنان اهمیتش را حفظ نمود اما به‌سوی کاربردی شدن رفت و از حالت پیشینش که تنها نشانهٔ مقام اشراف و ثروتمندان بود، خارج شد. اواخر سده ششم، بخش عمده‌ای از سفارش‌های مذهبی کلیساها از موسیقی و هنر به‌جای کتاب تشکیل گردیده بود. بیشتر تلاش‌های روشن‌فکرانه به پیروی و تقلید از اندیشه‌های کلاسیک محدود گردید، اگرچه برخی آثار درخور توجه نیز پدید آمدند که با محتویاتی شفاهی نیز همراه بودند که امروزه از میان رفته‌اند. نوشتارهای سیدونیوس آپولیناریس (د. ۴۸۹ میلادی)، کاسیودوروس (د. ۵۸۵ میلادی) و بوئتیوس (د. حدود ۵۲۵ میلادی) نوعی از آثار این دوره‌اند.
تغییرات بر سبک زندگی افراد غیر روحانی نیز اثر گذاشت و فرهنگ اشرافی به‌جای آنکه فعالیت‌های ادبی را پیگیری کند، بر روی برپایی جشن‌های بزرگ در سالن‌های مجلل و رسمی متمرکز شد. اشراف و نجیب‌زادگان از جواهرات و طلاهای بسیاری در پوشش خود استفاده می‌کردند. لردها و پادشاهان از همراهان جنگجوها که ستون فقرات نیروهای نظامی‌شان را شکل می‌دادند، پشتیبانی می‌کردند. در میان اشراف و نجیب‌زادگان روابط خانوادگی نیز همانند وفاداری، شجاعت و افتخارآفرینی‌ها از اهمیت بالایی برخوردار بود. این روابط باعث ایجاد دشمن‌هایی در میان جامعهٔ اشرافی می‌گردید، همانند نمونه‌هایی مرتبط با گریگوری تور که در سرزمین گال مروونژی روی داد. به نظر می‌رسد که بیشتر این دشمنی‌ها با پرداخت خون‌بها پایان می‌یافت. زنان در جامعه اشرافی، در نقش‌های اصلی‌شان به عنوان همسر و مادر پسران به ایفای نقش می‌پرداختند؛ مادر فرمانروا در سرزمین مروونژی از جایگاه بسیار بالایی برخوردار بود. در جامعهٔ آنگلوساکسونی، آوردن تعداد بچه‌های کمتری برای فرمانروا، نقش و جایگاه زنان به عنوان ملکه مادر را به شدت کاهش می‌داد که با افزایش ایفای نقش به‌وسیلهٔٔ ریاستشان بر صومعه‌های راهبه‌ها، جبران می‌شد. تنها در ایتالیا بود که زنان در زیر کنترل و حمایت یکی از مردان خانواده‌شان قرار می‌گرفتند.

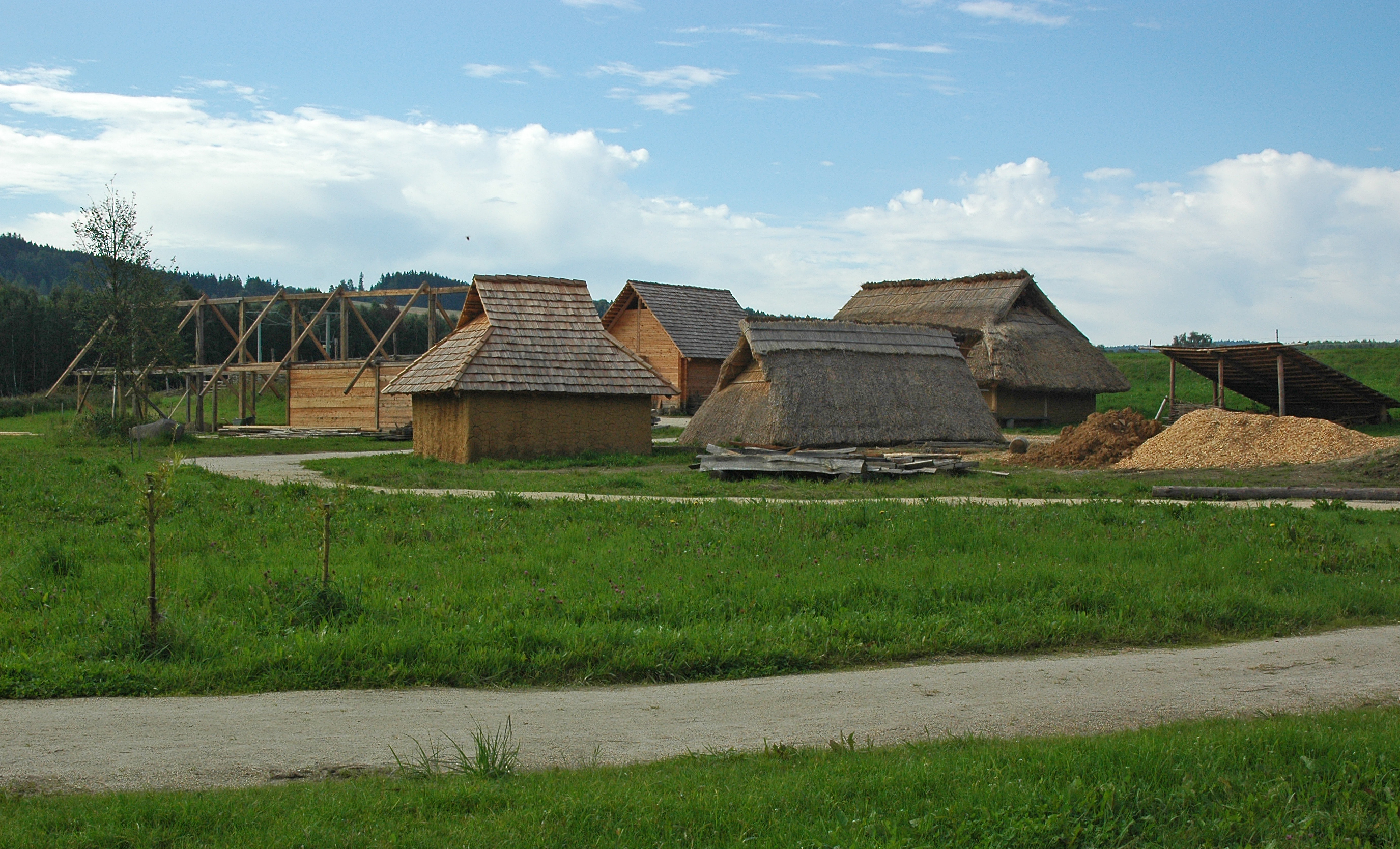
بازسازی یک روستای دهقان‌نشین متعلق به دوران قرون وسطای آغازین در باواریا

رویدادها و سبک زندگی جامعهٔ دهقانان بسیار کمتر از جامعهٔ اشرافی به صورت مستند ثبت و نوشته شده است. بیشتر اطلاعاتی که در دسترس قرار دارد از راه باستان‌شناسی و اسناد اندکی نیز که به جزئیات زندگی دهقانان پرداخته و از دوران پیش از سده نهم میلادی باقی‌مانده‌اند، به‌دست آمده است. بیشتر توصیفاتی که از طبقه‌های فرودست جامعه برجای مانده یا از قوانین حقوقی یا در میان نوشتارهایی است که به‌وسیلهٔٔ اشراف به نگارش درآمده‌اند. الگوهای زمین‌داری در همهٔ غرب یکسان نبوده است؛ در برخی مناطق الگوهای زمین‌داری بر خُرد کردن هرچه بیشتر زمین‌ها استوار شده بود در حالی که در برخی مناطق دیگر، استفاده از قطعه‌های بزرگ زمین، رایج بوده است. این تفاوت‌ها باعث ایجاد تنوع گسترده جوامع دهقانی گردید، برخی از آنان به زیر سلطه زمین‌داران اشرافی درآمدند در حالی که برخی دیگر میزان بالایی خودمختاری داشتند. نوع سکونت نیز بسیار گوناگون بود. برخی دهقانان در سکونتگاه‌های بزرگی زندگی می‌کردند که گاهی تا ۷۰۰ نفر در آن سکونت داشتند. دیگران نیز در گروه‌های کوچکی از خانواده‌ها زندگی می‌کردند و برخی دیگر نیز در مزارع جداگانه‌ای که در حومهٔ شهرها قرار داشت، زندگی می‌کردند. همچنین مناطقی نیز وجود داشتند که ترکیبی از دو یا چندین نوع از این الگوها، در آن‌ها به‌طور همزمان وجود داشت. برخلاف اواخر دوران روم، هیچ اختلاف شدیدی میان وضعیت قانونی دهقانان آزاد و اشراف وجود نداشت و یک خانواده دهقانی آزاد می‌توانست تا با انجام خدمت نظامی و جنگیدن برای یک لُرد قدرتمند، در طی چندین نسل، به طبقهٔ اشرافی صعود نماید.
فرهنگ و زندگی شهری رومی در دوران آغازین قرون وسطی دستخوش دگرگونی‌های بسیاری گشت. اگرچه شهرهای ایتالیا خالی از سکنه نشدند اما شمار بسیاری از ساکنانشان را از دست دادند. برای نمونه، شهر رُم، که شهری به جمعیت صدها هزار نفری بود، در اواخر سده ششم میلادی به شهری با جمعیت ۳۰٬۰۰۰ نفری بدل گردید. معابد رومی به کلیساهای مسیحی تبدیل گردیدند و دیوار شهرها نیز همچنان مورد بهره‌برداری قرار می‌گرفتند. در اروپای شمالی نیز شهرها کوچک گردیدند و در همان حال آثار مدنی و دیگر بناهای همگانی برای تأمین مصالح ساختمانی مورد هجوم و نابودی قرار گرفتند. در بیشتر مواقع، برپایی پادشاهی‌های تازه موجب رشد جمعیت در شهرهایی می‌گردید که به عنوان پایتخت برگزیده می‌شدند. اگرچه اجتماع‌های یهودی در بسیاری از شهرهای رومی ساکن بودند، اما یهودیان پس از تغییر دین امپراتوری به مسیحیت، دوره‌ای سخت و رنج‌های زیادی را تحمل نمودند. به‌طور رسمی با آنان مدارا می‌گردید اگر تلاش‌ها برای ایجاد تغییر دین حمایت می‌کردند و گاهی حتی تشویق می‌گردیدند تا در مناطق تازه ساکن شوند.

### تجارت و اقتصاد
مهاجرت‌ها و یورش‌های سده‌های چهارم و پنجم میلادی باعث گشت تا شبکه‌های تجاری پیرامون دریای مدیترانه درهم بریزد. یکی از این آشفتگی‌ها، توقف واردات محصولات آفریقایی به اروپا بود؛ در آغاز این محصولات در تمامی مناطق مرکزی و داخلی اروپا ناپدید شدند و این روند تا آنجا ادامه یافت که در سده هفتم میلادی تنها در چندین شهر مانند رُم یا ناپل یافت می‌گردیدند. در پایان سده هفتم و در اثر فتوحات مسلمانان، تولیدات آفریقایی دیگر در هیچ نقطه‌ای از اروپای غربی یافت نمی‌گردیدند. جایگزینی محصولات خارجی و محصولاتی که از نواحی دور دست وارد می‌گردیدند و در سراسر سرزمین‌های روم به یک روند بدل شده‌بود با کالاهای محلی در دوران قرون وسطای آغازین به‌وقوع پیوست. این دگرگونی‌ها بیشتر در سرزمین‌های غیر مدیترانه‌ای همانند شمال گُل و بریتانیا، نمود یافت. کالاهای غیر محلی که در جریان کاوش‌های باستان‌شناسانه کشف می‌گردند، معمولاً کالاهایی تجملاتی هستند. در بخش‌های شمالی اروپا نه تنها شبکه‌های تجاری به تجارت محلی محدود بودند، بلکه کالاهایی که مورد داد و ستد قرار می‌گرفتند نیز بسیار ابتدایی بودند، همانند ظروف سفالی کوچک یا ساخته‌های پیچیده‌تر. در کرانه‌های مدیترانه، سفالگری صنعتی رایج بود علاوه بر مصرف داخلی، از راه‌های تجاری با مناطق دیگری که در فاصلهٔ بسیار دوری قرار نداشتند، مورد داد و ستد قرار می‌گرفت.
مسکوکات و ضرب سکه‌ها در همهٔ دولت‌های گوناگون ژرمن‌ها در غرب به تقلید از انواع رومی و بیزانسی آن صورت می‌پذیرفت. ضرب سکه‌های طلا، تا پایان سده هفتم و هنگام جایگزینی آن با سکه‌های نقره ادامه یافت. سکه‌های نقره فرانکی به نام دناریوس یا دنیر و در همان هنگام نوع انگلوساکسونی آن، پنی نامیده گردید. در میان سال‌های ۷۰۰ تا ۱۰۰۰ م سکه‌های دنیر یا پنی، از این مناطق در همهٔ اروپا گسترش یافتند. هیچ‌یک از سکه‌های برنزی و مسی ضرب نگردیدند و تنها در جنوب فرانسه بود که سکه‌های طلا نیز ضرب می‌شد. همچنین هیچ سکهٔ نقره‌ای در واحدهای گوناگون ضرب نگردید.

### کلیسا و رهبانیت

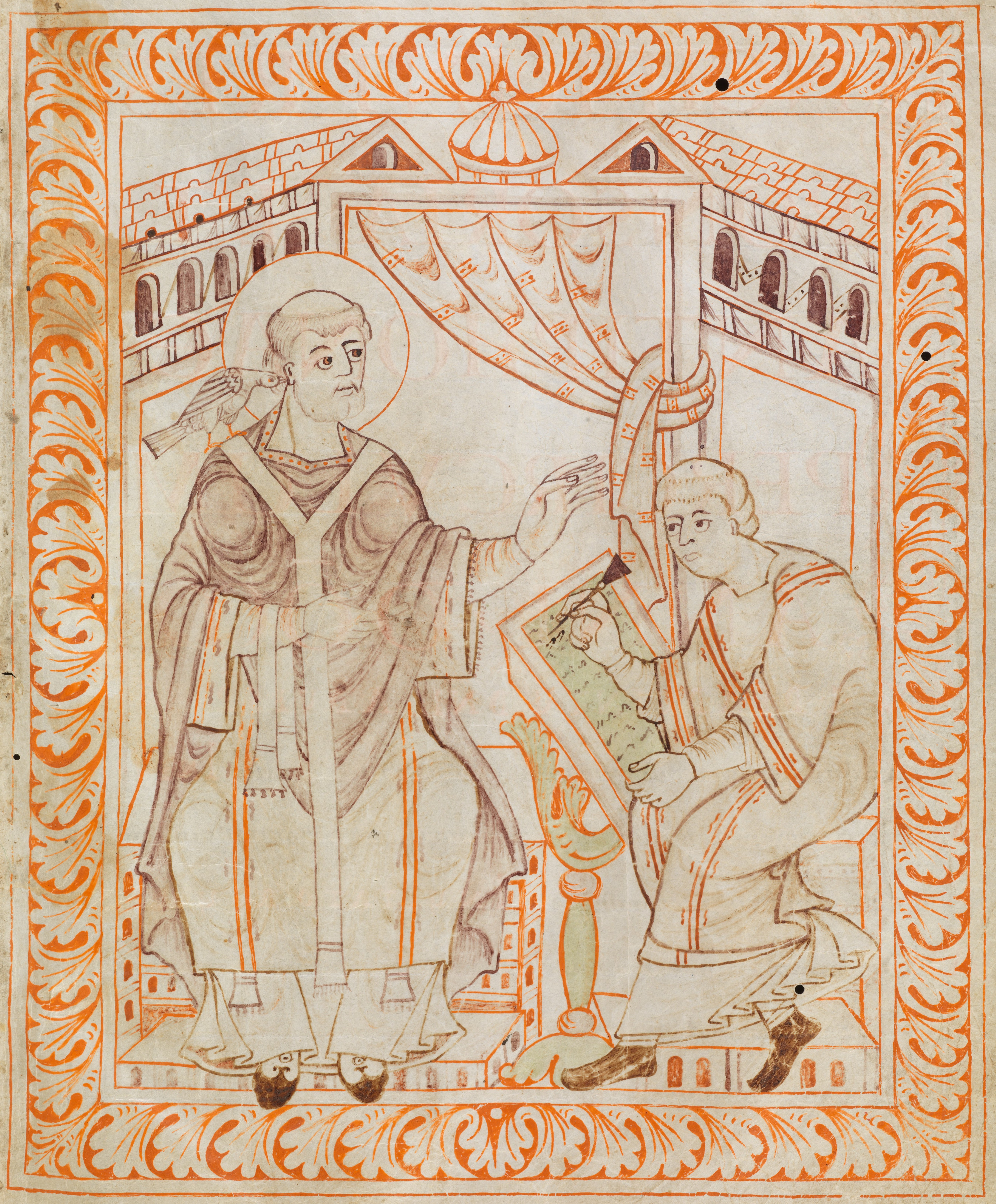
تصویری متعلق به سده یازدهم که پاپ گریگوری یکم را در حال دیکته به یک منشی نمایش می‌دهد.

پیش از هجوم اعراب، مسیحیت مهم‌ترین عاملی بود که باعث اتحاد و یگانگی شرق و غرب می‌گشت اما با تسخیر شمال آفریقا ارتباط دریایی میان این نواحی از میان رفت. بیش از پیش تفاوت میان کلیسای بیزانس و کلیسای کاتولیک در زبان، مطالعات و مناجات‌ها بیشتر می‌شد. کلیسای شرق از زبان یونانی استفاده می‌کرد، برخلاف کلیسای کاتولیک که لاتین را برگزیده بود. تفاوت‌های نیز در الهیات و سیاست به وجود آمد و در ابتدا و میانهٔ سده هشتم مسئلی همانند شمایل‌شکنی، ازدواج روحانیون و کنترل دولتی بر کلیسا، تفاوت‌های فرهنگی و مذهبی را به اندازه‌ای بزرگ کرده و گسترش داد که شباهت‌های دو مذهب کم‌رنگتر گردید. شکاف اصلی میان این دو مذهب که با نام جدایی شرق و غرب شناخته می‌شود، در سال ۱۰۵۴ م به وقوع پیوست؛ در آن هنگام نهاد پاپی و پاتریارک قسطنطنیه بر سر برتری پاپ با یکدیگر به مناقشه‌ای پرداختند که منجر به تکفیر کردن یکدیگر گردید و کلیسای مسیحی را به دو شاخه منشعب نمود —شاخه غربی که با نام کلیسای کاتولیک رومی مشهور گردید و شاخه شرقی، یعنی کلیسای ارتدکس شرقی.
ساختار کلیسا در امپراتوری روم در برابر مهاجرت‌ها و یورش‌های بزرگ دست نخورده ماند ولی نهاد پاپی اندکی دچار دگرگونی شد و تعداد کمی از اسقف‌های غربی به اسقف رم برای رهبری سیاسی یا مذهبی چشم دوختند. بسیاری از پاپ‌های پیشین تا سال ۷۵۰ م به مصالح امپراتوری بیزانس و مباحثه‌های دینی شرقی علاقمند بودند. اصل اسناد آرشیو شده و رونوشتهای نامه‌های پاپ گریگوری یکم (در جایگاه پاپ ۵۹۰–۶۰۴) هنوز موجودند، و از میان آن‌ها که بیش از ۸۵۰ نامه هستند، بیشترشان به کارها و مصالح جاری در ایتالیا یا قسطنطنیه پرداخته‌اند. تنها بخش اروپای غربی که پاپ بر آن تأثیر گذاشت، بریتانیا بود، گریگوری، مأموریت آگوستین را در سال ۵۹۷ م و برای دعوت انگلوساکسون‌ها به مسیحیت آغاز نمود و مبلغانی را به آنجا فرستاد. مبلغان ایرلندی بیشتر در غرب اروپا فعالیت داشتند، آن‌ها در میان سده‌های پنجم تا هفتم میلادی، نخست به انگلستان و اسکاتلند رفته و سپس پا به خاک قاره اروپا نهادند. به‌وسیلهٔٔ راهب‌هایی مانند کولومبا (درگذشتهٔ ۵۹۷ م) و کلومبان (درگذشتهٔ ۶۱۵ م), صومعه‌هایی برپا شدند، که در آن‌ها به یونانی و لاتین تدریس می‌شدند و کتاب‌ها و نوشتارهای دنیوی و دینی به نگارش درآورده می‌شدند.
قرون وسطای آغازین شاهد پیدایش رهبانیت در غرب بود. شکل و ظاهر رهبانیت اروپایی به‌وسیلهٔٔ آموزه‌ها و سنت‌هایی مشخص می‌شد که ریشه در سنت‌های پدران صحرا در مصر و سوریه داشت. بیشتر صومعه‌های اروپایی نوعی از توجهات به تجربه‌های اجتماعی و زندگی معنوی بودند که به نام صومعه‌نشینی شناخته می‌شد، این روش به‌وسیلهٔٔ پاخوم (درگذشتهٔ ۳۴۸ م) در سده چهارم میلادی ابداع شده بود. در سده‌های پنجم و ششم و از راه ادبیات قدیس‌نگاری همانند زندگی آنتونی بزرگ، آرمان‌های رهبانی از مصر به اروپای غربی گسترش یافت. بندیکت نرسیا (درگذشتهٔ ۵۴۷ م)، قوانین بندیکت را برای رهبانیت غربی در طول سده ششم میلادی به نگارش درآورد، و جزئیات اداری و مسئولیت‌های معنوی جامعهٔ راهب‌ها که به‌وسیلهٔٔ راهب بزرگ رهبری می‌شد را مشخص کرد. راهب‌ها و صومعه‌ها اثر عمیقی بر روی زندگی مذهبی و سیاسی قرون وسطای آغازین برجای گذاشتند، در فعالیت‌ها و موارد گوناگون به عنوان معتمدان سرزمین برای خانواده‌های قدرتمند، مراکز تبلیغات و پشتیبانی سلطنتی در مناطقی که به تازگی تصرف می‌شدند، و همچنین پایگاه‌هایی برای مأموریت‌ها و تبلیغات مذهبی به‌شمار می‌آمدند. آن‌ها اصلیترین و گاهی تنها پایگاه‌های سوادآموزی و ادبیات در منطقه بودند. در قرون وسطای آغازین، بسیاری از نسخه‌های خطی باقی‌مانده از ادبیات باستانی لاتین در صومعه‌ها رونوشت برداری شدند. راهب‌ها همچنین خالق و نویسندهٔ آثار تازه‌ای نیز بودند که شامل تاریخ، الهیات و موضوعات دیگر می‌شد و به وسیلهٔ نویسندگانی همانند سنت بید (درگذشتهٔ ۷۳۵ م)، که نویسنده‌ای بومی از انگلستان شمالی در اواخر سده هفتم و اوایل سده هشتم بوده است، به نگارش درمی‌آمدند.

### هنر و معماری

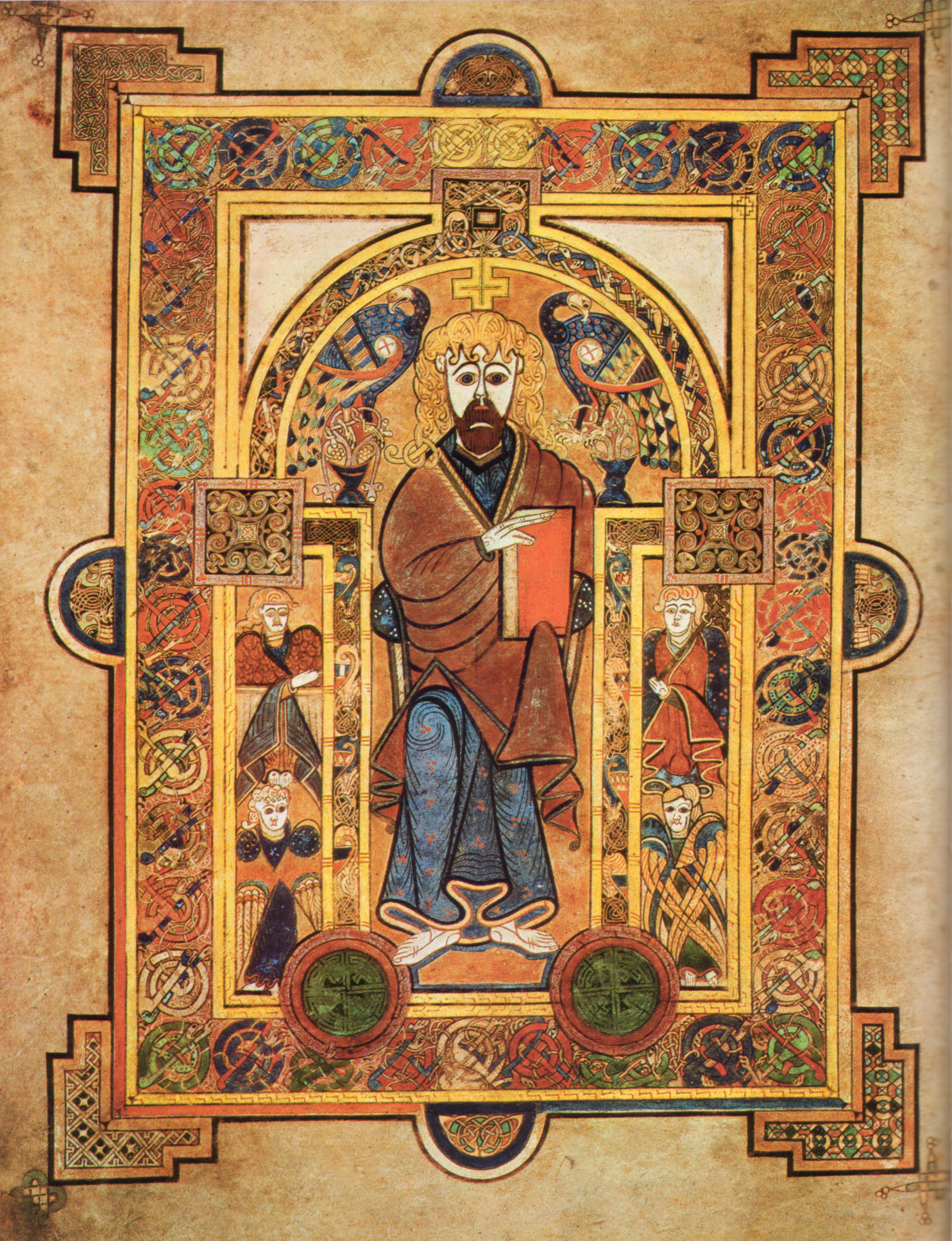
صفحه ای از کتاب کیلز به‌صورت تذهیب، تولید شده در جزایر بریتانیا در اواخر سده هشتم یا اوائل سده نهم میلادی

در فاصله بین بازیلیکا کنستانتین سده چهارم تا سده هشتم تعداد کمی از بناهای سنگی بزرگ ساخته شد، البته بسیاری از ساختمان‌های کوچکتر نیز در سده‌های ۶ و ۷ ساخته شدند. درآغاز سده هشتم، امپراتوری کارولینگین شکل نوینی به معماری بازیلیکا داد. یکی از ویژگی‌های ساختمان‌های بازیلیکا داشتن جناح یا «بازوها» در طرفین است، که به‌صورت متقاطع عمود بر شبستان بلند است. از دیگر ویژگی‌های جدید معماری مذهبی می‌توان به برج متقاطع و نمای ورودی بزرگ به کلیسا که معمولاً در انتهای غربی ساختمان قرار دارد اشاره کرد.
کارهای هنری کارولینگین برای گروه کوچکی از چهره‌های وابسته به دربار و صومعه‌ها و کلیساهایی که از آنها پشتیبانی می‌کردند، تولید شد. هنرمندان این رشته تلاشهایی برای بازگرداندن کرامت و کلاسیک‌گرایی هنر پادشاهی روم و هنر بیزانسی انجام دادند، اما با این وجود تحت تأثیر هنر خاص جزایر بریتانیا قرار داشتند. تعصب به هنر وطنی، کار برای سبک‌های زینتی ایرلندی سلتی و انگلوساکسون و اشکال مدیترانه‌ای مانند کتاب را یکپارچه کرد و معیارهای هنری بسیاری را برای بقیه دوره قرون وسطا به وجود آورد. آثار مذهبی باقیمانده از قرون اولیه، اغلب نسخه‌های تذهیب یا عاج‌های کنده‌کاری شده‌ای بودند که در اصل برای فلز ساخته شده بود که از آن زمان ذوب می‌شد. اشیاء ساخته شده از فلزات گرانبها معتبرترین اشکال هنری بودند، اما تقریباً همه آنها به جز چند صلیب مانند صلیب لوتِر، چند مورد یادگاردان، و آثاری مانند تدفین آنگلوساکسون در ساتون هو و دفینههای گوردون از سلسله مروونژی‌ها در فرانسه، جواهرات کوارازار ویزیگوت‌های اسپانیا و ناگیزنتمیکلوس در نزدیکی قلمرو بیزانس، مفقود شده‌اند. مواردی که همچنان باقی مانده‌اند ازجمله سنجاق سینه، سنجاق روی شانه یا سنجاق‌های قلمی، مانند سنجاق سینه تارا – منسوب به منطقه تارا در ایرلند - هستند که هر کدام جزئی اصلی از زینت و آراستگی فردی برجستگان آن دوران بود. کتابهای بسیار تزئین شده که بیشترشان کتاب‌های مذهبی و انجیل بودند به تعداد زیاد باقی مانده‌اند، که کتاب کیلز و انجیل لیندیسفارن از آن جمله هستند. همچنین نسخه‌های معدودی از کتاب انجیل سنت امرام از سده نهم نیز باقی مانده که جلدی ساخته شده از طلا و جواهر دارد. مجسمه‌های یادبود بزرگ مربوط به هنر مسیحی نیز بنظر می‌رسد در دربار شارلمانی پرداخته شده‌اند. وهمچنین مجسمه‌هایی از پایان این دوره باقی مانده‌اند مانند مجسمه بزرگ به صلیب کشیدن مسیح که بنام اسقف جیرو، اسقف اعظم کلن، که آن را به آلمان برد به صلیب جیرو معروف شده است.

### توسعه فناوری و علوم نظامی
در دوران‌های بعدی امپراتوری روم، تحولات اصلی ارتش تلاش برای ایجاد یک نیروی سواره نظام مؤثر بود و این نیروها هر آن پیچیده‌تر می‌شدند. ایجاد سربازان کاملاً زرهی از نوع سوار زره پوش از مهم‌ترین ویژگی‌های ارتش روم در سده پنجم بود. قبایل مختلف مهاجم سربازان و نیروهای مختلفی داشتند. اول از همه مهاجمان پیاده‌نظام آنگلوساکسون انگلیس بودند تا وندال‌ها و ویزیگوت‌ها که تعداد نسبتاً زیادی از سواره نظام را در ارتش خود داشتند.درابتدای دوره تهاجمات، رکاب وارد وسایل جنگی نشده بود که سودمندی سواره نظام را به عنوان نیروهای حمله‌کننده محدود می‌کرد زیرا اعمال تمام نیرو بر اسب را ممکن نمی‌ساخت و سوارکار پشت ضرباتی که توسط حرکت اسب زده می‌شد می‌ماند. بیشترین تغییر در امور نظامی در دوره حمله، پذیرش کمان مرکب به جای کمان اولیه و ضعیف‌تر و همچنین کمان ساخت منطقه سکاستان بود. تحول دیگر استفاده بیشتر از دراز شمشیر و جایگزینی پیش برنده زره‌های ورقی با جوشن و زره‌های چندلایه بود.
در اوایل دوره کارولینگین اهمیت پیاده‌نظام و سواره‌های سبک همزمان با تسلط فزاینده سواره سنگین‌های نخبگان شروع به کاهش کرد. به‌کارگیری خدمت وظیفه عمومی از جمعیت آزاد در دوره کارولینگین کاهش یافت. اگرچه بخش اعظم ارتش‌های کارولینگین نیروی سواره بودند به نظر می‌رسد که بخش بزرگی از دوره اولیه به جای سواره‌های واقعی، پیاده‌های سواره بوده‌اند. یک استثناء انگلوساکسون انگلیس بود، که ارتش هنوز از سهمیه سربازگیری منطقه‌ای تشکیل شده بود، و اینها افراد آزادی بودند که به فیرد معروف بودند و توسط نخبگان محلی هدایت می‌شدند. در فناوری نظامی، یکی از اصلی‌ترین تغییرات بازگشت کمان زنبورکی بود، که در دوران روم شناخته شده بود و در آخرین قسمت از قرون وسطای اولیه به عنوان یک سلاح نظامی ظاهر شد. تغییر دیگر، تولید رکاب بود که باعث افزایش کارایی سواره نظام به عنوان سربازان ضربت شد. یک پیشرفت تکنولوژیکی که پیامدهایی فراتر از ارتش را داشت نیز نعل اسب بود که امکان استفاده از اسب در زمین‌های سنگی را نیز فراهم می‌کرد.

## قرون وسطای میانه

### افزایش قدرت دولت‌ها
قرون وسطای میانه مرحله سازنده تاریخ دولت مدرن غربی به‌شمار می‌آید. پادشاهان در فرانسه، انگلیس و اسپانیا قدرت خود را تحکیم بخشیدند و نهادهای حکومتی ماندگار را تأسیس کردند. پادشاهی‌های جدید مانند مجارستان و لهستان، پس از گرویدنشان به مسیحیت، به قدرت‌های اروپای مرکزی تبدیل شدند.
در سده نهم در خاتمه یک سری جنگها ماگیارها تحت فرماندهی پادشاه آرپاد (درگذشتهٔ ۹۰۷) در مجارستان سکنی گزیدند.
پاپ، که تا مدتها به‌صورت ایدئولوژیکی خود را از پادشاهان سکولار مستقل می‌ساخت ابتدا مدعی اقتدار خود بر کل جهان مسیحیت شد. در اوائل سده سیزدهم با رهنمودهای اینوسنت سوم سلطنت پاپ به اوج خود رسید (پاپ ۱۲۱۶–۱۱۹۸).
جنگهای صلیبی شمالی و پیشرفت پادشاهی‌های مسیحی و دستورها نظامی به مناطقی در بالتیک و فنلاند که قبلاً قبایل پاگانیسم بودند، بسیاری از مردمان بومی را جبرا وارد فرهنگ اروپایی کرد.

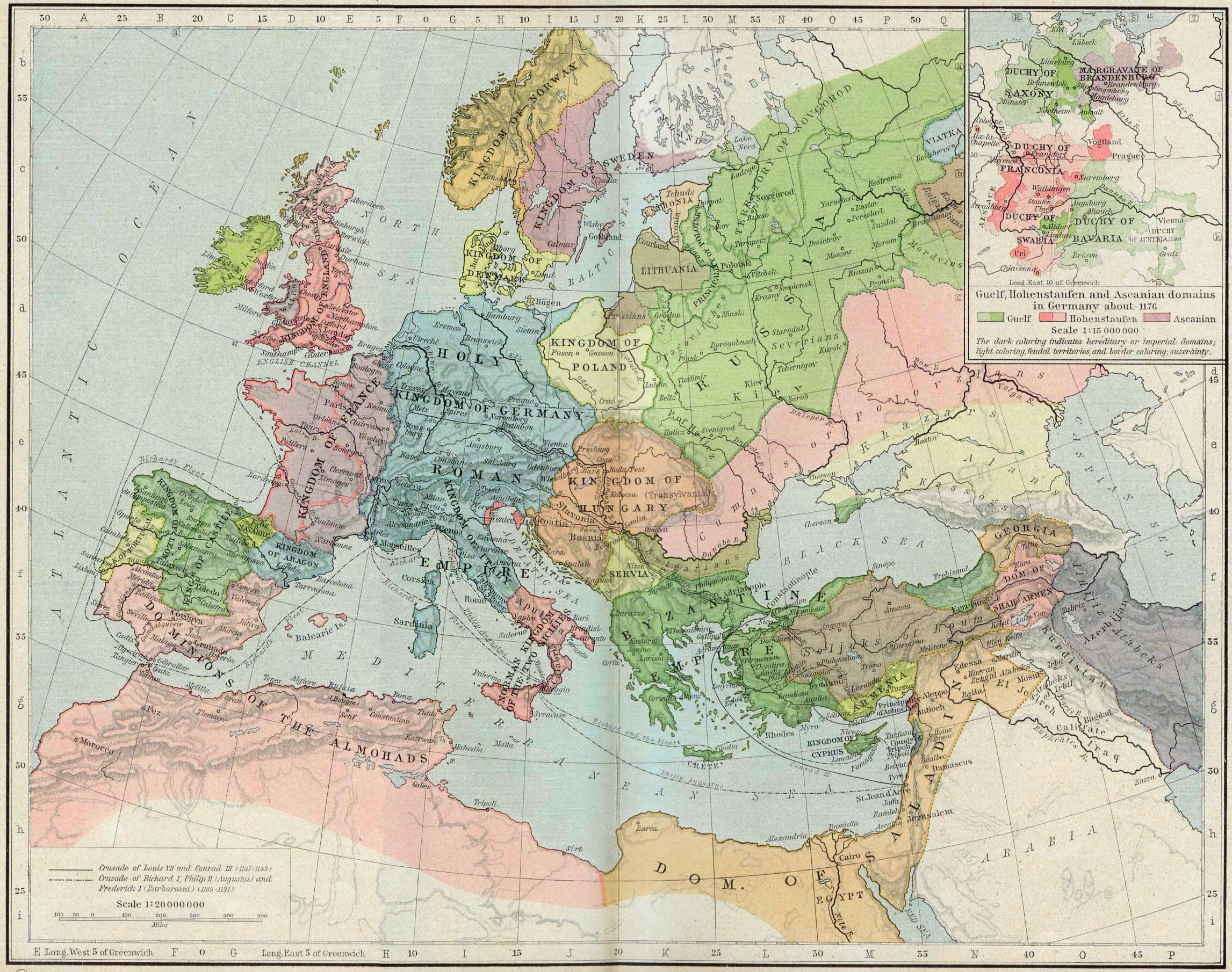
اروپا و دریای مدیترانه در سال ۱۱۹۰

در دوران قرون وسطای میانی آلمان تحت حاکمیت دودمان اتونی بود که تلاش می‌کرد شاهزاده‌های قدرتمند حاکم بر دوک‌نشین‌ها که از دوران مهاجرت بر سرزمین‌هایشان حکم می‌رانند را تحت کنترل خود بگیرد. در سال ۱۰۲۴، سلسله سالین جایگزین آنها شدند، که جنگهایشان با پاپ، تحت فرماندهی امپراتور هاینریش چهارم (۱۰۸۴–۱۱۰۵)، در مورد قرارهای کلیسا به عنوان بخشی از مناقشه اعطای مقام بود. جانشینان وی همچنان به مبارزه با پاپ و همچنین اشرافیت آلمان ادامه دادند.
به دنبال مرگ امپراتور هاینریش پنجم (۱۱۱۱–۲۵) که بدون وارث درگذشت دوره‌ای از بی‌ثباتی شکل گرفت تا اینکه فریدریش بارباروسا (۱۱۵۵–۹۰) تاج و تخت امپراتوری را به دست گرفت.
اگرچه وی حکمران قاطعی بود اما مشکلات اساسی باقی مانده بود و جانشینان وی تا سده سیزدهم به مبارزه ادامه دادند. فریدریش دوم، امپراتور مقدس روم، نوه بارباروسا (۱۲۲۰–۱۲۵۰) که از طریق مادر نیز وارث تاج و تخت سیسیل بود مدام در جنگ با پاپ بود. دربار او به وجود اهل دانش و سکولار مشهور بود و خودش اغلب به بدعت متهم می‌شد. او و جانشینانش با دشواری‌های بسیاری روبرو شدند که از جمله تهاجم مغول‌ها به اروپا در اواسط سده سیزدهم بود. مغول‌ها ابتدا شاهزادگان کیوان روس را در هم شکستند و سپس در سال‌های ۱۲۴۱، ۱۲۵۹ و ۱۲۸۷ اروپای شرقی را تسخیر کردند.
تحت سلسله کاپتی‌ها، سلطنت فرانسه به آرامی شروع به گسترش اقتدار خود بر اشراف کرده به بیرون از ایل-دو-فرانس گسترش یافت و در سده‌های ۱۱ و ۱۲ کنترل قسمت بیشتری از کشور را در دست گرفت.
آنها در دوک نورماندی با رقیب نیرومندی روبرو شدند که در سال ۱۰۶۶ تحت فرماندهی ویلیام یکم (دوک ۱۰۸۷ – ۱۰۳۵) انگلستان را تسخیر کرد (۱۰۸۷ – ۱۰۶۶) و وسعت امپراطوریش از کانال عبور کرد و در سال‌های باقیمانده قرون وسطی به اشکال مختلف باقی ماند. در سال ۱۰۵۹ هنگامی که رابرت گیسکارد (متوفای ۱۰۸۵) در سیسیل فرود آمد و قلمروی را تأسیس کرد که بعداً پادشاهی سیسیل شد.
نورمن‌ها نیز در سیسیل و جنوب ایتالیا مستقر شدند. در انگلستان تحت فرماندهی پادشاهان آنژوین هنری دوم (۱۱۸۹ – ۱۱۵۴) و پسرش ریچارد یکم (۱۱۹۹ – ۱۱۸۹) پادشاهان انگلستان بر کشور خود حاکم شدند و از طریق ازدواج هانری دوم با الینور آکیتن (متوفای ۱۲۰۴) که وارث بخش اعظم جنوب فرانسه بود مناطق بزرگی از فرانسه نیز به این خانواده رسید.
برادر کوچکتر ریچارد، جان، پادشاه انگلستان (۱۱۹۹–۱۲۱۶) نرماندی و بقیه تصرفات شمال فرانسه را در سال ۱۲۰۴ به پادشاه فرانسه فیلیپ دوم (فرانسه) آگوستوس (۱۱۸۰–۱۲۲۳) باخت. این موضوع منجر به اختلاف بین اشراف انگلیسی شد. همزمان نیز اخاذی‌های جان برای پرداخت تلاشهای ناموفقش برای بازیابی نورماندی در سال ۱۲۱۵ منجر به منشور کبیر شد، منشوری که حقوق و امتیازات مردان آزاد در انگلیس را تأیید می‌کرد. در زمان هنری سوم (۱۲۱۶–۷۲)، فرزند جان، امتیازات بیشتری به اشراف داده شد و قدرت سلطنت کاهش یافت. پادشاهی فرانسه همچنان در اواخر سده دوازدهم و سیزدهم میلادی به پیروزی در برابر اشراف ادامه داد و سرزمین‌های بیشتری را تحت سلطه شخص پادشاه درآورد و نهایتاً به ایجاد یک دولت سلطنتی متمرکز انجامید. در زمان لویی نهم (۱۲۷۰–۱۲۲۶) سلطنت فرانسه در اوج جدیدی از اعتبار سلطنتی قرار گرفت، لویی دیگر در تمامی اروپا در نقش میانجیگر وارد می‌شد.
در ایبریا، ایالت‌های مسیحی، که محصور در قسمت شمال غربی شبه جزیره بودند، شروع به توسعه به سمت کشورهای اسلامی در جنوب نمودند. این به دوره بازپس‌گیری اندلس مشهور شد. . در حدود سال ۱۱۵۰، شمال مسیحی در پنج پادشاهی بزرگ، پادشاهی لئون، پادشاهی کاستیل، پادشاهی آراگون، پادشاهی ناوار و پادشاهی پرتغال به هم پیوست.ایبری جنوبی همچنان تحت کنترل کشورهای اسلامی بود در ابتدا تحت خلافت قرطبه، اما در سال ۱۰۳۱ به تعداد قابل توجهی از کشورهای کوچکتر تجزیه شد که عنوان ملوک الطوایفی گرفتند. اینان با مسیحیان جنگیدند تا اینکه در سال‌های ۱۱۷۰ خلافت موحدون حکومت متمرکز بر ایبری جنوبی را دوباره برقرار کرد. نیروهای مسیحی در اوایل سده سیزدهم دوباره پیشروی کردند و در تسخیر سویا در سال ۱۲۴۸ به اوج رسیدند.

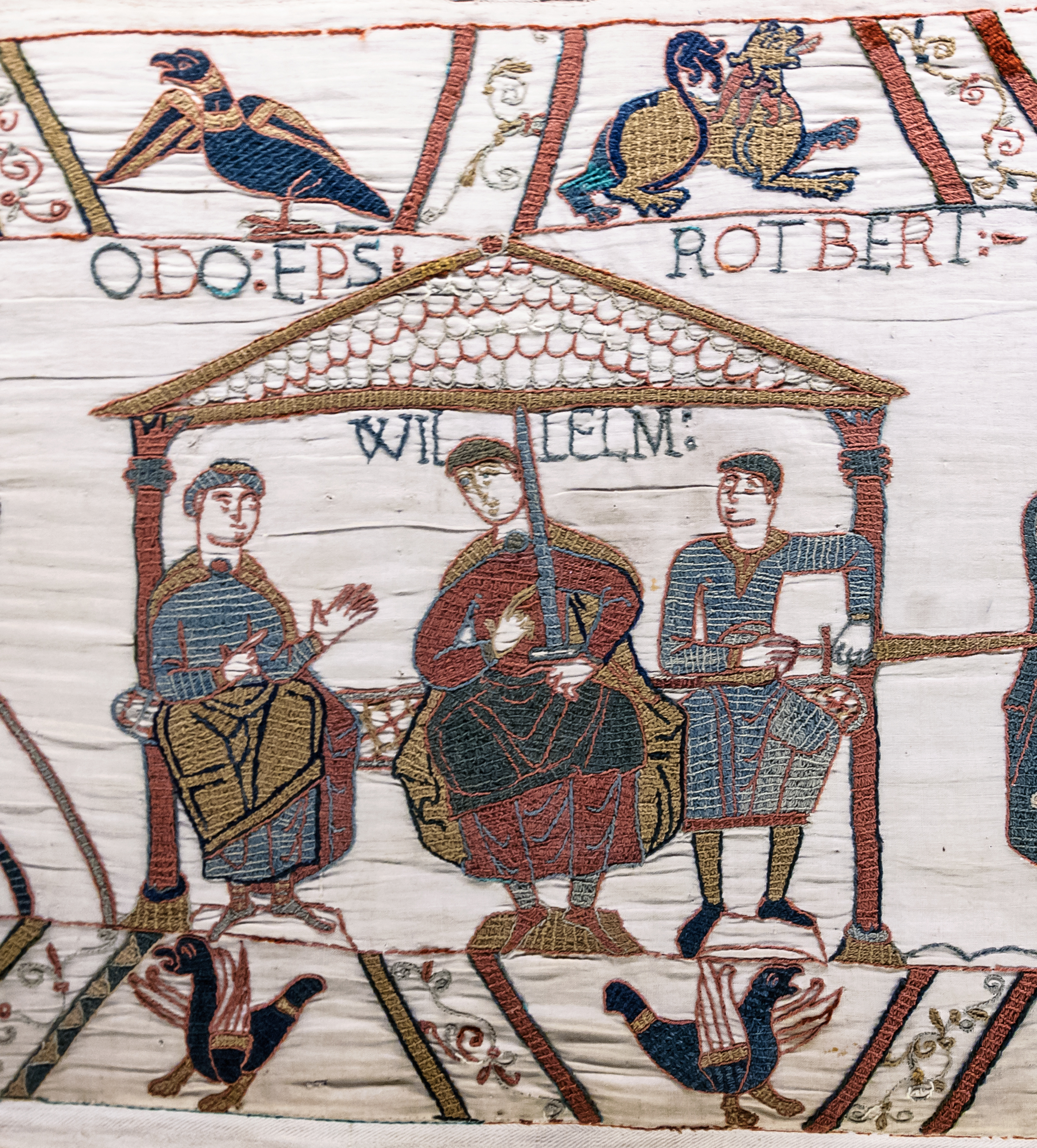
ویلیام یکم به همراه برادرش رابرت و اسقف اودو در نرماندی

### جنگ‌های صلیبی

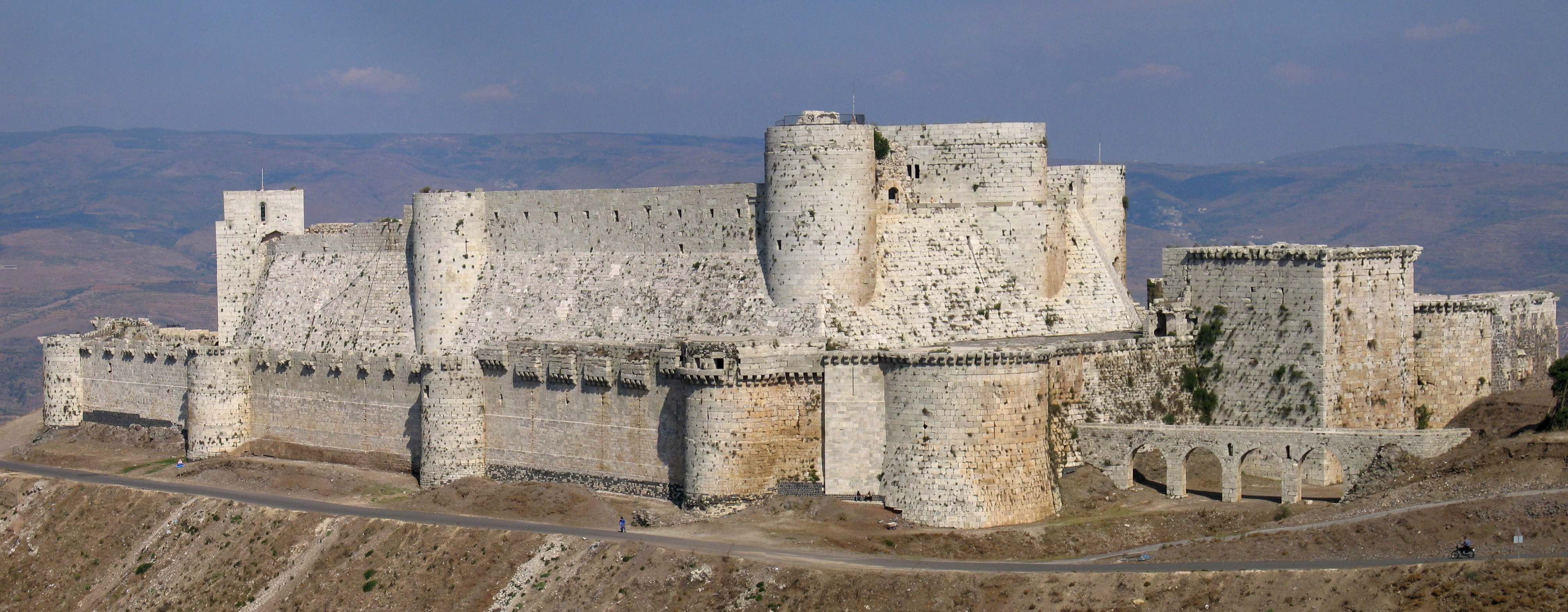
دژ شهسواران در طول جنگ‌های صلیبی و برای شوالیه‌های هوسپیتالر ساخته شد.

در سده یازدهم میلادی، ترکان سلجوقی قسمت بزرگی از خاورمیانه را تسخیر نمودند. آنان ایران را در دهه ۱۰۴۰ م، ارمنستان را در دهه ۱۰۶۰ م و اورشلیم را در ۱۰۷۰ م به کنترل خود درآوردند. در سال ۱۰۷۱ م سپاه ترکان موفق گردید که سپاه امپراتوری بیزانس را در نبرد ملازگرد شکست دهد و امپراتور بیزانس، رومانوس چهارم (در قدرت ۷۱–۱۰۶۸) را به اسارت درآورد. پس از این شکست، ترکان به آناتولی یورش بردند و مرکزهای اصلی جمعیتی و اقتصادی بیزانس را به تسخیر خود درآوردند و ضربه‌ای سخت بر پیکرهٔ امپراتوری وارد نمودند. اگرچه بیزانس موفق شد تا نیرویش را بازیابد اما هیچگاه دیگر نتواست که کنترل خود بر همهٔ آناتولی را برقرار نماید و بیشتر در حالت دفاعی در برابر ترکان قرار گرفت. در همین حال، ترکان نیز با مشکلات گوناگونی روبرو گردیدند؛ اورشلیم به کنترل خلافت فاطمی درآمد و جنگ‌های داخلی ادامه‌داری، قلمروشان را فرا گرفت. بیزانس نیز با قدرت نوظهور بلغارها روبرو گردید که در اواخر سده دوازدهم و سده سیزدهم به شبه‌جزیره بالکان هجوم آورده بودند.
هدف نهایی جنگ‌صلیبی تسخیر اورشلیم و بازپس‌گیری آن از مسلمانان تعیین شده بود. نخستین جنگ صلیبی به‌وسیلهٔٔ پاپ اوربان دوم (پاپ ۹۹–۱۰۸۸) اعلان گشت. این جنگ در شورای کلرمونت، در سال ۱۰۹۵ م و در پاسخ به درخواست امپراتور بیزانس، الکسیوس یکم (در قدرت ۱۱۱۸–۱۰۸۱) برای کمک به رویارویی با پیشرفت روزافزون مسلمانان برپاشد. اوربان به هرکسی که نقشی را در این جنگ می‌پذیرفت، آمرزش‌نامه‌ای برای بخشایش گناهانشان اعطا می‌کرد. در نتیجه ده‌ها هزار نفر از مردم و از طبقات گوناگون اجتماعی از اروپا به راه افتاده و اورشلیم را در ۱۰۹۹ م به تسخیر خود درآوردند. یکی از اقدام‌های صلیبی‌هایی که خانهٔ خود را رها و به سوی شرق به راه می‌افتادند کشتار گستردهٔ یهودیان محلی ساکن اروپا و برسر راهشان به شرق بود. این رویداد بی‌رحمانه در طول نخستین جنگ صلیبی به‌وقوع پیوست، هنگامی که جوامع یهودی ساکن کلن، ماینتس و ورمس همانند جوامع ساکن در میان دو رود سن و راین نابود شدند. یکی دیگر از پیامدهای جنگ‌های صلیبی، پیدایش نوع تازه‌ای از فرقه‌های رهبانی همانند فرقهِ نظامیِ شوالیه‌های معبد و هوسپیتالر بود، که سبک زندگی رهبانی را به خدمات نظامی درهم آمیختند.
صلیبی‌ها با برپایی دولت‌های صلیبی، متصرفاتشان را نظم بخشیده و تثبیت نمودند. در طول سده ۱۲ و ۱۳ میلادی، نبردهای بسیاری میان آنان و امارت‌های مسلمانی که دورتادورشان را فرا گرفته بودند به‌وقوع پیوست. درخواست دولت‌های صلیبی از پاپ باعث اعلان جنگ‌های صلیبی بیشتری همانند جنگ صلیبی دوم و سوم گردید. جنگ صلیبی سوم تلاشی بود برای بازپس‌گیری دوبارهٔ اورشلیم که چندی پیشتر و در سال ۱۱۸۷ به‌وسیلهٔٔ صلاح‌الدین (درگذشتهٔ ۱۱۹۳ م) تصرف گشته بود. در سال ۱۲۰۳، هدف جنگ صلیبی چهارم از سرزمین مقدست به سوی قسطنطنیه منحرف شد و شهر در ۱۲۰۴ به تصرف صلیبی‌ها درآمد و امپراتوری لاتین قسطنطنیه ایجاد شد و موجب شد تا قدرت امپراتوری بیزانس به‌طور چشگیری از میان برود. در سال ۱۲۶۱ بیزانس توانست دوباره شهر قسطنطنیه را به تصرف خود درآورد اما دیگر نتوانست قدرت پیشین خود را که از میان رفته بود، بازیابی نماید. تا سال ۱۲۹۱ م، همهٔ دولت‌های صلیبی در سرزمین مقدس از میان برداشته شدند، اگرچه تنها، عنوان تشریفاتی پادشاهی اورشلیم برای چندین سال دیگر در جزیرهٔ قبرس باقی ماند.
پاپ در کنار اعلان جنگ صلیبی برای سرزمین مقدس، جنگ‌های صلیبی دیگری نیز در اسپانیا، جنوب فرانسه و در سواحل دریای بالتیک، برپا نمود. جنگ‌های صلیبی در اسپانیا با سلسله جنگ‌های بازپس‌گیری اندلس از مسلمانان درهم‌آمیخت. گرچه شوالیه‌های معبد و هوسپیتالر در جنگ‌های اسپانیا نیز شرکت نمودند اما فرقه‌های نظامی مشابهی نیز در اسپانیا به‌وجود آمدند، بیشتر این فرقه‌ها که در اوایل سده دوازدهم به‌وجود آمدند انشعابی از دو فرقهٔ اصلی کالاتراوا و سانتیاگو محسوب می‌شدند. گرچه اروپای شمالی تا پس از سده یازدهم، خارج از حوزهٔ نفوذ مسیحیت قرارداشت اما به محل درگیری جنگ‌های صلیبی شمالی از سده دوازدهم تا سده چهاردهم بدل شد. این جنگ صلیبی نیز باعث پیدایش چندین فرقهٔ نظامی دیگر همانند فرقه برادران شمشیر گردید. فرقه دیگری نیز به نام شوالیه‌های تتونیک، نیز اگرچه در میان دولت‌های صلیبی سرزمین مقدس تشکیل گردید اما پس از سال ۱۲۲۵ م، بیشتر فعالیت‌هایش را متوجه کناره‌های بالتیک نمود و در ۱۳۰۹ م، مرکز فرماندهی‌اش را به شهر مالبورک در پروس انتقال داد.

### جامعه و زندگی اقتصادی

تصویر تذهیب فرانسوی قرون وسطایی از سه طبقه اجتماعی قرون وسطایی: نمازگزاران (روحانی)، آنها که جنگ‌ها را به پیش می‌برند (شوالیه)، و آنهایی که کار می‌کنند (خرده‌دهقان‌پیشه).رابطه بین این طبقات توسط فئودالیسم (ارباب‌رعیتی) و ارباب منشی اداره می‌شد.

قرون وسطای میانه یک دوره گسترش عظیم جمعیت بود. رشد جمعیت اروپا بین سالهای ۱۰۰۰ تا ۱۳۴۷ از ۳۵ تا ۸۰ میلیون تخمین زده می‌شد. گرچه دلیل اصلی ان نامشخص است اما مواردی همچون ارتقاء فنون کشاورزی، کم شدن برده داری، آب و هوای معتدل تر، و متوقف شدن تهاجمات و اشغال توسط نیروهای بیگانه از عمده دلایل می‌توانند باشند، تا ۹۰ در صد جمعیت اروپا همچنان دهقانان روستایی باقی ماندند. بسیاری دیگر ساکن مزارع دور افتاده نبوده بلکه در جوامع کوچک جمع شدند؛ که ده و روستا نامیده می‌شدند. این روستائیان اغلب وابسته به اربابان نجبا بودند و در سیستم ارباب منشی به آنها کرایه یا خدمات بدهکار بودند؛ لذا اندک روستائیان در این دوره، یا بعد از ان، آزاد بودند که آنها نیز بیشتر در مناطق جنوب اروپا بودند تا درشمال.
پاکسازی مناطق جنگلی و تبدیل آنها به زمین‌های قابل کشت با دادن تشویق به دهقانانی که در آنها ساکن می‌شدند نیز زمینه ای برای ازدیاد جمعیت شد.
سیستم باز کشاورزی مبتنی بر رعیت داری در بیشتر مناطق اروپا، به‌خصوص در اروپای شمال غربی و مرکزی متداول شد.
این جوامع کشاورزی سه ویژگی پایه داشتند: دارایی‌های فردی دهقانان به شکل باریکه‌هایی از زمین در زمین‌های مختلف ارباب پراکنده بودند. برای حفظ باروری خاک محصولات از سال به سال چرخانده می‌شدند؛ و زمین‌های مشترک برای چرای گله‌ها و دیگر مصارف استفاده می‌شدند. بعضی مناطق از یک سیستم سه میدانی چرخش محصول استفاده می‌کردند. بقیه همان سیستم دو میدانی را نگه داشته بودند.
بخش‌های دیگر جامعه شامل نجیب‌زادگان، روحانیون و شهروندان عام بود. نجیب‌زادگان چه افراد عنوان دار و چه شوالیه‌ها هردو دهقانان و رعیت‌ها را استثمار می‌کردند. گرچه آنها خود صاحبان زمین نبودند اما تحت نظام ارباب‌رعیتی این حق را داشتند که از درآمد رعیت یا زمین‌های دیگر برداشت کنند. در سده‌های یازدهم و دوازدهم، این زمین‌ها یا تیول موروثی شد و آنچنانکه در اوائل قرون وسطی بود دیگر قابل تقسیم بین تمامی ورثه نبود و لذا بیشتر تیول و زمین به پسر بزرگتر می‌رسید. برتری اشرافیت بر حسب عواملی همچون  کنترلش بر زمین بود. نیروی نظامیش به صورت سواره نظام سنگین ، کنترل بر قلعه‌ها و مصونیت‌های متعددش از پرداخت مالیات یا دیگر خراج‌ها بود. در پاسخ به اخلال‌های زمان و برای حفاظت در مقابل مهاجمان و داشتن دفاع اربابان در مقابل رقبایشان، قلعه‌ها که ابتدا از چوب بودند در سده‌های نهم و دهم با سنگ ساخته شدند. کنترل قلعه به اشراف اجازه سرپیچی از شاهان و دیگر اربابان را می‌داد. اشراف طبقه‌بندی خود را داشتند، پادشاهان و بالاترین لایه‌های اشراف تعداد کثیری از مردم عادی و و بخش‌های وسیعی از زمین، و ایضاً اشراف پایین‌تر را در کنترل خود داشتند. در زیر دست آنها اشراف پایین‌تر بر قطعات کوچکتر زمین و افراد معدودتری تسلط داشتند. آنها زمین را کنترل می‌کردند اما صاحب ان نبودند وخود نیز در خدمت اشراف بالاتر بودند.
روحانیون بر دودسته تقسیم می‌شدند. روحانیون سکولار که در دنیا زندگی می‌کردند، و روحانیون عامه که تحت یک نظام مذهبی زندگی می‌کردند و معمولاً تارک دنیا و راهب بودند. در طول قرون وسطی راهبان بخش بسیار کمی از جمعیت و حتی کمتر از یک در صد باقی ماندند. بیشتر روحانیون عادی از اشراف بیرون کشیده می‌شدند. این طبقه اجتماعی به عنوان زمینه عضوگیری برای سطوح بالای روحانیت سکولار خدمت می‌کرد. کاهنان محلی قصبه اغلب از طبقه دهقانان بیرون کشیده می‌شدند. شهروندان عادی در موقعیتی تقریباً غیرمعمول قرار داشتند، زیرا که آنها در تقسیم سه دسته سنتی جامعه به اشراف، روحانیت و دهقانان جای نمی‌گرفتند. در طول سده‌های دوازدهم و سیزدهم، با گسترش شهرها و ایجاد مراکز جدید جمعیت صفوف شهرنشینان بسیار گسترش یافت اما در طول قرون وسطی، جمعیت شهرها احتمالاً هرگز از ۱۰ درصد از کل جمعیت تجاوز نمی‌کرد.
یهودیان نیز در این دوره در سراسر اروپا گسترش یافته بودند. در سده‌های ۱۱ و ۱۲ جوامعی در آلمان و انگلیس به وجود آمدند، اما یهودیان اسپانیایی که مدت‌ها در اسپانیا تحت حاکمیت مسلمانان ساکن بودند، حالا تحت حکومت مسیحیان و فشار فزاینده‌ای برای تغییر به مسیحیت قرار گرفتند. یهودیان از آنجا که اجازه تملک زمین یا دهقان را نداشتند اغلب مجبور به سکونت در شهرها بودند. علاوه بر یهودیان، غیر مسیحیان دیگری نیز در حواشی اروپا می‌زیستند که از آن جمله اسلاوهای بت‌پرست در اروپای شرقی و مسلمانان در اروپای جنوبی بودند.
زنان در قرون وسطی رسماً تابع مرد بودند، خواه آن مرد پدر، شوهر یا خویشاوندان دیگر باشند. بیوه‌ها اغلب اجازه کنترل بر زندگی خودشان به آنها داده می‌شد، اما در محدودیت‌های اعمال شده قانونی بودند. کار زنان به‌طور کلی شامل کارهای خانگی یا سایر کارهای داخلی بود. زنان دهقان معمولاً مسئول کارهای خانه، نگهداری از بچه، در کنار باغبانی و دامداری در نزدیکی خانه بودند. آنها همچنین می‌توانستند با کارهایی از قبیل نخ‌ریسی بردرآمد خانوار بیفزایند. در زمان برداشت محصول از آنها خواسته می‌شد در کار در مزرعه کمک کنند. زنان شهری همچون زنان دهقان مسئول کارهای خانه بودند. آنها همچنین می‌توانستند در کار تجارت هم وارد شوند. اما چه تجارت‌هایی بر روی زنان گشوده بود از کشور به کشور و در زمانهای مختلف فرق می‌کرد. زنان اشراف مسئول امور خانه بودند و بعضاً در غیاب اقوام مذکر می‌توانستند اداره املاک را نیز به‌دست گیرند. اما آنها در شرکت در کارهای نظامی و امورات دولتی محدودیت داشتند. کلیسا نیز تنها نقشی که برای زنان قائل بود راهبه شدن بود زیرا زنان نمی‌توانستند کشیش شوند.

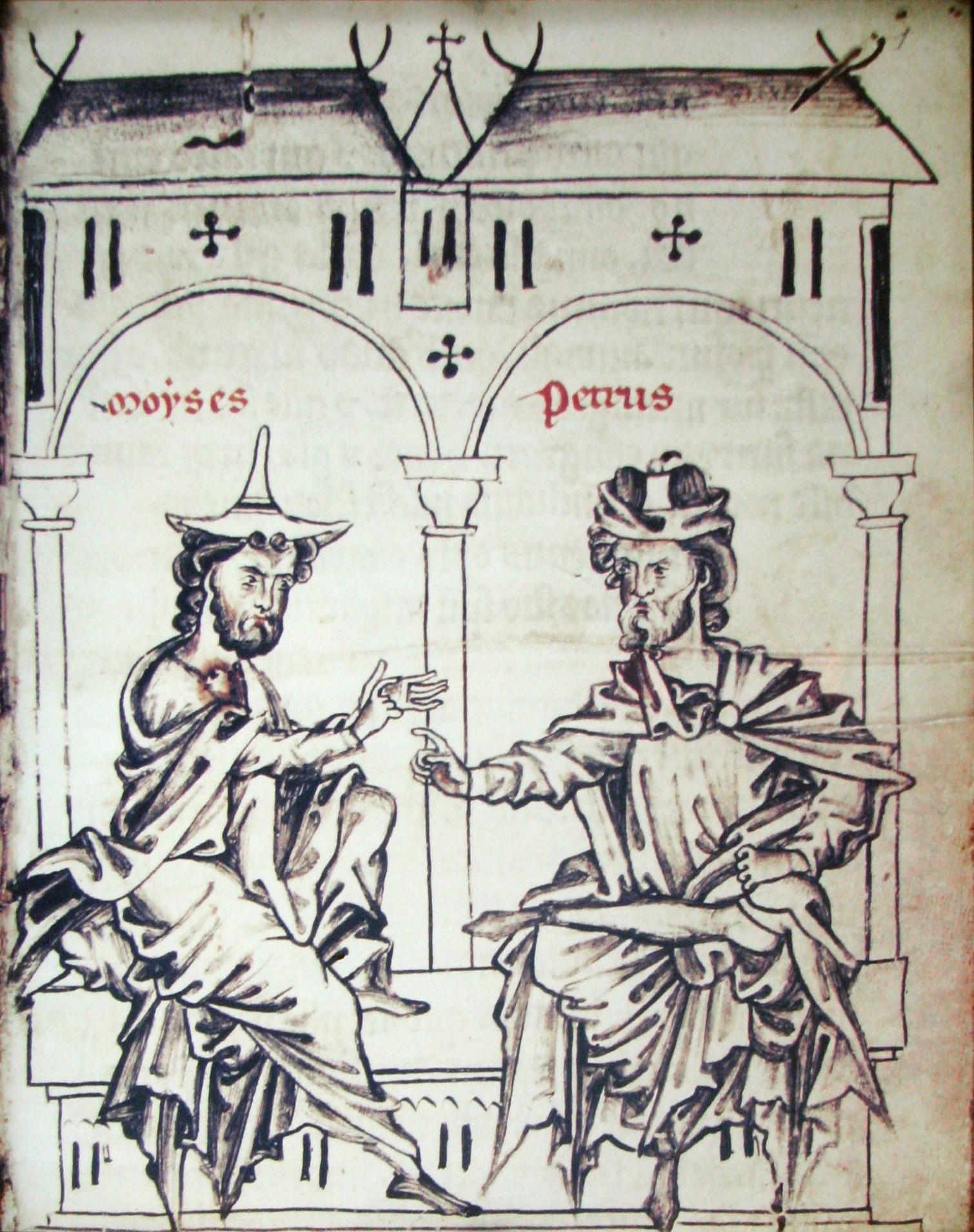
تصویری بجا مانده از سده سیزدهم، یک یهودی (با کلاه بلند یهودی) و پطرس آلونسی مسیحی، در حال مذاکره

درشمال و مرکز ایتالیا و در فلاندر به‌وجود آمدن شهرهایی که تا حدودی خود مختار بودند باعث رشد اقتصادی شد و زمینه را برای انواع جدید انجمن‌های صنفی ایجاد کرد. شهرهای تجاری در سواحل دریای بالتیک وارد قراردادهایی شدند که هانزا خوانده می‌شدند و چند جمهوری دریایی مانند ونیس، جنوا و پیزا تجارتشان را در طول مدیترانه توسعه دادند. ایجاد و توسعه بازار مکارههای بزرگ در شمال فرانسه، در دوران قرون وسطی، زمینه را برای تجارت بازرگانان ایتالیایی و آلمانی با یکدیگر و همچنین با تجار محلی فراهم نمود. در اواخر سده سیزدهم میلادی مسیرهای جدیدی به سمت خاور دور ساخته و گشوده شد که با کتاب سفرهای مارکو پولو که توسط یکی از بازرگانان بنام مارکو پولو (درگذشتهٔ ۱۳۲۴) نوشته شده بود به شهرت رسید. علاوه بر فرصت‌ها برای تبادلات تجاری، پیشرفت در کشاورزی و صنعت نیز امکان محصول بیشتر را فراهم آورد که این خودش راه را برای گسترش شبکه‌های تجاری باز نمود. بالا گرفتن تجارت شیوه‌های جدیدی برای کار با پول آورد، و سکه‌های طلا بار دیگر در اروپا، ابتدا در ایتالیا و سپس در فرانسه و بعد در بقیه کشورها دوباره ضرب شد. فرم‌های جدید قراردادهای تجاری به‌وجود آمد که ریسکی مشترک برای بازرگانان بود. شیوه‌های حسابداری نوین و بخشا در استفاده از حسابداری دوطرفه به وجود آمد. اعتبارنامه نیز پدیدار شد و انتقال پول به‌صورت ساده‌تر را فراهم کردند.

### اخلاق و زندگی فکری
تحولات فلسفه و الهیات در سده یازدهم باعث افزایش فعالیت‌های فکری شد. بین واقع‌گرایان فلسفی و نام‌گرایان بر سر مفهوم «متافیزیک» بحث به وجود آمد. با کشف مجدد ارسطو و تأکید او بر تجربه‌گرایی و خردگرایی، انگیزش به مباحثات فلسفی ایجاد شد. محققانی مانند پیر آبلار (درگذشتهٔ ۱۱۴۲) و پیتر لومبارد (درگذشتهٔ۱ ۱۶۴) منطق ارسطویی را به الهیات معرفی کردند. در اواخر سده یازدهم و اوایل سده دوازدهم، گسترش مدارس کلیسای جامع در سراسر غرب اروپا نشانه‌ای از تغییر آموختن از صومعه به کلیساها و شهرها بود. مدارس کلیسای جامع نیز به نوبه خود با دانشگاه‌های نخستین، که در شهرهای بزرگ اروپا تأسیس می‌شدند، جایگزین شدند. فلسفه و الهیات در اسکولاستیک (فلسفه مدرسی) ذوب شدند. بدین ترتیب، دانشمندان سده دوازدهم و سیزدهم تلاش می‌کردند تا متون جامع، و برجسته‌ترین آنها ارسطو را با کتاب مقدس آشتی دهند. این جنبش که سعی در استفاده از یک رویکرد سیستماتیک به حقیقت و عقل داشت در اندیشه توماس آکویناس (درگذشتهٔ ۱۲۷۴)، که مدخل الهیات یا خلاصه الهیات را نوشت، به اوج رسید.

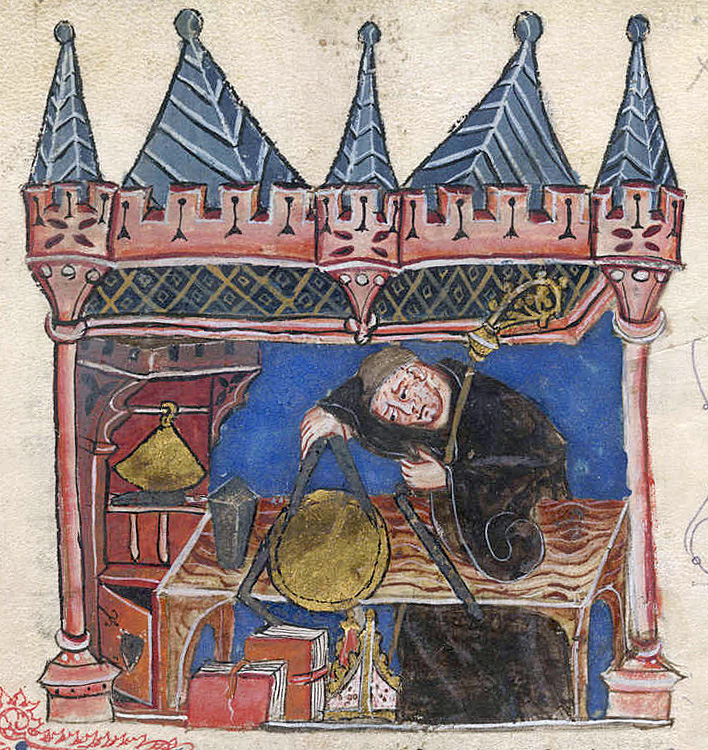
یک محقق قرون وسطی مشغول اندازه‌گیری‌های دقیق - نقاشی سده چهاردهم

شوالیه‌گری، اخلاق و عشق شهسوارانه در دربارهای سلطنتی و در بین اشراف رواج یافت. این فرهنگ البته به زبانهای محلی، و نه لاتین، بیان می‌شد و شامل اشعار، داستان‌ها، افسانه‌ها و آهنگ‌های عامیانه‌ای بود که توسط تروبادورها یا خنیاگران سیار پخش می‌شد. اغلب این داستان‌ها به صورت ترانه و آوازهای اعمال بزرگ نوشته می‌شدند که از ان جمله سرود رولان و سرود هیلدهیرند بودند. در همین راستا تاریخ‌های سکولار و مذهبی نیز تولید شدند. جفری مانموث (۱۱۵۵ پس از میلاد) هیستوریا رگوم بریتانیه (تاریخچه پادشاهان بریتانیا) را که مجموعه‌ای از داستان‌ها و افسانه‌های شاه آرتور بود به تصنیف درآورد. آثار دیگر نیز هر یک به وضوح تاریخچه‌ای بودند، مانند آثار اوتو فون فرایزینگ (درگذشتهٔ ۱۱۵۸) توضیح بتفصیل اعمال امپراتور فردریک بارباروسا یا ویلیام مالمزبری (۱۱۴۳ پس از میلاد) که تاریخچه پادشاهان انگلستان را تولید کرد.
مطالعه حقوق در سده دوازده به پیش رفت. هم قانون سکولار و هم قانون کلیسایی، یا قانون روحانیون، در قرون وسطی مورد مطالعه قرار گرفت. قانون سکولار یا همان قانون رومی با کشف کورپوس یوریس چیویلیس (بدنه قانون مدنی) در سده یازدهم بسیار پیشرفت کرد. قانون سکولار تا سال ۱۱۰۰ در دانشگاه بولونیا تدریس می‌شد. این امر منجر به ثبت و استاندارد کردن کدهای قانونی در سراسر اروپای غربی شد. قانون کلیسا نیز مورد مطالعه قرار گرفت. در حدود سال ۱۱۴۰ یک راهب به نام گراتیان که یکی از استادان بولونیا بود کتابی از مجموعه قوانین کلیسایی را تألیف کرد که بعداً به متن استاندارد قانون کلیسا تبدیل شد.
از جمله نتایج تأثیر یونان و اسلام در این دوره از تاریخ اروپا جایگزین شدن عدد نویسی رومی با اعداد ده دهی (اعشاری) نظام ارزش مکانی و همچنین به وجود آمدن مبحث جبر بود که ریاضیات باز هم پیشرفته‌تری را به ارمغان آورد. با ترجمه المجسطی بطلمیوس از یونانی به لاتین در اواخر سده ۱۲ اخترشناسی نیز پیشرفت یافت. علم طب نیز مورد مطالعه قرار گرفت مخصوصاً در جنوب ایتالیا که طب اسلامی بر مدرسه سالرنو تأثیر گذارد.

### کودکان
در قیاس با دوران نوین، یکی از مشخصات بارز قرون وسطی بی‌توجهی به کوکان بود. ابراز احساسات نسبت به کودکان به ندرت در ادبیات، هنر و سایر اسناد به چشم می‌خورد. با وجود این که دوران کودکی مسیح، عموماً در آغوش مادر، به کرات به تصویر کشیده شده است اما تا پیش از میانه سده چهاردهم شکل نگهداری او در دستان مریم مهربانانه به نظر نمی‌رسد. در این تصاویر مادر با بی‌علاقگی کودک را دور از خود نگاه داشته است. در مواردی نیز کودک کاملاً عریان و بدون پوشش به تنهایی روی زمین است؛ درحالی‌که مادر بی‌لبخند به او خیره است. احساس مادرانگی زنان در جامعه با چنین شمایلی از مریم و کودکش تحت تأثیر قرار می‌گرفت. در ادبیات نقش اصلی کودکان مرگ بود؛ مرگی که از غرق شدن، خفه شدن یا رها شدن در جنگل حاصل می‌گشت. جزو مواردی بسیار اندک، در این متون زنان با دریافت خصائصی مفسدانه، به ندرت به عنوان مادر نام برده شده‌اند و در آن موارد نیز غالباً پیوند مادرانگی گسسته می‌شود. نگاره‌های این دوره تمامی ابعاد زندگی افراد از جمله غذا خوردن، شکار، خوابیدن و سفر را تصویر کرده است؛ درحالی‌که تصویری از کودکان به ندرت در آن‌ها مشاهده می‌شود. با وجود نوشته شدن متونی در ارتباط با اصول همسرداری و خانه‌داری، نصیحت‌نامه دربارهٔ فرزندپروری کمیاب بود. زنان می‌توانستند آموزش‌هایی دربارهٔ ساختن جوهر و مرگ موش، نگهداری از پرندگان در قفس، پرورش گل و گیاه و سایر موضوعات از این دست دریافت کنند اما با وجود اهمیت آن در بقای نسل، کتاب‌های اندکی برای مادران در ارتباط با نگهداری از کودکان یافت می‌شد. در مجموع به نظر می‌رسد نوزادان و کودکان در پنج یا شش سال آغاز زندگی بدون نگرانی چندانی رها می‌شدند تا بمیرند یا زنده بمانند.
ریشه تمامی این احوال به نرخ بالای مرگ و میر نوزادان (یک یا دو از هر سه کودک) در این زمان‌ها مربوط می‌شد. در این شرایط عشق‌ورزی به نوزادان به اندازه‌ای می‌توانست آسیب‌زا باشد که افراد سعی در سرکوب آن داشتند. نرخ بالای فرزند آوری نیز موجب کاهش ارزش کودکان در نزد افراد می‌گشت. کودکی زاده می‌شد و می‌مرد و دیگری جای آن را می‌گرفت.
گفته می‌شود اگر کودکی به سن ۷ سالگی می‌رسید زندگی او آغاز می‌شد. با این وجود دیگر کودک به حساب نمی‌آمد؛ بلکه فردی بالغ با اندازه‌ای مینیاتوری بود. اعمال کودکانه که در رفتار انسان قرون وسطی قابل توجه بود را می‌توان به این مسئله که بخش بزرگی از جامعه فعال همچنان در سنین بسیار کم بودند، نسبت داد. برآورد می‌شود نیمی از جمعیت در این زمان زیر ۲۱ سال و یک سوم از آن زیر ۱۴ سال سن داشته‌اند.

### فناوری و علوم نظامی

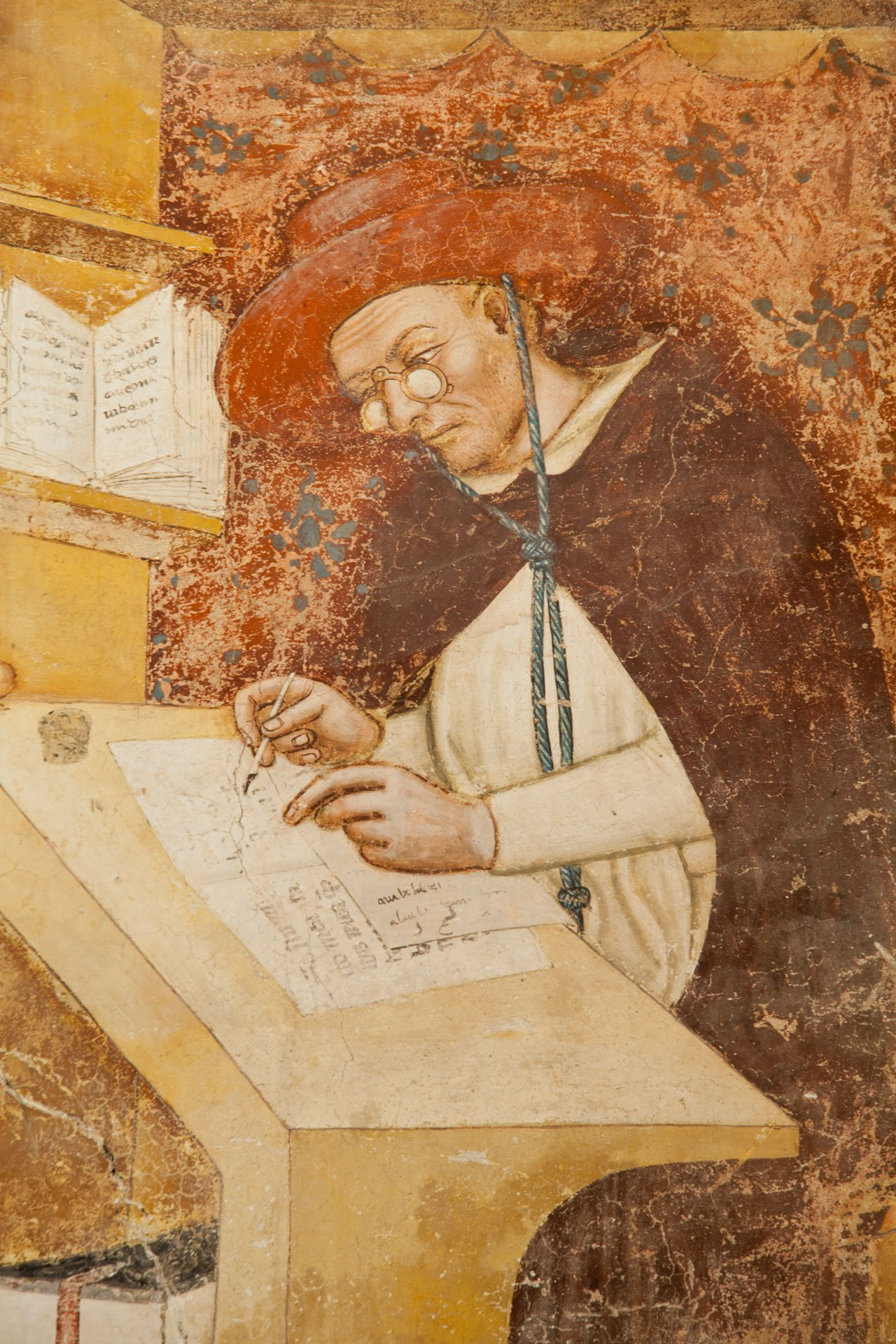
تصویر نقاشی شده از اسقف هیوسنت چر- سال ۱۳۵۲ میلادی- نخستین تصویر شناخته شده که در ان استفاده از عینک را نشان می‌دهد.

در قرون دوازدهم و سیزدهم اروپا تجربه‌گر رشد اقتصادی و نوآوری در شیوه‌های تولید بود. پیشرفت‌های مهم فناوری از جمله اختراع آسیاب بادی، نخستین ساعت مکانیکی، تولید نوشیدنی تقطیری و استفاده از اسطرلاب بودند. عینک‌های مقعر در حدود سال ۱۲۸۶ توسط یک صنعتگر ایتالیایی ناشناس، که احتمالاً در شهر پیزا یا حوالی آن کار می‌کرد، اختراع شد.
توسعه سیستم کشت سه محصول بر یک زمین به جای یک محصول استفاده از زمین را که در سیستم دو محصوله نصف سال بود در سیستم جدید به سه چهارم افزایش داد که با افزایش تولید همراه بود. ایجاد گاوآهن امکان کشت در خاکهای سنگین‌تر و با کارایی بیشتر را به وجود آورد. با تکامل طوق و گردنبند که بار را بر روی شانه‌های اسب متعادل می‌کرد امکان استفاده از بقیه حیوانات کار نیز فراهم آمد. این امر استفاده از اسب به‌جای گاو را تسهیل نمود. اسبها سریعتر از گاوها هستند و به چراگاه کمتری احتیاج دارند. اینها عواملی بود که در به‌کارگیری سیستم کشت سه محصول کمک کرد.
به این شیوه حبوبات — مانند نخود فرنگی، لوبیا یا عدس — به‌طور گسترده کشت و محصول دادند. این علاوه بر همان محصولات معمول غلات مانند گندم، جو و چاودار بود.
ساخت کلیسای جامع و قلعه‌ها و پیشرفت فناوری‌های ساختمانی منجر به توسعه ساختمانهای سنگی بزرگ گردید. ساختمان‌های کمکی نیز شامل سالن‌های اجتماع شهرها، خانه‌ها، پل‌ها و انبارهای کلیسا بودند. کشتی سازی با استفاده از روش دنده و تخته بهبود یافت و به جای سیستم رومی قدیمی که مرگ و میر کارگران را به‌همراه داشت بکار گرفته شد. از پیشرفت‌های دیگر کشتی‌ها، استفاده از بادبان سه‌گوش و سکان بود که هر دوی آنها سرعت حمل و نقل کشتی‌ها را افزایش دادند.
در امور نظامی استفاده از پیاده‌نظام با نقش‌های ویژه افزایش یافت. همراه با سواره نظام سنگین که هنوز هم نیروی مسلط بود، ارتش‌ها چه سواره نظام یا پیاده اغلب نفرات مسلط به تیر و کمان و همچنین سربازان نقب‌زن و مهندسی داشتند. استفاده از تیر و کمان، که از اواخر دوران باستان شناخته شده بود، به دلیل افزایش جنگ‌های محاصره نظامی در سده‌های ۱۰ و ۱۱ تا حدی افزایش یافت. اما استفاده روزافزون از آن در سده دوازدهم و سیزدهم منجر به ایجاد و استفاده از کلاه ایمنی صورت بسته، زره‌های سنگین بدن و همچنین زره اسب شد. باروت از اواسط سده سیزدهم در اروپا شناخته شده بود و استفاده از آن در سال ۱۳۰۴ در جنگ‌های بین انگلیسی‌ها و اسکاتلندی‌ها ثبت شده بود. گرچه در همان موقع نیز باروت اصلاً به عنوان یک ماده انفجاری و نه یک سلاح شناخته می‌شد. در دهه ۱۳۲۰ از توپ برای محاصره استفاده می‌شد و اسلحه‌های دستی تا دهه ۱۳۶۰ مورد استفاده قرار می‌گرفتند.

### معماری، هنر و موسیقی

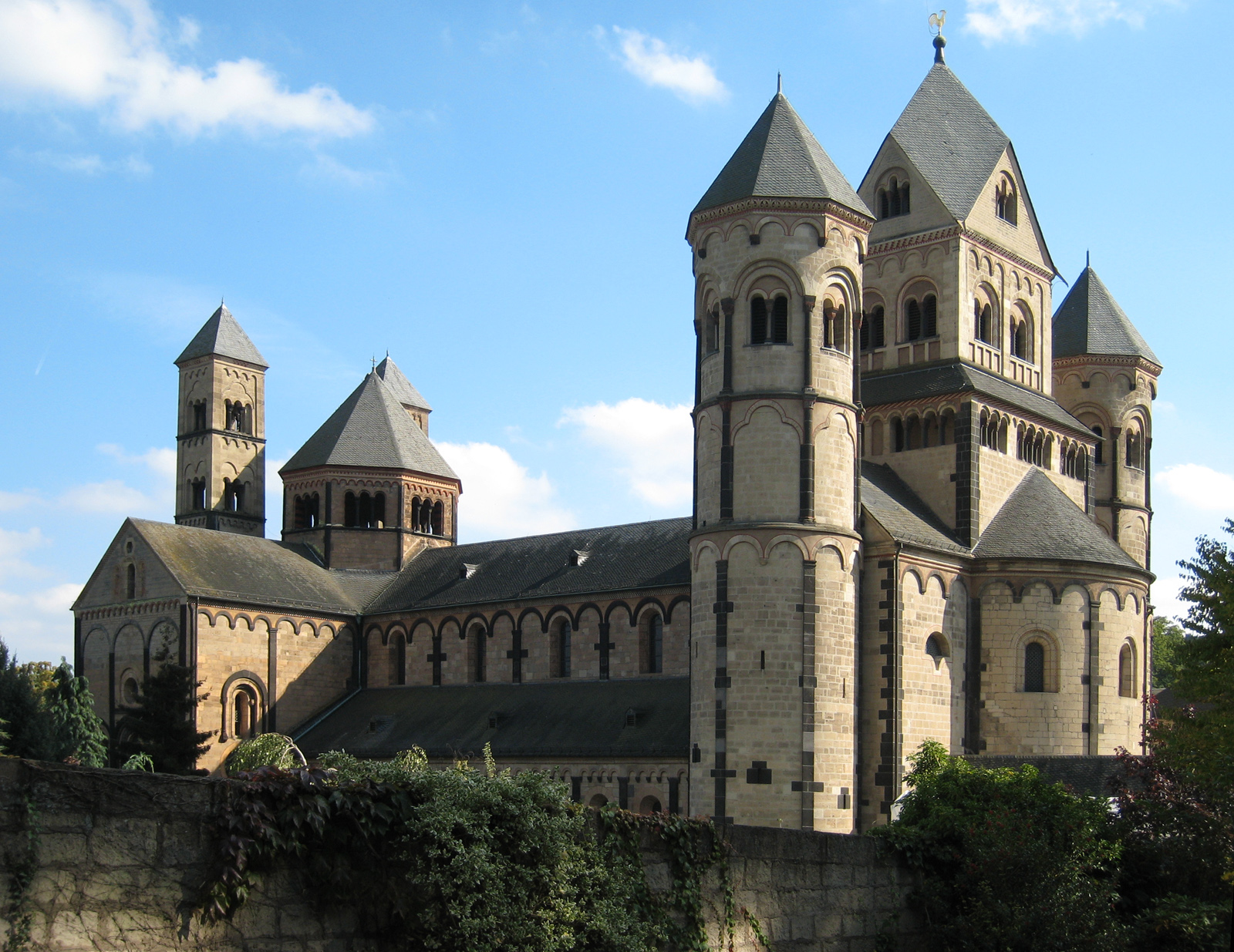
کلیسای سبک معماری رمانسک ماریالچ در آلمان

در سده دهم تأسیس کلیساها و صومعه‌ها به توسعه معماری سنگی راه یافت که فرم‌های رومی بومی را ارائه می‌داد، که از آن اصطلاح «رمانسک» گرفته شده است. در صورت موجود بودن، ساختمانهای آجری و سنگی رومی قدیم‌تر بازیافت شده و از مصالح آنها استفاده می‌شد. این سبک که در آغاز آزمایشی خود به رمانسک اول موسوم بود شکوفا و به شکلی کاملاً یکسان در اروپا گسترش یافت. درست قبل از سال ۱۰۰۰، موج بزرگی از ساخت کلیساهای سنگی در سراسر اروپا جریان داشت.
ساختمان‌های سبک معماری رومانسک دارای دیوارهای سنگی عظیم هستند که با طاق‌های نیم دایره‌ای در ورودی خود و پنجره‌های کوچک مشخص می‌شوند. طاق‌های سنگی قوسی و سردر بزرگ با مجسمه‌های رنگی با نقش برجسته به یک ویژگی اصلی نمای ورودی این ساختمان‌ها، به‌ویژه در فرانسه، تبدیل شده است. سرستونها اغلب با صحنه‌هایی از هیولا و حیوانات تخیلی، که هر یک روایت‌گوی وقایع زمان هستند، حک شده بودند. به گفته مورخ هنرشناس سی.آر. دادْوِل، «تقریباً تمامی کلیساها در غرب با نقاشی‌های روی دیوار تزئین شده‌اند» که معدودی از آنها باقی مانده‌اند. همزمان با پیشرفت در معماری کلیسا، قلعه‌ها در اروپا شکلی متمایز یافتند و در سیاست و جنگ نقشی مهم و حیاتی یافتند.
هنر رمانسک، به ویژه فلزکاری، از پیشرفته‌ترین هنرهای مناطق اروپای شمال میانی بود، که در آن شخصیت‌های برجسته هنری از جمله نیکلاس وردون فرانسوی (درگذشتهٔ ۱۲۰۵) پدیدار شدند. سبک تقریباً کلاسیک هنر یونان باستان نیز در آثاری مانند حوض غسل تعمید در کلیسای سنت بارتولوموی در شهر لیژ بلژیک دیده می‌شود. در تقابل با اشکال حیوانات که گاه پیچیده می‌نمود از شمعدان گلاستر، همان که امروزه هم رواج دارد، استفاده می‌شد. کتاب مقدس با خطوط براق در قطع بزرگ و مزامیرنامه‌ها، اشکالی معمول از نسخه‌های لوکس بودند. نقاشی‌های دیواری نیز در کلیساها ظهور کردند که اغلب آنها طرحی از روز حساب در دیوار غربی، مسیح با شکوه در انتهای شرقی، و روایاتی از کتاب مقدس در شبستان کلیسا می‌باشند. یکی از بهترین نمونه‌های این دوران که هم‌اکنون نیز ماندگار است طاق آهنگ در کلیسای سن ساوین -سور-گارتمپه فرانسه است.

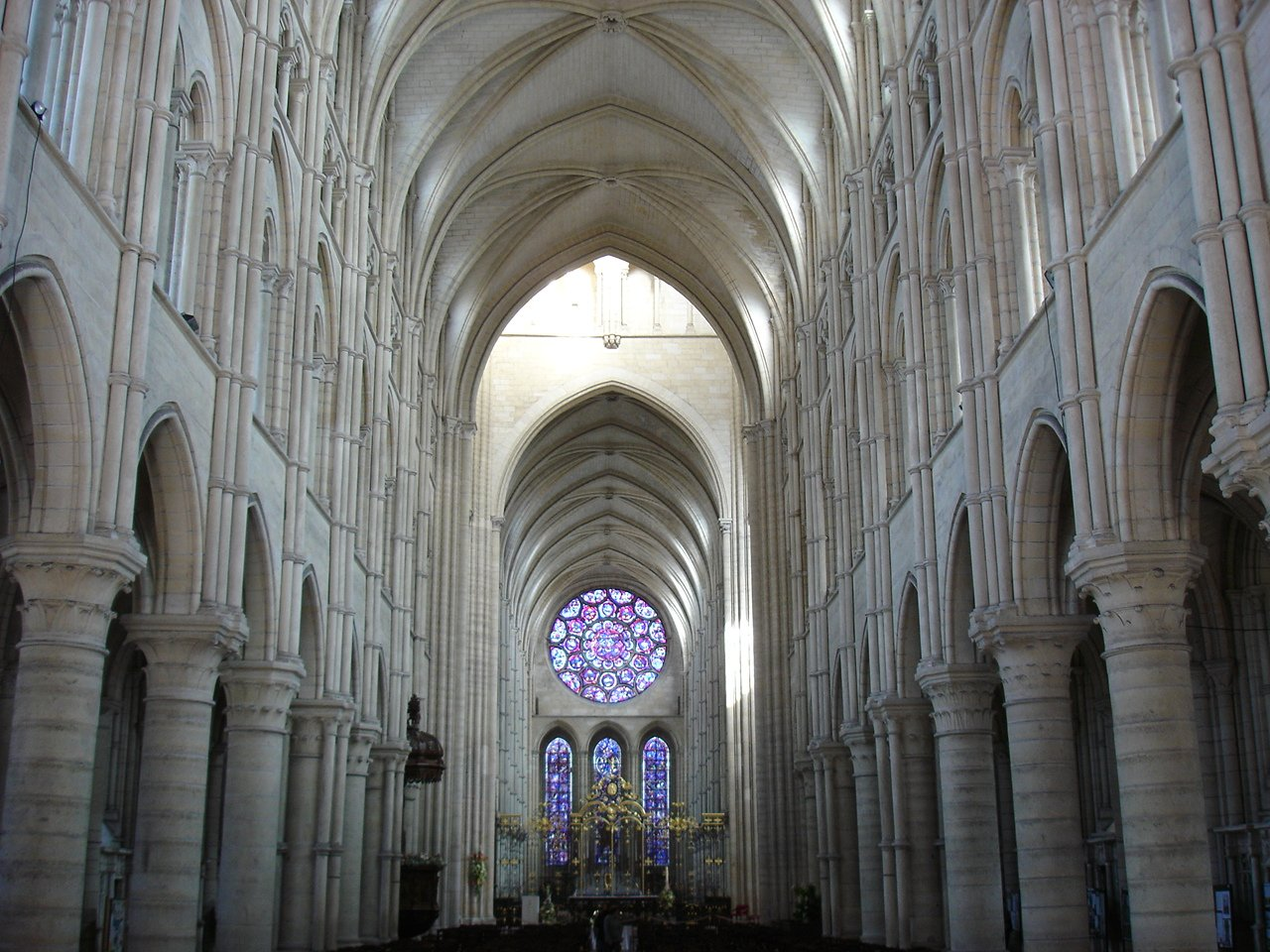
سبک معماری گوتیک - فضای داخلی کلیسای جامع لائون ۰ فرانسه

در ساختمان‌سازی‌های اوایل سده دوازدهم میلادی، در فرانسه، معماری گوتیک توسعه یافت. این سبک از طاق‌های دنده دنده، کریدورهای مدور، بادگیرهای عقبی، و پنجره‌های بزرگ با شیشه‌های رنگی ویترا استفاده می‌کرد. این سبک تا سده شانزدهم عمدتاً در کلیساهای کوچک و بزرگ اروپا استفاده می‌شد. نمونه‌های کلاسیک معماری گوتیک ار جمله کلیسای جامع شارتر و کلیسای جامع رنس در فرانسه و کلیسای جامع سالزبری در انگلستان می‌باشند. شیشه رنگی به یک عنصر مهم در طراحی کلیساهایی تبدیل شد که همچنان از نقاشی‌های دیواری گسترده استفاده می‌کردند، که اکنون تقریباً همه از بین رفته‌اند.
در این دوره، طلاکاری نسخه‌های دست نوشته به تدریج از صومعه‌ها به کارگاه‌های معمول داده شد. به طوری که طبق گفته تاریخ‌نویس آمریکایی جانتا بنتون «تا سال ۱۳۰۰ میلادی اکثر راهبان کتاب‌های خود را از مغازه‌ها خریداری می‌کردند» و کتاب ساعات جای خود را به عنوان نوعی کتاب فداکاری برای افراد غیر روحانی باز کرد. فلزکاری همچنان پرحیثیت‌ترین کارهای هنری بشمار می‌رفت که از آن میان کنده‌کاری‌های شهر لیموژ فرانسه نمونه‌ای محبوب و نسبتاً مقرون به صرفه برای ساخت اشیائی مانند صندوق اشیاء متبرکه و صلیب بود. در ایتالیا نوآوری‌های چیمابوئه و دوچو و پس از آن استاد گوتو (جوتو دی بوندونه) (درگذشتهٔ ۱۳۳۷)، دلنوازی و جایگاه نقاشی دیواری و فرسکو را بسیار بالا برد. شکوفایی سده دوازدهم منجر به تولید بیشتر هنر سکولار شد. بسیاری از اشیاء ساخته شده از عاج کنده‌کاری شده مانند ابزار بازی، شانه، و صورتک‌های مذهبی کوچک هنوز باقی مانده‌اند.

### زندگی کلیسا

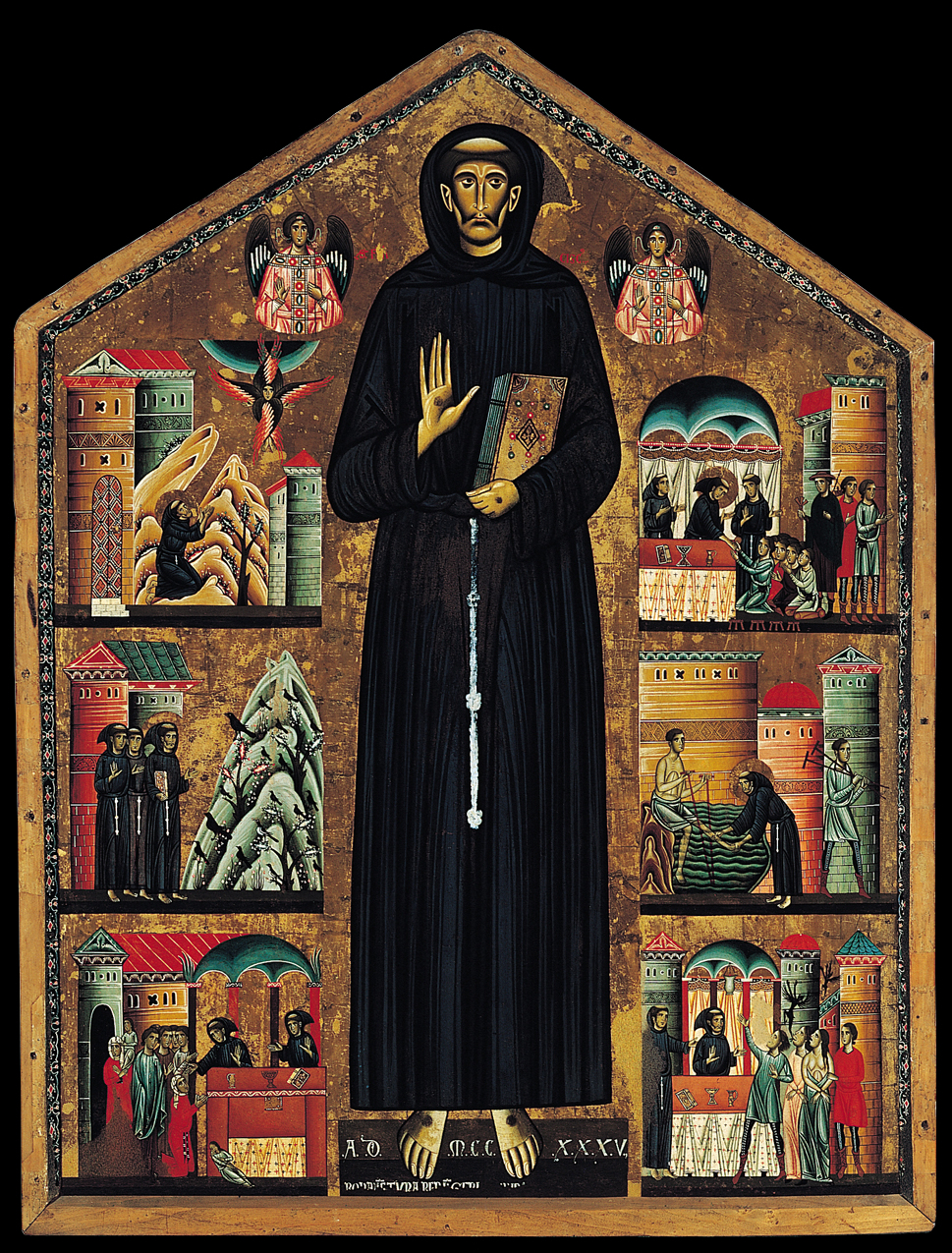
تصویر فرانسیس آسیزی بنیانگذار مکتب فرانسیسکویی‌ها، نقاشی شده در سال ۱۲۳۵

اصلاحات صومعه در طول سده یازدهم به موضوعی مهم تبدیل شد. این پس از آن بود که این نگرانی پیش آمد که راهبان قوانین سختی که آنها را به یک زندگی کاملاً مذهبی وصل می‌کند، رعایت نمی‌کنند. یک حرکت بزرگتر اصلاحات صومعه در پاسخ به این نگرانی کلیسای کلونی بود که در سال ۹۰۹ در شهر ماکن فرانسه تأسیس شد. کلونی به سرعت شهرت خود را برای ریاضت و سختگیری برقرار کرد، این تلاشی برای حفظ کیفیت بالای زندگی معنوی با قرار دادن خود تحت حمایت کلیسا و با انتخاب راهب اعظم خود بدون دخالت افراد غیر روحانی بود. به این ترتیب اینان استقلال اقتصادی و سیاسی خود را از اربابان و قدرت‌مداران محلی حفظ می‌کردند.
اصلاحات صومعه الهام بخش تغییراتی در کلیسای سکولار بود. آرمانهایی که این تغییرات بر اساس آن بنا شده بود توسط پاپ لئون نهم (پاپ ۱۰۴۹–۱۰۵۴) به کلیسای پاپ وارد شد، و ایدئولوژی استقلال روحانی را فراهم آورد که منجر به مشاجرات نوینی در اواخر سده یازدهم شد. این امر پاپ گریگوری هفتم (پاپ ۱۰۷۳–۸۵) و امپراتور هنری چهارم را هم شامل می‌شد که در ابتدا بر سر مناصب اسقفی در نزاع افتادند. این اختلافات بعداً به نبرد بر سر ایده‌های تفویض منصب، ازدواج در روحانیون و کنار زدن مقدسات منجرشد. امپراتور حمایت از کلیسا را از مسئولیت‌های خود می‌دانست و همچنین مایل به حفظ حق انتصاب انتخاب‌های خود به عنوان اسقف در سرزمین‌های خود بود. اما کلیسای پاپ بر استقلال کلیسا از اعیان سکولار اصرار داشت. این مسائل پس از مصالحه سال ۱۱۲۲ معروف به قرارداد ورمز (Concordat of Worms) حل ناشده باقی ماندند و به مرحله مهمی در ایجاد سلطنت کلیسا جدا از و برابر با مقامات غیر روحانی تبدیل شدند. مناقشات همچنین یک نتیجه دائمی به دنبال داشت که همانا دادن قدرت و اختیارات به شاهزاده‌های آلمانی به هزینه امپراطوران آلمانی بود.

قرون وسطای متاخر دوره‌ای از جنبش‌های بزرگ مذهبی بود. در این دوره، علاوه بر جنگ‌های صلیبی و اصلاحات صومعه، مردم نیز به‌دنبال اشکال جدیدی از زندگی مذهبی بودند. در صومعه، شعبات جدیدی از جمله کارتوسیان و سیسترسی‌ها به وجود آمد، که این دومی، به‌ویژه در سال‌های اولیه‌اش تحت هدایت برنارد کلروو (درگذشتهٔ ۱۱۵۳) به سرعت گسترش یافت. این شعبات جدید در پاسخ به برداشت مردم عوام شکل گرفت که دیگر رهبانیت بندیکتی را پاسخگوی خواست‌ها و نیاز خود نمی‌دیدند؛ که به همراه کسانی که مایل به ورود به زندگی مذهبی بودند، خواستار بازگشت به رهبانیت ساده‌تر زاهد در مسیحیت اولیه، یا زندگی یک حواری بودند. زیارت‌های مذهبی نیز رونق گرفتند. بازدیدکنندگان اماکن زیارتی قدیمی مانند رم، اورشلیم و کامپوستلا (کلیسای جامع سانتیاگو ده کومپوستلا) افزایش یافتند، و اماکن جدید نیز از جمله معبد مونت سنت آنجلو و کلیسای باسیلیکا ده سنت نیکولا در شهر گارگانو و باری در ایتالیا به شهرت رسیدند.

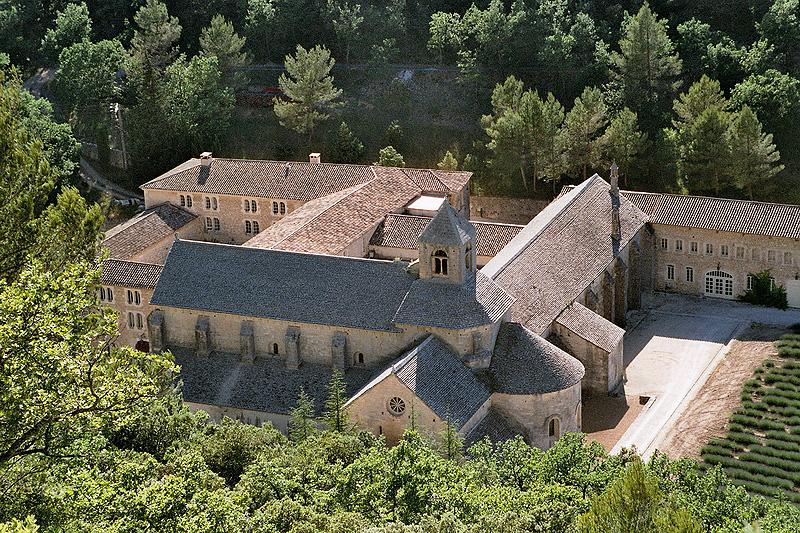
کلیسای سنانک در گوردس، فرانسه

در سده سیزدهم طریقت‌های صدقه‌گیر – فرانسیسکویی‌ها و فرقه دومینیکن کسانی که به فقر هم‌سوگند می‌شدند و از راه گدایی امرارمعاش می‌کردند، مورد تأیید کلیسای پاپ قرار گرفتند. گروه‌های مذهبی دیگر مانند والدوسیان و هومیلیاتی نیز تلاش کردند به مسیحیت اولیه سده‌های ۱۲ و اوایل ۱۳ بازگردند اما کلیسای پاپ آنها را مرتد خواند. دیگران به کاتاریسم پیوستند، جنبش بدعت‌گذار دیگری که محکوم به گرایش به پاپ بود. در سال ۱۲۰۹، یک جنگ صلیبی علیه کاتارها موعظه و تبلیغ شد، جنگ صلیبی کاتاری، که در ترکیب با تفتیش عقاید قرون وسطایی، آنها را از میان برداشت.

## قرون وسطای متأخر

### جنگ، قحطی و طاعون
نخستین سال‌های سدهٔ چهاردهم هنگامی بود که قحطی‌های زیادی روی داد که نقطهٔ اوج آن را می‌توان قحطی بزرگ (۱۳۱۵–۱۳۱۷) دانست. دلیل اصلی این قحطی بزرگ را می‌توان دوران آهستهٔ گذار از دوره گرمایش قرون وسطایی به عصر یخبندان کوچک دانست که با از بین بردن محصولات کشاورزی به علت بدی آب‌وهوا، باعث آسیب‌پذیری جوامع انسانی گردید. در میان سال‌های ۱۳۱۳–۱۳۱۴ و ۱۳۱۷–۱۳۲۱ م، میزان بارش باران در اروپا به شدت افزایش یافت که در نتیجه محصولات کشاورزی را از میان برد. همچنین این تغییرات آب‌وهوایی — که باعث کاهش میانگین سالانهٔ دما در اروپا گردید — با یک رکود اقتصادی نیز همراه گشت.

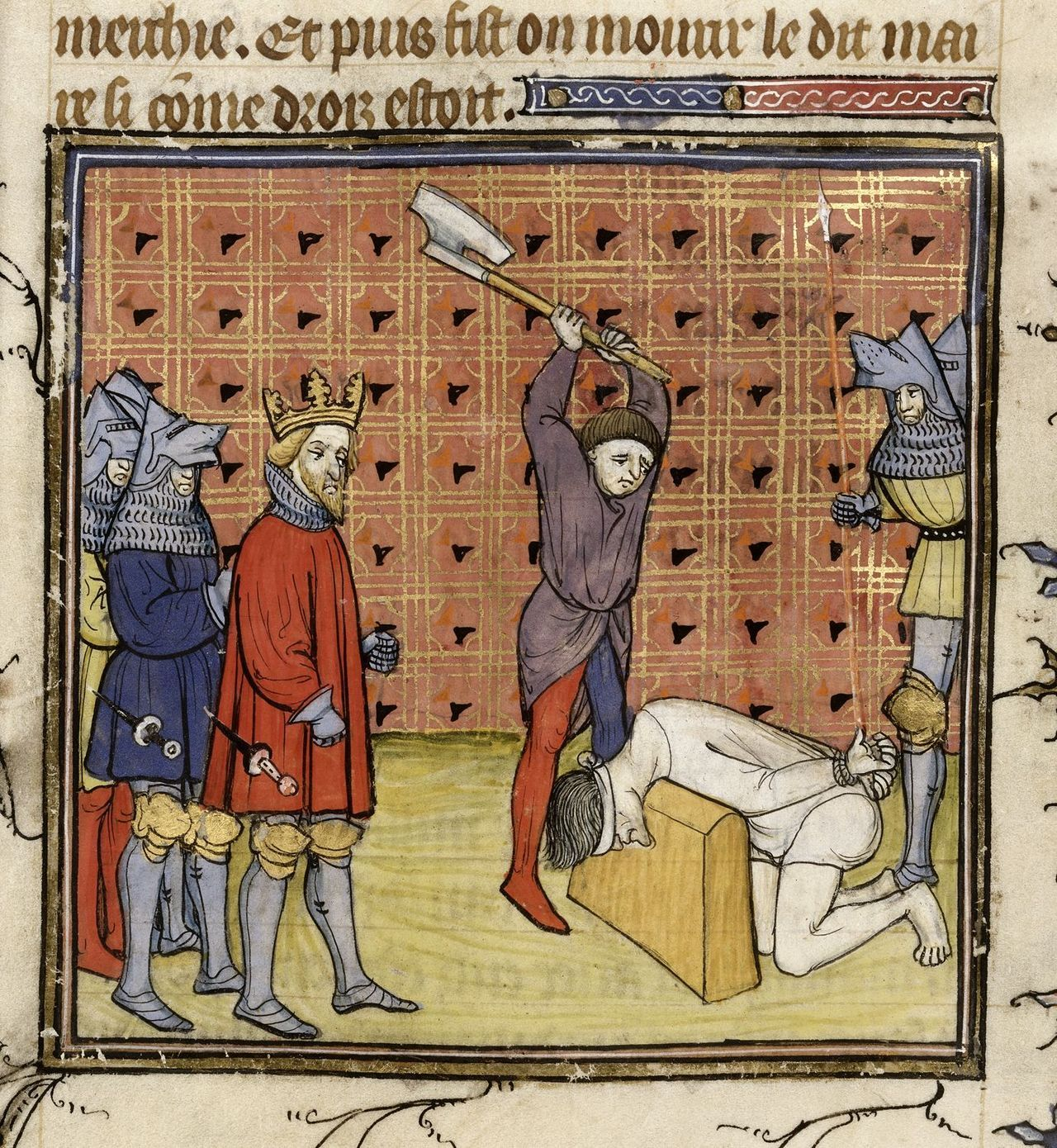
گردن‌زدن رهبران شورش ژاکری، از یک نسخه خطی متعلق به سده چهاردهم

این مشکلات با شیوع مرگ سیاه در سال ۱۳۴۷ م شدت یافت؛ این بیماری یک همه‌گیری جهانی بود که درطی ۳ سال در سراسر اروپا گسترده گشت. این همه‌گیری باعث مرگ نزدیک به یک سوم جمعیت سراسر اروپا، یعنی حدوداً ۳۵ میلیون نفر گردید. شهرها به دلیل تراکم جمعیت زیاد، تلفات و آسیب‌های بیشتری متحمل شدند. در مناطق وسیعی، شمار ساکنان به شدت کاهش یافت به‌طوری که در برخی مکان‌ها، زمین‌های کشاورزی بدون استفاده رها گردیدند. اربابان و لُردهای بزرگ برای جلب کارگران کم‌شمار زنده‌مانده به مزارع خود، دستمزدها را افزایش دادند. مشکلات دیگری همانند کرایه‌های کمتر و تقاضای کمتر برای غذا نیز، باعث کاهش شدید درآمدهای حاصل از کشاورزی گردید. همچنین کارگران شهری نیز احساس کردند که درآمدشان باید افزایش یابد در نتیجه چندین شورش‌های مردمی در اروپا به وقوع پیوست. از این شورش‌ها می‌توان به شورش ژاکری در فرانسه، شورش دهقانان در انگلیس، و شورش در شهرهای فلورانس در ایتالیا وخنت و بروخه در فلاندرز، اشاره نمود. ضربات روحی ناشی از طاعون باعث افزایش ایمان و تقوا در اروپا گردید، و همچنین باعث ایجاد گروه‌های تازهٔ نیکوکاری، ریاضت‌کشانِ (flagellants) و آزار، اذیت و اخراج یهودیان گردید. در ادامهٔ سده چهاردهم، شرایط روی به بهبودی نگذاشت زیرا طاعون در دوره‌های متناوب بازمی‌گشت و آسیب‌هایی را به مردم وارد می‌ساخت.

### جامعه و اقتصاد
جوامع در سرتاسر اروپا با جابجایی‌های که به دلیل مرگ سیاه ایجاد می‌شد، روبرو بودند. زمین‌های حاشیه‌ای که حاصلخیز بودند، رها شده بودند؛ زیرا بازماندگان توانستند مناطق حاصلخیزتری را به‌دست آورند. اگرچه رعیت داری در اروپای غربی کاهش یافت، اما در اروپای شرقی بیشتر شد، زیرا صاحبان زمین آن را بر روی مستاجران خود که قبلاً آزاد بوده‌اند، اعمال کردند.
اکثر دهقانان در اروپای غربی توانستند کارهایی را که قبلاً به مالکان خود بدهکار بودند به اجاره نقدی تغییر دهند. درصد سرف‌ها در میان دهقانان از ۹۰در صد تا حدود ۵۰ درصد در پایان دوره کاهش یافت. صاحبان زمین نیز از منافع مشترک شان با دیگر زمین داران آگاه شد ند و به هم پیوستند تا امتیازات خود را از دولت‌هایشان پیگیری کنند. تقریباً با اصرار زمینداران دولت‌ها با وضع قوانینی تلاش کردند شرایط را به پیش از از مرگ سیاه بازگردانند. افراد غیر روحانی به‌طور فزاینده دانایی کسب کردند، و جمعیت شهری شروع به تقلید از تعارفات و فتوت‌های اشراف کردند.
جوامع یهودی از انگلستان در سال ۱۲۹۰ و از فرانسه در ۱۳۰۶ اخراج شدند. گرچه بعضی از آن‌ها مجاز به بازگشت به فرانسه بودند، اکثر آن‌ها برنگشتند. بسیاری از یهودیان به سمت شرق مهاجرت کردند و در لهستان و مجارستان سکنی گزیدند. یهودیان از اسپانیا در سال ۱۴۹۲ اخراج شدند و به ترکیه، فرانسه، ایتالیا و هلند پراکنده شدند.
در سده سیزدهم بانکداری در ایتالیا رونق یافت که به دلیل جنگ‌های دوران و نیاز کلیسای پاپ به گردش پول در میان پادشاهی‌ها این رونق در سده چهاردهم هم ادامه یافت. بسیاری از بنگاه‌های بانکی ریسک می‌پذیرفتند و به خانواده‌های سلطنتی وام می‌دادند که در صورت عدم توانایی خاندان به برگشت وام تمامی سرمایه خود را از دست می‌دادند و ورشکست می‌شدند.

### خیزش دولت‌ها

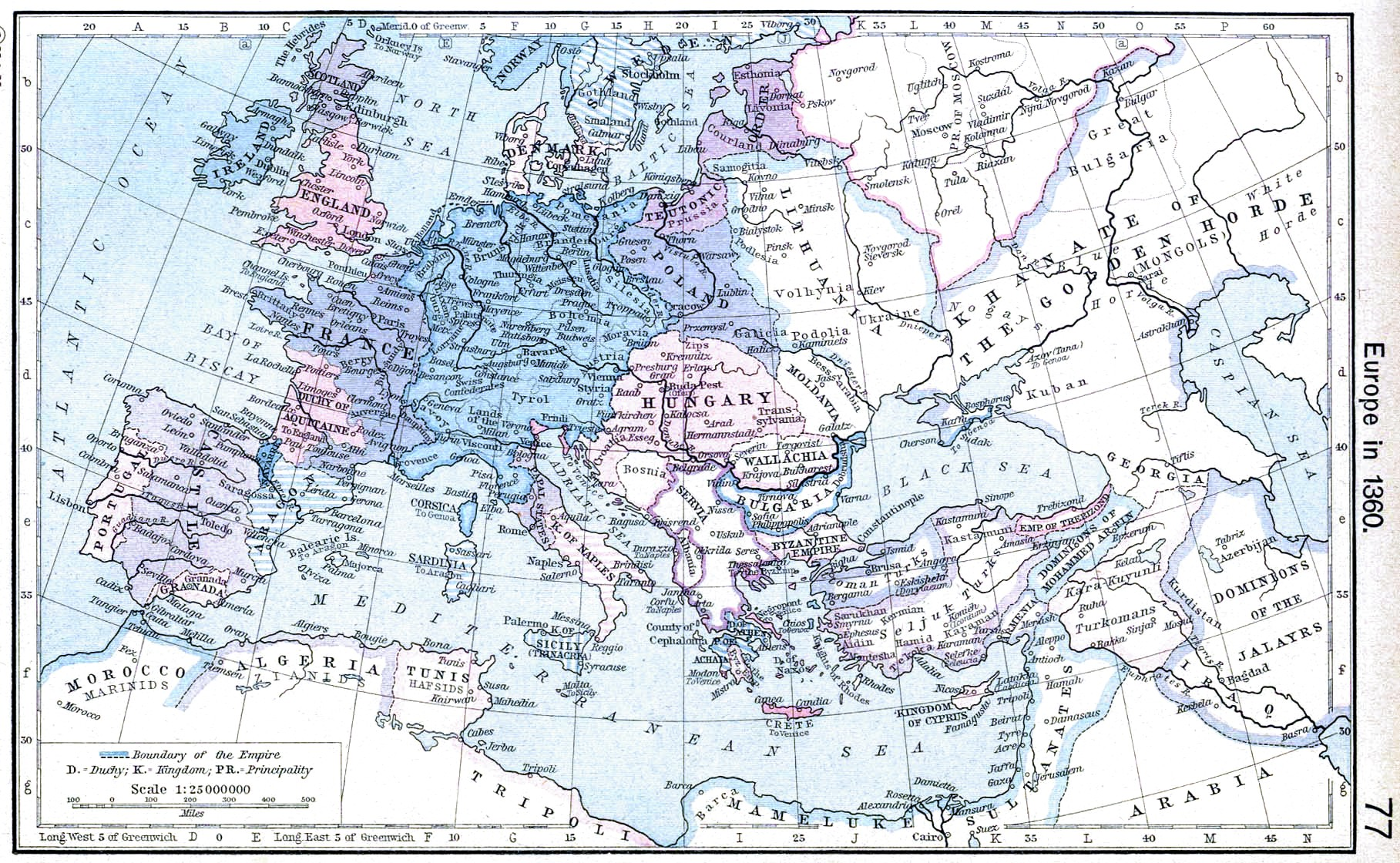
نقشه اروپا ۱۳۶۰

چندین دولت ملی قدرتمند مبتنی بر سلطنت در سراسر اروپا در اواخر قرون وسطی، به ویژه در انگلستان، فرانسه و پادشاهی مسیحی شبه‌جزیره ایبری، در تاج آراگون، کاستیل و پرتغال رشد یافتند. درگیری‌های طولانی در این دوران، کنترل سلاطین بر سرزمینشان را تقویت کرد که به شدت بر دهقانان سخت می‌گرفتند. پادشاهان از جنگ بهره‌مند می‌شدند چرا که جنگ قوانین سلطنتی را گسترش می‌داد و زمین‌هایی را که مستقیماً تحت کنترلشان بود افزایش می‌داد.
پرداخت هزینه‌های جنگ‌ها نیازمند روش‌های مالیاتی مؤثرتر و کارآمدتر بود و در نتیجه نرخ مالیات اغلب افزایش می‌یابد.
الزام به دست آوردن رضایت مالیات دهندگان، نمایندگان مجلس مانند پارلمان انگلیس و اجلاس عمومی فرانسه را به قدرت و اقتدار رساند.

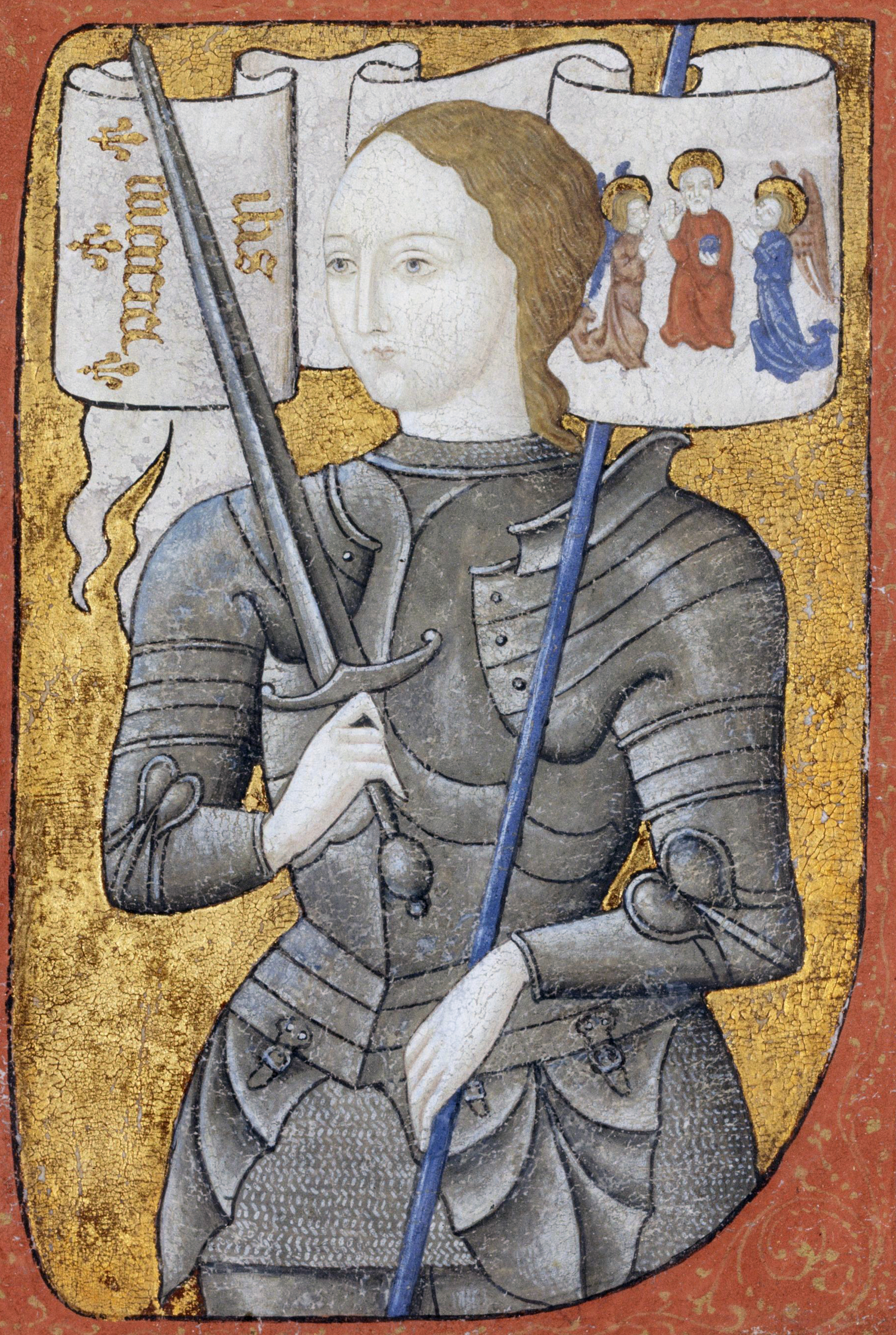
ژاندارک تصویری از سده پانزدهم

در طول سده ۱۴، پادشاهان فرانسوی تلاش کردند نفوذ خود را با هزینه املاک اشراف گسترش دهند. اما وقتی تلاش کردند املاک پادشاهان انگلیسی در جنوب فرانسه را تصرف کنند به مشکلاتی برخوردند که نهایتاً به جنگ صد ساله راه برد. که از سال ۱۳۳۷ تا ۱۴۵۳ به طول کشید. . [۲۸۰] در اوایل جنگ انگلیسی‌ها تحت فرماندهی ادوارد سوم (۱۳۲۷ تا ۷۷) و پسرش ادوارد، شاهزاده سیاه (سال۱۳۷۶)، درجنگ‌های کرسی و نبرد پواتیه به پیروزی رسیدند، شهر کاله را تصرف کردند و کنترل بخش بزرگی از فرانسه را به دست آوردند. فرانسه دوباره به وضعیت انحلال رسید. اما در اواخر دهه ۱۴۲۰، موفقیت‌های نظامی ژاندارک (دسامبر ۱۴۳۱) منجر به پیروزی فرانسه و ضبط آخرین اموال انگلیسی‌ها در جنوب فرانسه در سال ۱۴۵۳ شد. قیمت گرفته شده بسیار بالا بود، چرا که جمعیت فرانسه در پایان جنگ تقریباً نصف جمعیتی بود که در آغاز درگیری‌ها بود. اما برعکس جنگ‌ها تأثیر مثبتی بر هویت ملی انگلیس گذاشتند. کار زیادی انجام شد تا هویت‌های مختلف محلی در یک آرمان ملی انگلیسی ترکیب شدند.
درگیری با فرانسه خود به شکل‌گیری یک فرهنگ ملی در انگلستان جدا از فرهنگ فرانسوی که قبلاً فرهنگ غالب بود کمک کرد. غلبه تیر و کمان‌های بلند انگلیسی درنخستین مراحل جنگ صد ساله شروع شد و توپ‌ها در صحنه نبرد کرسی در سال ۱۳۴۶ ظاهر شدند.
در المان مدرن، امپراتوری مقدس روم به حاکمیت خود ادامه داد. اما ماهیت گزینشی تاج امپراتوری مفهومش این بود که هیچ سلسله پایداری وجود نداشت که در آن یک دولت قوی بتواند شکل بگیرد. کمی دورتر به سمت شرق پادشاهی‌های لهستان مجارستان و بوهم قدرت گرفتند. در ایبریا حکمرانان مسیحی همچنان زمین‌های حکومت‌های مسلمان شبه جزیره را تصرف می‌کردند. پرتغال طی سده پانزدهم، روی توسعه در خارج مرزهایش متمرکز شد. درحالی‌که دیگر پادشاهی‌ها مشغول مسائل جانشینی و دیگر اختلافات درونی خود بودند. انگلستان بعد از شکست در جنگ‌های صد ساله برای مدتی از جنگ‌های داخلی طولانی که به جنگ رزها معروف شدند و تا دهه ۱۴۹۰ هم طول کشید رنج می‌برد و فقط زمانی پایان یافت که هنری تئودور (۱۴۸۵ تا ۱۵۰۹ ملقب به هنری هفتم)، به پادشاهی رسیدو با پیروزیش بر ریچارد سوم (۱۴۸۳ تا ۱۴۸۵) در نبرد بازورث فیلد قدرت را در ۱۴۸۵ متمرکز کرد.
در اسکاندیناوی، در دانمارک مارگارت اول دانمارک (۱۳۵۷ تا ۱۴۱۲) نروژ، دانمارک و سوئد را در تحت اتحاد کالمار متمرکز کرد که تا سال ۱۵۲۳ ادامه یافت. قدرت اصلی در کنار دریای بالتیک لیگ هانزا، یک کنفدراسیون تجاری شهرها بود که که از اروپای غربی به روسیه تجارت می‌کرد. اسکاتلند تحت فرماندهی رابرت یکم (اسکاتلند) (۱۳۰۶ تا ۱۳۲۹) از زیر سلطه انگلستان بیرون آمد که در سال ۱۳۲۸با گرفتن موافقت پاپ پادشاهیش را تضمین کرد.

### فروپاشی بیزانس
اگرچه امپراتورهای پالایولوگی قسطنطنیه را از اروپایی‌های غربی و در ۱۲۶۱ م باز پس‌گرفتند، اما آن‌ها دیگر نتوانستند کنترل همهٔ سرزمین‌هایی که پیش از این در اختیار داشتند را بدست‌آورند. آن‌ها تنها بخش کوچکی از شبه‌جزیره بالکان و در نزدیکی قسطنطنیه، خود این شهر و برخی از سرزمین‌های ساحلی پیرامون دریای سیاه و دریای اژه را کنترل می‌کردند. سرزمین‌های پیشین بیزانس در بالکان میان یه دولت تازهٔ پادشاهی صربستان، دومین امپراتوری بلغارستان و همچنین جمهوری ونیز تکه‌تکه گردید. قدرت امپراتوران بیزانس به‌وسیلهٔٔ یک قبیله تازهٔ ترک یعنی عثمانی‌ها تهدید می‌گردید؛ آنان در سده سیزدهم در آناتولی ساکن گردیده‌بودند و به‌طور مداوم در میان سده چهاردهم گسترش پیدا می‌کردند. عثمانی‌ها در سال ۱۳۶۶ م و با تبدیل بلغارستان به یک دولت دست‌نشانده، به اروپا راه یافتند و پس از شکست دادن صربستان در نبرد کوزوو در ۱۳۸۹ م، آن را نیز تسخیر نمودند. اروپایی‌های غربی در واکنش به این رویدادها و وضعیت مسیحیان بالکان جنگ‌صلیبی تازه‌ای را در سال ۱۳۹۶ م اعلان نمودند که در نتیجه سپاه بسیار بزرگی به بالکان فرستاده شد و در نبرد نیکوپولیس شکست خوردند. سرانجام، قسطنطنیه در سال ۱۴۵۳ م و به‌دست عثمانی‌ها تسخیر گردید.

### درگیری در کلیسا

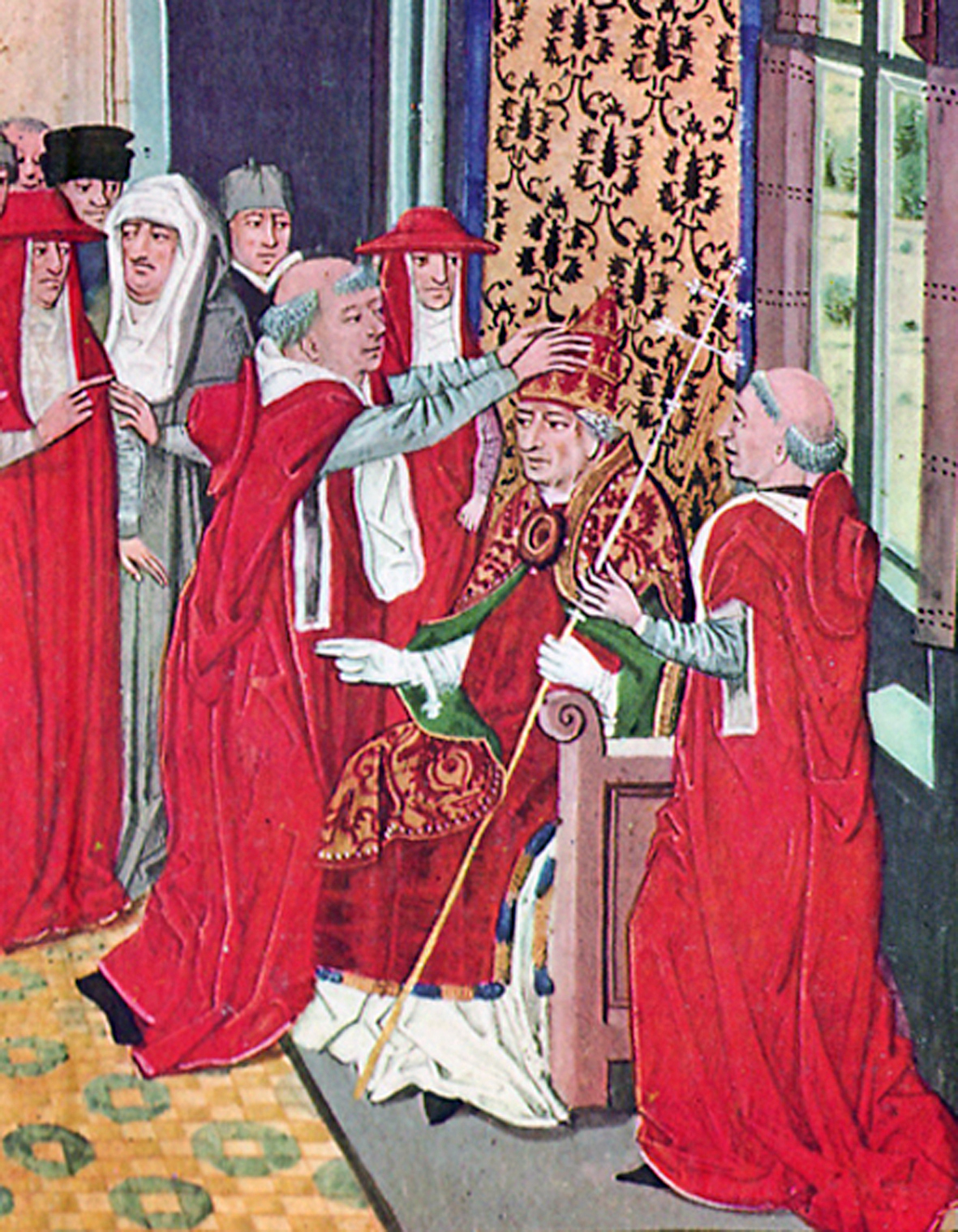
گی بولون تاج را بر سر پاپ گریگوری یازدهم می‌گذارد. یک کار مینیاتوری از «تواریخ فرویسارت»

در طول سده پر آشوب چهاردهم، اختلافات درون رهبری کلیسا به پاپاسی آوینیون (۷۶–۱۳۰۹) منجر شد که همچنین «اسارت بابلیان پاپیون» نامیده می‌شد که اشاره به اسیران یهودی در بابل بود. سپس به دو دستگی غرب رسید که از سال ۱۳۷۸ تا ۱۴۱۸ ادامه داشت، زمانی که دو پاپ و سه پاپ رقیب وجود داشت که هر کدام را چندین ایالت پشتیبانی می‌کردند. مقامات کلیسایی در شورای کنستانس در سال ۱۴۱۴ جمع شدند. در سال بعد شورا یکی از پاپ‌های رقیب را کنار گذاشت و تنها دو نفر از متقاضیان را باقی گذاشت. پس از استماعات بیشتر، در ماه نوامبر ۱۴۱۷ شورا مارتین پنجم (پاپ ۱۴۱۷–۳۱) را به عنوان پاپ انتخاب کرد.
علاوه بر دو دستگی کلیسای غرب از درگیری‌ها در الهیات هم رنج می‌برد. برخی از آن‌ها به الحاد متمایل شدند جان الیزابت وایکلیف (درگذشته ۱۳۸۴)، خداشناس انگلیسی، آز آنجایی که می‌گفت مردم عامه می‌بایست به متن کتاب مقدس دسترسی داشته باشند و همچنین برای اعتقاداتش به عشای ربانی، که برخلاف دکترین کلیسا بود، در سال ۱۴۱۵ محکوم به ارتداد شد. تعالیم ویکلیف دو جنبش بزرگ مرتدین را که در سال‌های بعد قرون وسطی واقع شد تحت تأثیر قرار داد. لولاردی در انگلستان و هوسی‌ها در بوهمیا. جنبش بوهمیان با تعالیم یان هوس آغازیدن گرفت که خود او در سال ۱۴۱۵ پس از اینکه توسط شورای کنستانس محکوم شد، در آتش سوزانده شد. کلیسای هوسی‌ها، گرچه یک هدف جنگ‌های صلیبی بود اما بعد از قرون وسطی برجای ماند. ارتدادهای دیگری نسبت به کلیسا از جمله اتهامات علیه شوالیه معبد به وجود آمد، که منتهی به سرکوب آن‌ها در سال ۱۳۱۲ و تقسیم ثروت کلان بین پادشاه فرانسه فیلیپ چهارم فرانسه (۱۳۱۴–۱۲۸۵) و مهمان‌نوازها شد.
با توجه به اینکه تنها روحانیون مجاز به مصرف شراب در آیین عشای ربانی بودند آیین و عمل پاپ بعدها در سال‌های انتهایی قرون وسطی به تصفیه‌هایی دست یافت. این موضوع فاصله بین روحانیون و مردم عوام را بیشتر کرد. مردم عامه مراسم زیارت‌هایشان را انجام می‌دادند، آثار مقدس را ستایش می‌کردند و اعتقادشان به قدرت شیطان را نگه می‌داشتند. صوفی مسلکان مانند مایستر اکهارت (دسامبر ۱۳۲۷) و توماس کمپس (۱۴۷۱) آثاری را نوشتند که به عوام آموزش دادند که بر روی زندگی معنوی داخلی خود تمرکز کنند که این زمینه را برای اصلاحات پروتستان فراهم کرد. علاوه بر عرفان و صوفی گری، اعتقاد به جادوگران و جادوگری نیز گسترده شد. در اواخر سده پانزدهم کلیسا با محکوم کردن جادوگران در سال ۱۴۸۴ و تدوین جزوات و کتب در سال ۱۴۸۶مانند مالوس مالفیکاروم (پتک جادوگران)، که پر طرفدارترین دستورالعمل‌ها برای شکار جادوگران بود، شروع به اعتبار دادن به ترس همه گیر از جادوگری کرد.

### پژوهشگران، خردمندان و اکتشاف‌ها
در دوره قرون وسطای متاخر الهیونی همچون دانس اسکوتوس (متوفای ۱۳۰۸) و ویلیام اوکام (متوفای ۱۳۴۸) یک جریان عکس‌العملی را علیه روشنفکران اسکولاستیک و در اعتراض یه استفاده استدلال و عقل در مبانی ایمان رهبری می‌کردند.
تلاشهای آنها ایده غالب افلاطونی جهانی را تضعیف نمود. اصرار اوکام مبنی بر اینکه عقل مستقل از ایمان عمل می‌کند، راه را برای جدا کردن علم از الهیات و فلسفه هموار کرد. با پیشرفت مداوم قانون روم مطالعات حقوقی به قسمت‌هایی از فقه پرداخت که قبلاً توسط قوانین معمول اداره می‌شد. تنها استثناء از این روند انگلستان بود که قانون معمول مقدم بر بقیه بر جای ماند. سایر کشورها قوانین خود را تصویب کردند. کدهای حقوقی در کاستیل، لهستان و لیتوانی منتشر شد.

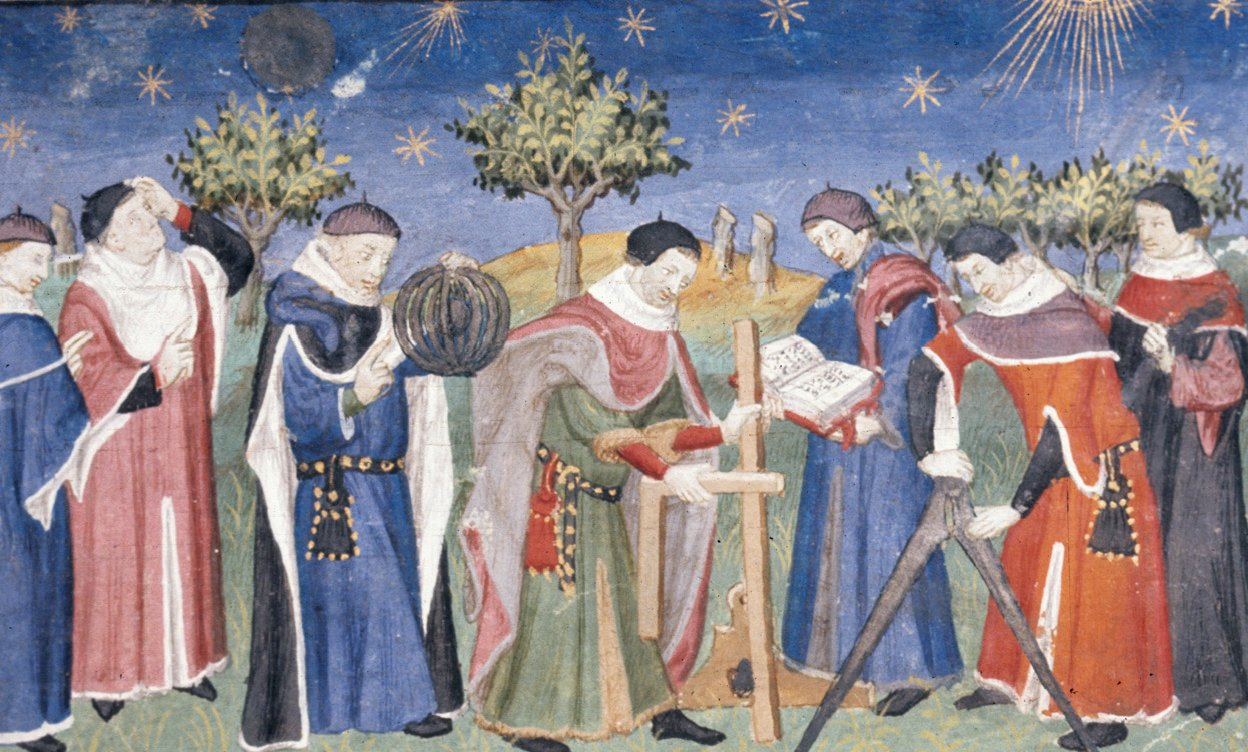
روحانیون در حال فراگیری اخترشناسی، هندسه و زبان فرانسه در اوائل سده پانزدهم

آموزش و پرورش هر چه بیشتر بر تعلیم روحانیون آینده متمرکز شد. فراگیری پایه حروف و اعداد در حیطه خانواده یا کشیش روستا باقی ماند. اما موضوعات ثانویه و کم‌اهمیت‌تر مانند تریوییم، دستور زبان، علم بیان، منطق در مدارس وابسته به کلیسای جامع یا مدارس مربوط به شهرها ارائه می‌شد. مدارس متوسطه تجاری گسترش یافت و در برخی از شهرهای ایتالیا بیش از یکی از آنها وجود داشت. دانشگاه‌ها نیز در سده ۱۴ و ۱۵ در سراسر اروپا گسترش یافتند. میزان سواد در میان مردم عوام بالا رفت اما هنوز کافی نبود. در یک تخمین در سال ۱۵۰۰ سواد در میان مردان ده درصد و در میان زنان یک درصد بود.
انتشار ادبیات بومی، در سده چهاردهم، با دانته آلیگیری (متوفای ۱۳۲۱)، فرانچسکو پترارک (متوفای ۱۳۷۴) و جووانی بوکاچیو (متوفای ۱۳۷۵) در ایتالیا، جفری چاسر (متوفای ۱۴۰۰) و ویلیام لنگلند (متوفای ۱۳۸۶) در انگلیس، و فرانسوا ویون (متوفای ۱۴۶۴) و کریستین دو پیزان (متوفای ۱۴۳۰) در فرانسه، گسترش یافت. بخش زیادی از ادبیات در اصل مذهبی ماند که گرچه بیشتر آن به لاتین نوشته می‌شد اما تقاضاهای جدیدی برای بردن زندگینامه قدیسین و دیگر جزوات نیایشی به زبانهای بومی ایجاد شد. رشد نهضت دِوُتیو مدرنا (Devotio Moderna) و برجسته‌تر از آن شکل‌گیری زندگی برادرانه و مشترک پیروان یک مذهب، و حتی آثار عارفان آلمانی همچون میستر اکهارت و یوهانس تاولر (متوفای ۱۳۶۱) نیز به رشد آن کمک کرد. تئاتر نیز با استفاده از نمایش کرامات که توسط کلیسا ساخته شده بود، توسعه یافت. در پایان این دوره، توسعه چاپ فشاری ـ در حدود سال ۱۴۵۰ ـ منجر به تأسیس بنگاه‌های انتشاراتی در سراسر اروپا تا سال ۱۵۰۰ شد.
در اوایل سده پانزدهم کشورهایی مانند شبه جزیره ایبریا اکتشافات فراتر از مرزهای اروپا را آغاز نمودند. پرنس هنری دریانورد از پرتغال (متوفای ۱۴۶۰) در طول عمر خود هیئت‌هایی برای اکتشاف جزایر قناری، آزور و کیپ ورد را اعزام کرد. این اکتشافات پس از مرگ او نیز ادامه پیدا کرد. در سال ۱۴۸۶ بارتولومئو دیاس (متوفای ۱۵۰۰) به حوالی دماغه امیدنیک رفت و در سال ۱۴۹۸ واسکو دو گاما (متوفای ۱۵۲۴) به حدود آفریقا و تا هند سفر کرد.
در سال ۱۴۹۲ پادشاهی اسپانیایی مشترک کاستیل و آراگون هزینه سفرهای اکتشافی کریستف کلمب (متوفای ۱۵۰۶) را تقبل کرد که آمریکا را کشف کرد.
در سال ۱۴۹۷ هنری هفتم (انگلستان) سفر دریایی جان کابوت (متوفای ۱۴۹۸) که در جزیره کیپ برتون پیاده شد را تقبل کرد.

### توسعه اقتصادی و نظامی

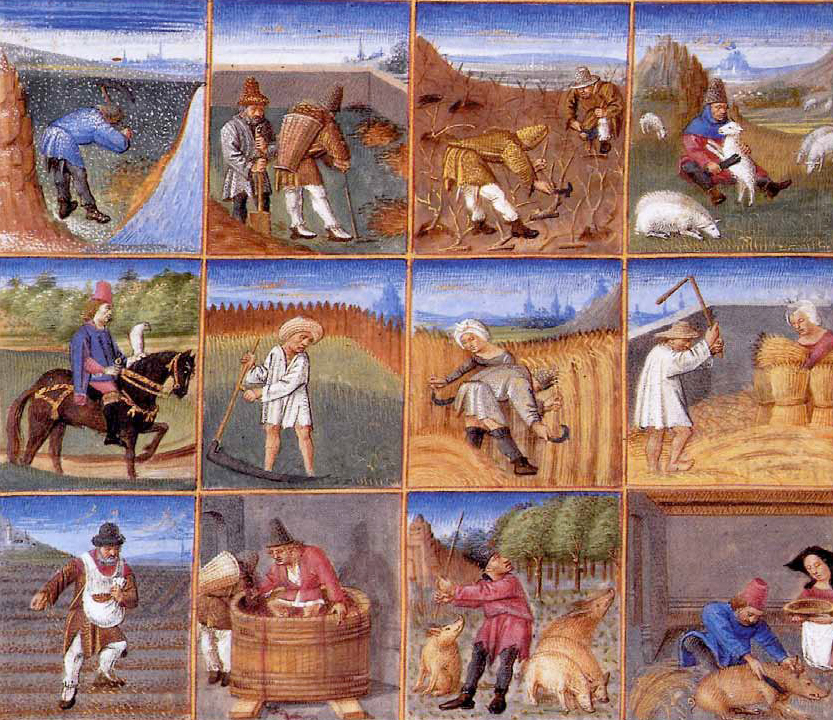
تقویم کشاورزی، مربوط به سال ۱۴۷۰

یکی از مهم‌ترین تحولات نظامی در اواخر قرون وسطی افزایش استفاده از پیاده‌نظام و سواره‌های سبک بود. انگلیسی‌ها از کمانداران نیز استفاده کردند اما سایر کشورها نتوانستند نیروهای مشابهی را با همان موفقیت ایجاد کنند. با بالا رفتن قدرت کمان‌ها لباس زره هم پیشرفته‌تر می‌شد. زره فلزی برای حفاظت سربازان در مقابل شلیک کمانداران دشمن و همچنین تفنگ‌های دستی تازه توسعه یافته ساخته شد. با توسعه نیروهای پیاده‌نظام فلاندر و سویسی سلاح‌های نوک تیز که با سرنیزه و دیگر نیزه‌های بلند مسلح شده بود اعتبار تازه‌ای گرفتند.
در کشاورزی استفاده از گوسفندان افزایش یافت که با پشم با الیاف بلندش نخ قوی‌تر برای تابیدن به‌دست می‌داد. علاوه بر این، چرخ نخ‌ریسی جایگزین دشکی سنتی برای ریسندگی پشم شد و تولید را تا سه برابر بالا برد یک مورد جدید که با وجود تکنیک پایین‌ترش اما بسیار بر زندگی معمول تأثیر گذاشت استفاده از دکمه برای بستن لباس بود؛ که باعث می‌شد لباس بدون استفاده از بند به‌طور مناسب‌تری بر تن فرد پوشیده شود. آسیاب‌های بادی دارای برج تصفیه شدند که اجازه می‌داد قسمت فوقانی آسیاب بادی بچرخد و در سمتی که باد می‌وزد قرار گیرد. کوره بلند در حدود سال ۱۳۵۰در سوئد پدیدار شد؛ که باعث افزایش تولید آهن و با کیفیت بالاتری شد. نخستین قانون ثبت اختراع در سال ۱۴۴۷ در ونیز حقوق مخترعان بر اختراعشان را تقویت کرد.

### هنر و معماری قرون وسطای پایانی

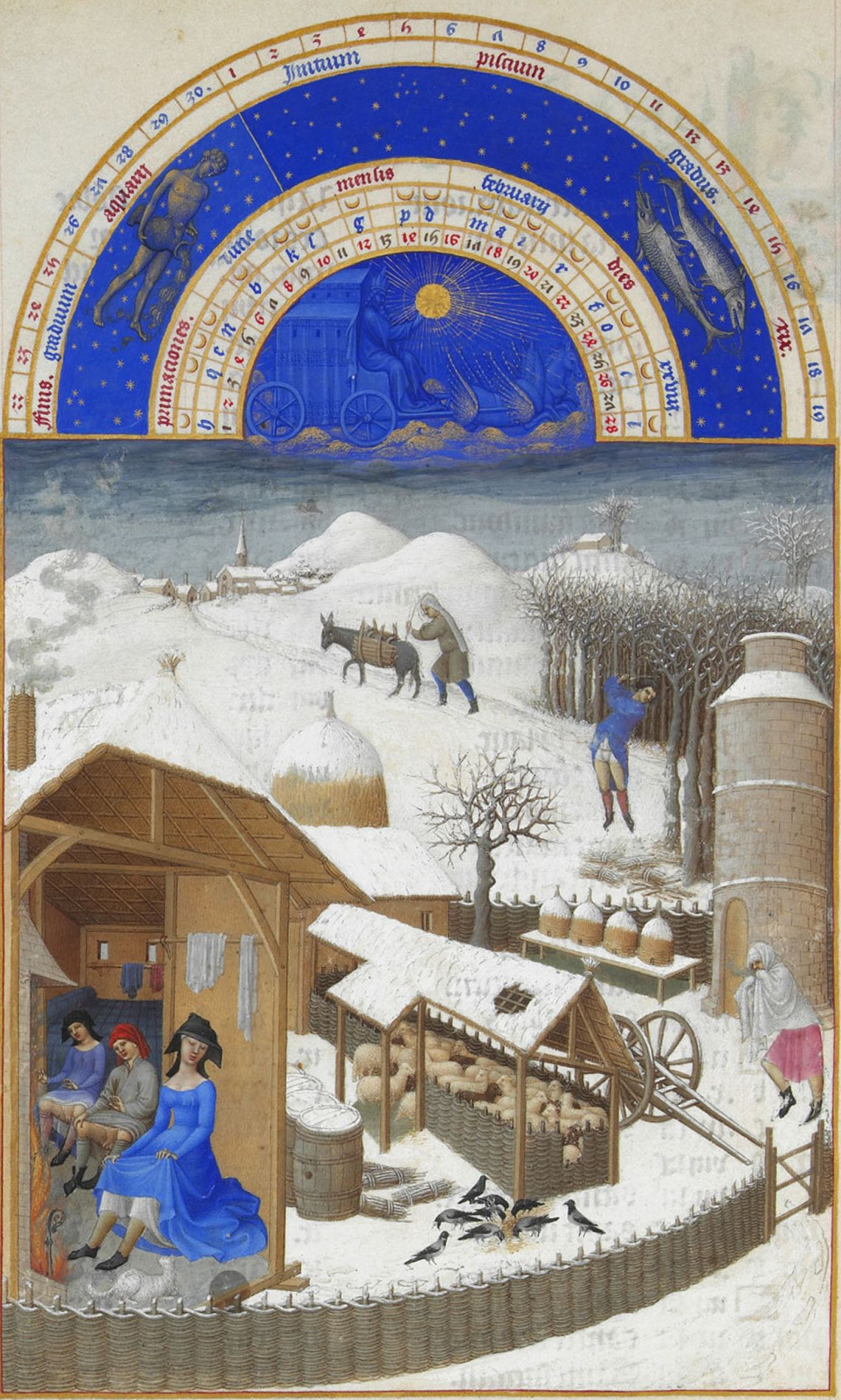
نمونه‌ای از خطاطی براق از سده پانزدهم

قرون وسطی در اروپا به‌طور کلی مطابق با دوره‌های فرهنگی سده چهاردهم در ایتالیا (ترچنترو) و اوایل دوره رنسانس است. اسپانیا و اروپای شمالی همچنان از سبک‌های گوتیک استفاده می‌کردند که در سده پانزدهم و تا تقریباً پایان دوره اوج بیشتری گرفت. گوتیک بین‌المللی یک سبک دوست داشتنی بود که در دهه‌های حدود ۱۴۰۰ در بسیاری از نقاط اروپا رواج یافت. شاهکارهای ادبی از جمله کتاب مصور «ساعات خوش دوک دوبری» مربوط به آن دوران است.
هنر سکولار در سرتاسر اروپا به‌طور کمی و کیفی رشد یافت. در سده پانزدهم، بازرگانان در ایتالیا و فلاندر در رتبه‌های بالای جامعه قرار گرفتند. آنان که مشتریان نقاشی‌های رنگ روغنی از چهره‌های خودشان بودند همچنین به اندوختن طیف گسترده‌ای از اقلام لوکس مانند جواهرات، عاج، صندوقچه، کابینت گران‌قیمت و ظروف سفالی مایولیکا پرداختند.
این اشیاء لوکس شامل ظروف چینی ساخت مناطق اسلامی نیز می‌شد که عمدتاً توسط کوزه‌گران مدجن ساکن اسپانیا تولید می‌شد. اگرچه خاندان سلطنت مالک مجموعه‌های عظیمی از انواع بشقاب بود اما از آن به جز جام رویال طلایی اندکی باقی مانده است. تولید ابریشم ایتالیایی توسعه یافت به طوری که کلیساها و نخبگان غربی دیگر نیازی به تکیه بر واردات از بیزانس و جهان اسلام نداشتند. در فرانسه و فلاندر بافت و تولید پرده‌های نگارین مانند مجموعه «بانو و اسب شاخدار» به یک صنعت عمده و لوکس تبدیل شد.
طراحی و ساخت مجسمه‌های بزرگ برای محوطه‌های بیرونی کلیساهای گوتیک اولیه، راه برای ساخت مجسمه‌های در داخل ساختمان نیز باز کرد. با ویژه‌تر شدن مقبره‌ها و کنده‌کاری‌های گزافی که روی مواردی از جمله منابر، مثل منبری که توسط جیووانی سارو پی در سنت آندره انجام شد، کنده‌کاری یا رنگ چوب به‌صورت یک کار عام درآمد به‌ویژه وقتی کلیساها دارای قطعه محرابهای متعدد شدند. نقاشی‌های اولیه با آبرنگ در هلند توسط هنرمندانی همچون یان ون ایک (متوفای ۱۴۶۴) و راجیر ون در وایدن (متوفای ۱۴۴۱) این هنر را در ایتالیا به رقابت گذاشت. همچنان بود خطاطیهای براق که در سده پانزدهم در مقیاس بالایی در میان نخبه‌گان سکولار رواج یافت که همچنین کتابهای غیرمذهبی، به‌خصوص تاریخ، را نیز انجام دادند. از حدود ۱۴۵۰ کتاب‌های چاپی، گرچه هنوز گران بودند، اما به سرعت رواج یافتند. تا قبل از سال ۱۵۰۰حدود ۳۰٬۰۰۰ نسخه مختلف از جزوات یا آثار چاپ شده قبل وجود داشته است، تا قبل از این زمان دست نوشته‌های براق تنها اختصاص به خاندان سلطنتی و معدودی دیگر داشت. منبت‌کاریهای بسیار ریز و اغلب غیر مذهبی، که از اواسط سده پانزدهم حتی دهقانان شمال اروپا نیز قادر به برخورداری از آنها بودند. کنده‌کاری‌های گران‌قیمت‌تر در نقش‌های گوناگون مورد توجه مشتریان ثروتمندتر واقع شد.

## پژوهش‌های مدرن

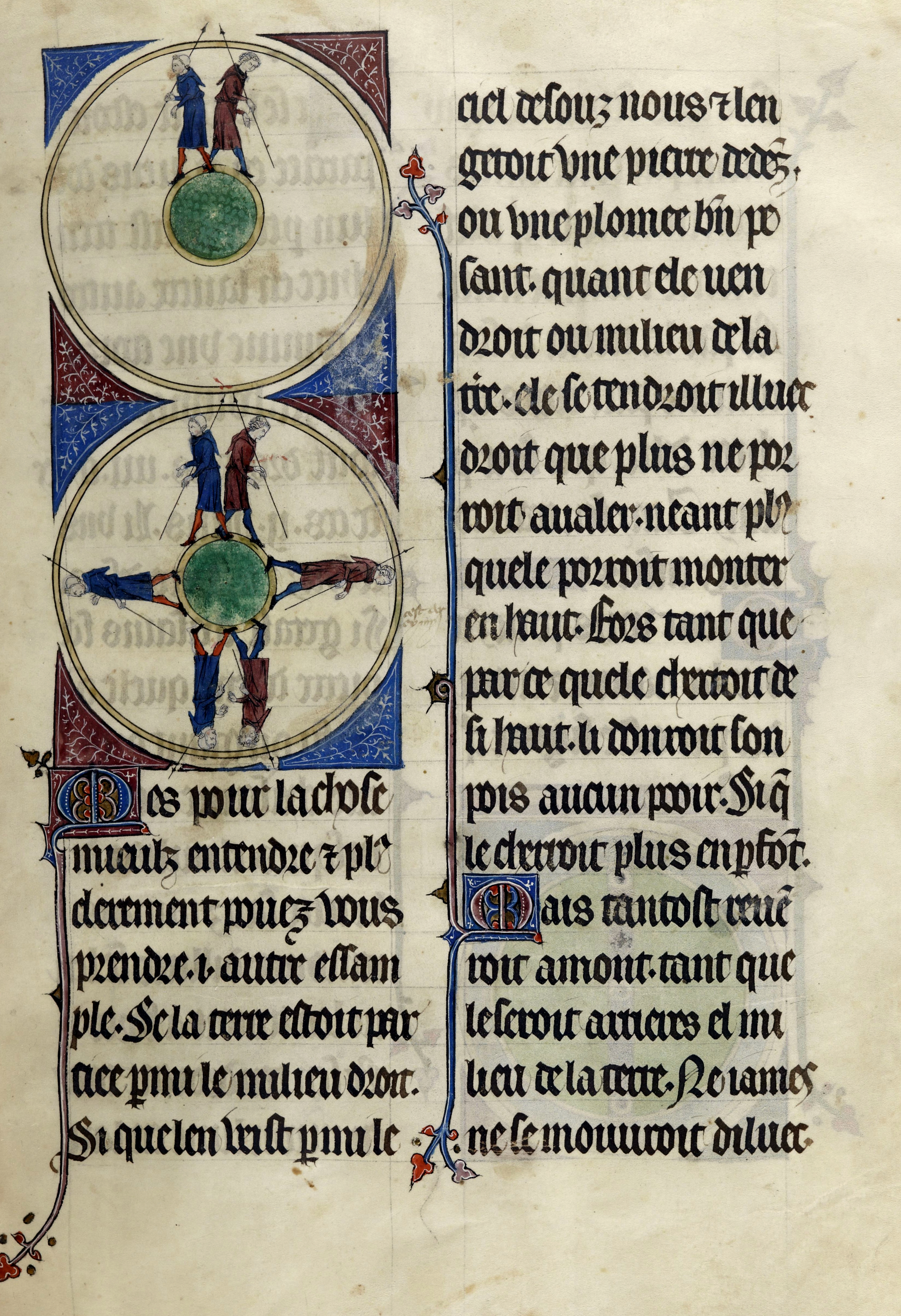
نسخه‌ای از تشریح کرویت زمین در قرون وسطی

دوره قرون وسطی اغلب به عنوان «زمان جاهلیت» و خرافات به سخره گرفته می‌شود. زمانی که کلام مقامات مذهبی ارجح بر تجربه شخصی و فعالیت عقلانی قرار می‌گرفت. این میراثی از رنسانس و عصر روشنگری بود که دانشمندان مطلقاً فرهنگ فکری خود را در تضاد با دوران قرون وسطی می‌دیدند. دانشمندان رنسانس قرون وسطی را در مقایسه با فرهنگ و تمدن بلند دنیای کلاسیک دوره نزول می‌دیدند. دانشمندان روشنگری عقل را برتر از ایمان می‌دانستند و بدین ترتیب قرون وسطی را به عنوان دوران جاهلیت و خرافات می‌شناختند.
برخی دیگر معتقدند که در دوران قرون وسطی عقل به‌طور کلی مورد توجه ویژه قرار می‌گرفت. مورخ علوم‌شناس ادوارد گرانت می‌نویسد: «اگر (در سده ۱۸) اندیشه‌های عقلی انقلابی بیان می‌شد، تنها به دلیل سنت طولانی قرون وسطایی امکان‌پذیر شدند که استفاده از عقل را یکی از مهم‌ترین فعالیتهای بشر قرار داد.»
دیوید لیندبرگ برخلاف تصور رایج، می‌نویسد: «محقق دوران متاخر قرون وسطی به ندرت تجربه‌کر قدرت اجباری کلیسا بود و خود را (به ویژه در علوم طبیعی) آزاد می‌دانست تا به پیروی از عقل و مشاهده بپردازد هر کجا که این دو رهبریش کنند».
مفهوم کاریکاتور گونه این دوره نیز در برخی از مفاهیم خاص‌تر منعکس شده است. یک تصور غلط، نخستین بار در سده ۱۹ منتشر شد و هنوز هم بسیار معمول، این است که همه مردم قرون وسطی معتقد بودند که زمین صاف است.
این یک تلقی غیر واقعی است. چه که استادان دانشگاه‌های قرون وسطی استدلال می‌کردند و می‌گفتند: شواهد نشان می‌دهد که زمین به شکل کره است.
لیندبرگ و رونالد نامبرز، محقق دیگر دوره، اظهار داشته‌اند که به سختی یک دانشمند مسیحی قرون وسطی وجود داشته است. قرون که کروی دیدن زمین را تصدیق نکرده‌اند و حتی مقدار تقریبی محیط آن را نداند.
تصورات غلط دیگری نیز وجود دارند، مانند «کلیسا در دوران قرون وسطی کالبد شکافی و تشریح بدن را ممنوع کرده است»، «ظهور مسیحیت باعث از بین رفتن علم باستان شد»، یا «کلیسای مسیحی قرون وسطی رشد فلسفه طبیعی را سرکوب کرد». نامبرز آنها را نمونه‌هایی از افسانه‌های بین مردم دانست که هنوز به عنوان واقعیت‌های تاریخی عرضه می‌شوند، هر چند که تحقیقات تاریخی آنها را پشتیبانی نمی‌کنند.